# St-Julien (Brioude)
Die ehemalige Stiftskirche Saint-Julien steht inmitten der ehemals befestigen Stadt Brioude in der französischen Region Auvergne im Département Haute-Loire und trägt den Titel einer Basilica minor. Die Stadt hat 6.820 Einwohner (Stand: 1999). Sie liegt etwa 70 km südlich von Clermont-Ferrand im Zentralmassiv auf einer Terrasse oberhalb des Flusses Allier. Das Gebiet der ehemaligen Grafschaft um Brioude wird Brivadois genannt, nach dem ehemaligen keltischen Namen der Stadt Brivas.
Sie ist eine der berühmtesten, geschichtsreichsten und schönsten Kirchen der Auvergne, obwohl sie sich nicht in die Gruppe der „Hauptkirchen der Basse Auvergne“ oder der Limagne einreihen lässt. Die Hauptkirchen der Limagne sind nach einem streng eingehaltenen Plan, ohne Unterbrechung in einem Zug errichtet worden. Hingegen dauerten die Bauarbeiten in Brioude gut ein Jahrhundert, vom Beginn der romanischen Bauperiode bis zu deren Ende. Drei bis vier Baumeister-Generationen folgten bei ihr aufeinander. Der letzte Baumeister, der des Chorhauptes, wich mit Absicht von den Entwürfen seines begabten Vorgängers aus dem 11. Jahrhundert ab, der die prachtvollen Pfeiler des Mittelschiffs und den Narthex errichtete. Eine anschließende Aufstockung des Mittelschiffs reicht um ein weiteres Jahrhundert noch in die gotische Epoche hinein. Saint-Julien weist eine Originalität auf mit einer kontrastreichen, außerhalb der allgemeinen Norm befindlichen Architektur. Allein schon das Mauerwerk zeugt in Textur, Korn und Farbe von ganz unterschiedlichem Gestein, das gleichzeitig ausgezeichnet harmoniert. Vielfalt ist ihr Gesetz.

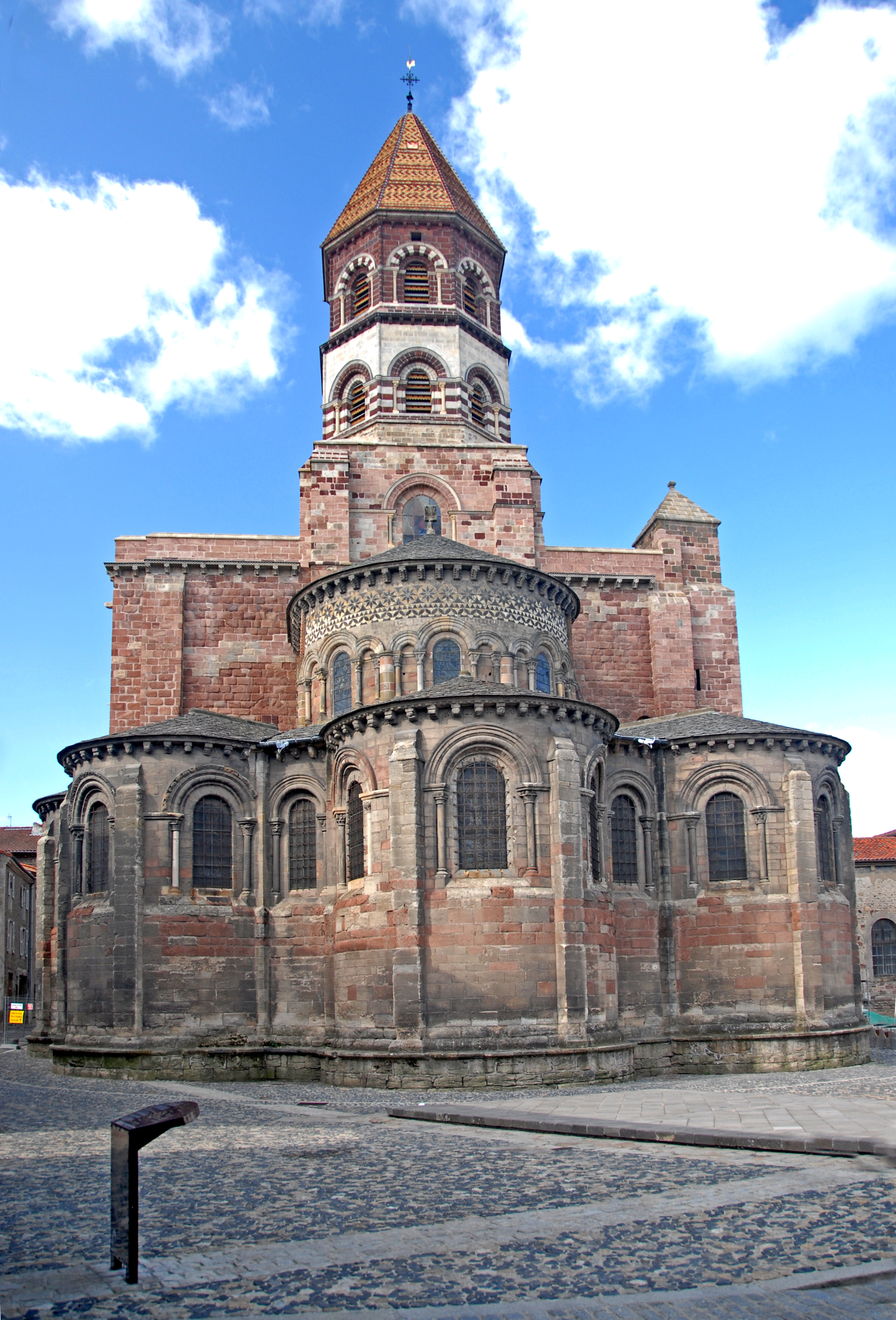
Saint-Julien Brioude, Chorhaupt von NO

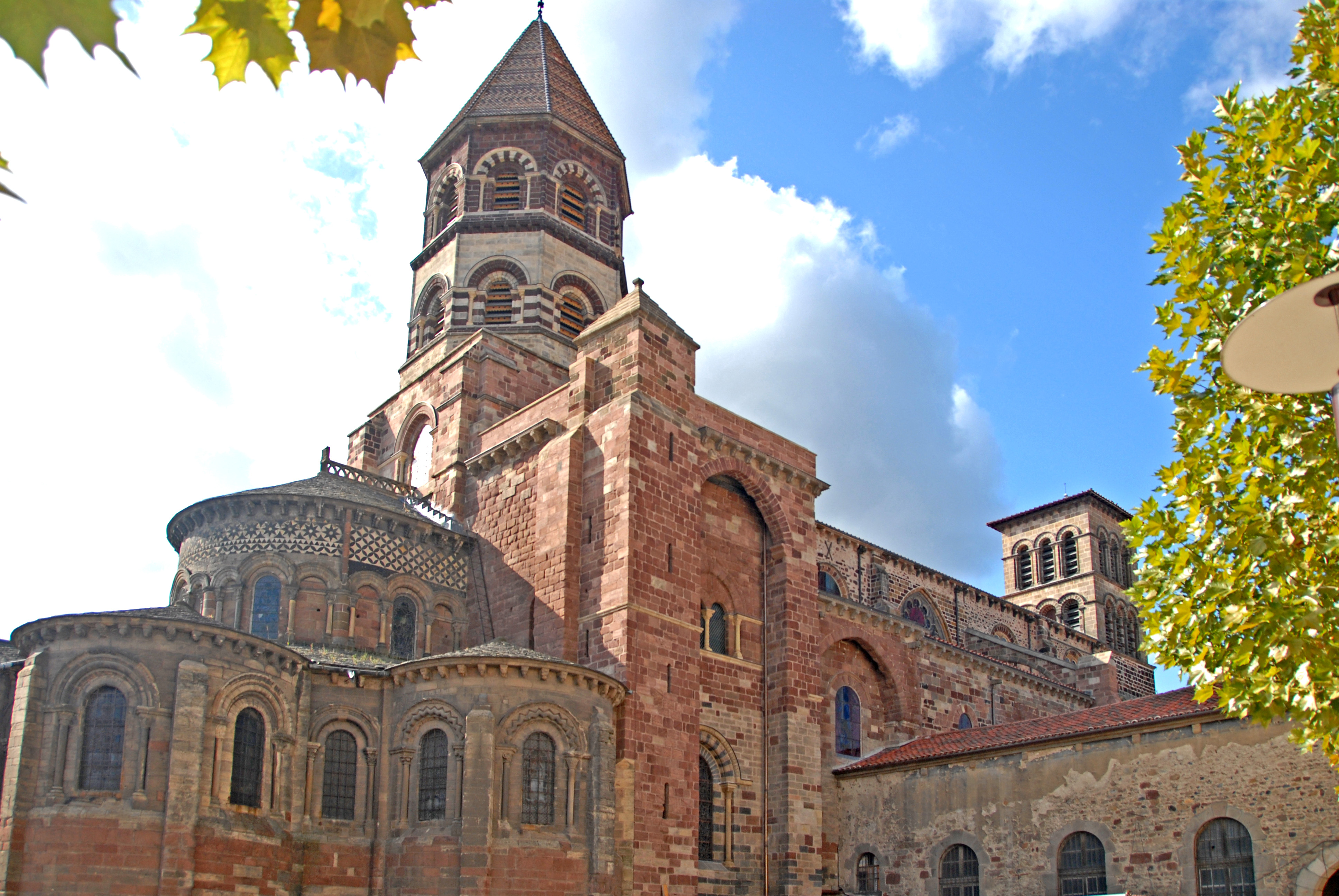
Saint-Julien Brioude, Überblick von N

## Geschichte

### Antike / vorchristliche Zeit
Die Stadt Brioude war bereits in keltischer Zeit (ab 700 / 600 vor Christi Geburt) ein bescheidener Siedlungsplatz und hieß damals Brivas, das später zu Brioude wurde. Es lag an einem Kreuzungspunkt bedeutender Wege mit einer Brücke über den Allier. Der hier siedelnde keltische Stamm der Arverner, dessen Name in dem der Région wieder zu finden ist, hatte seinen Hauptort in Nemossos, dem heutigen Clermont-Ferrand.
Nachdem Cäsar im Jahr 52 vor unserer Zeitrechnung in Alesia (Burgund) die Gallier unter Vercingetorix besiegt hatte, besetzten die Römer auch das Land der arverna civitas (ab 1. bis in das 3. Jahrhundert), das damit zur gallischen Provinz wurde. Man spricht von der gallorömischen Epoche.

### Völkerwanderungszeit / Mittelalter

#### Martyrium des Heiligen Julianus
Was man heute über das Martyrium des Heiligen Julianus vermutet, wurde einem im 6. Jahrhundert verfassten Buch Passio sancti Juliani entnommen, in dem, wie in vielen Heiligenviten der Zeit, die erbauliche Seite zu Lasten historischer Präzision Vorrang erlangte. Nach dieser Passio diente der Christ Julianus als Soldat in Vienne unter dem Tribun Ferreolus, der ebenfalls christlichen Glaubens war. Er sah die Verfolgung des Julianus voraus und riet ihm zur Flucht, der sich daraufhin in die Auvergne zurückzog. Die ihn verfolgenden Soldaten spürten ihn jedoch bald auf und enthaupteten ihn. Die Henker wuschen das Haupt in der nahe Brioude gelegenen Quelle. Sie erfuhr bis in die heutige Zeit Verehrung. Das soll sich zu Beginn des 4. Jahrhunderts, genauer im Jahr 304, bei Brioude zugetragen haben. Der Henker brachte das Haupt nach Vienne zurück, um es Ferreolus zu präsentieren, bevor auch dieser den Märtyrertod erlitt. Sein Leichnam wurde gemeinsam mit dem Kopf von Julianus bestattet. Bei einer späteren Überführung der Reliquien fand man den Kopf des Julianus.
Sein in Brioude zurückgebliebener Leichnam wurde von den beiden Alten Arcons und Ilpize im suburbium von Brioude, der Begräbnisstätte der Ortschaft, nahe der Durchgangsstraße bestattet. Sie sollen als Dank für ihr Erbarmen auf wunderbare Weise ihre Jugend wiedererhalten haben.
So berichtet es die Legende der Passio.
Ihre Gebeine wurden ganz in der Nähe von Julianus bestattet und gehörten später zu den Reliquien der Kirche.

#### Wallfahrtsort vom späten 4. bis 6. Jahrhundert
Schon bald nach Bekehrung der Einwohner von Brioude und deren Umgebung zum Christentum erfuhr die Verehrung des Märtyrergrabes des Heiligen Julianus eine Blütezeit.
Im Auftrag einer spanischen Dame wurde am Ende des 4. Jahrhunderts (?) über dem Grab ein Martyrion errichtet, in Erfüllung eines Gelübdes, das sie zur Errettung ihres Ehegatten abgelegt hatte. Das Gebäude war von einem Gewölbe überdeckt und groß genug, um darin Messen zu lesen.
Der Heilige Germanus von Auxerre besuchte 431 das Grab in Brioude. Als man ihm dort keinen Namenstag des Heiligen Julianus benennen konnte, setzte er ein Datum fest. Der aus der Auvergne stammende Avitus, einer der letzten römischen Kaiser, verlangte im Jahr 456, neben dem Märtyrer begraben zu werden.
Im letzten Drittel des 5. Jahrhunderts wurde über dem kleinen Gebäude über dem Grab eine erste Basilika erbaut, die von Gregor von Tours nach einem Besuch als „groß“ bezeichnet wurde. Nach seinen Angaben befand sich das Grab des Heiligen Julianus jenseits des Altars. Victorius, der Statthalter der Auvergne im Auftrag des westgotischen Königs Eurich, ließ sie mit Säulen ausschmücken.
Der Inhalt der vorstehenden Abschnitte wurde von Gregor von Tours (538 oder 539 bis 594) überliefert. Er stammte aus der Auvergne und war Bischof von Tours und ein bedeutender Geschichtsschreiber des 6. Jahrhunderts. Er hat mehrfache Wallfahrten nach Brioude unternommen und widmete dem Märtyrer das Buch Liber de passione et virtutibus sancti Juliani. Neben zahlreichen naiv anmutenden Erzählungen und lebendig geschilderten Details enthält es die Geschichte der Wallfahrt im 6. Jahrhundert. Gregor berichtet, dass die Pilger in so großen Scharen nach Brioude kamen, dass das damalige Kirchengebäude sie nicht alle fassen konnte. In der Fastenzeit eines jeden Jahres zog eine Prozession zu Fuß von Avernis, damaliger Name des heutigen Clermont-Ferrand, zum etwa 70 Kilometer entfernten Brioude. Sie wurde vom Bischof (Namatius?) angeführt, in Erfüllung eines während einer Epidemie abgelegten Gelübdes.
Die Kirche inmitten des Wallfahrtsortes diente auch als Zufluchtsstätte Verfolgter, die vor der Willkür der Mächtigen, vor Invasoren, vor Epidemien und anderen Schutz suchten. Gregor berichtet, dass König Thierry nach 532 dieses Sonderrecht bestätigte.

#### Stiftskapitel Saint-Julien im 9. und 10. Jahrhundert
Die Kirche aus dem letzten Drittel des fünften Jahrhunderts bestand immerhin über 400 Jahre. Sie wurde zu Beginn des 9. Jahrhunderts auf Veranlassung von Berengar, Graf des Brivadois, vermutlich dem Grafen von Toulouse gleichzusetzen, nach einem verheerenden Einfall der Sarazenen wieder instand gesetzt.
Dieser gründete etwa zur gleichen Zeit in Brioude ein Stiftskapitel oder Kollegiatstift. Das wurde bald darauf, im Jahr 825, von Ludwig dem Frommen bestätigt. Die Kanoniker von Saint Julien erhielten vermutlich damals die Länderherrlichkeit von Brioude, die sie bis nach der Revolution behielten, und den Titel Stiftsgrafen von Brioude.
Die Kanoniker besaßen das Recht auf Eigentum, lebten aber in der Gemeinschaft und teilten sich das Refektorium und das Dormitorium. Ihre Messfeier ähnelte denen der Benediktiner. Das Kapitel erhielt das Privileg der Immunität, im Jahr 836 von Pippin I. von Aquitanien und 874 von Karl dem Kahlen.
Aufgrund seiner weltlichen Macht, verbunden mit erheblichem Reichtum, wurde dem Kapitel Habsucht nachgesagt. Weltliche und Laien übernahmen die Funktion und den Titel des Abtes. Etliche von ihnen zeigten eifriges Bemühen in Erfüllung ihrer Pflichten. So konnte unter Frotier, Erzbischof von Bordeaux das Vermögen des Kapitels ausgebaut werden, wie auch unter Wilhelm I., genannt der Fromme, dem Grafen des Poitou und späteren Herzog von Aquitanien und Gründer von Cluny. Er war von 893 bis 918 weltlicher Abt in Brioude und wurde im Vorgängerbau der Stiftskirche Saint-Julien begraben.
Mit seiner finanziellen Unterstützung wurde eine neue, deutlich größere Kirche errichtet, da die alte Basilika zur Fassung der Pilgerströme zu klein geworden war. Der Text seiner Grabinschrift deutet darauf hin: Gaudet Brivata tanti duce nobilitata : „Brioude freut sich, von einem solchen Herrscher verschönert worden zu sein“.
Diese frühromanische Basilika war die Vorgängerin der heutigen. Sie wurde nach kaum mehr als hundert Jahren ihres Bestehens eingerissen, um – etwa im Jahr 1060 beginnend – einem kaum größeren Neubau zu weichen. Sie wurde allerdings nicht vollständig abgebrochen, sondern ihre Außenwände sind teilweise in den unteren Bereichen des heutigen Langhauses, „Querhauses“, Narthex und Umgangschors integriert worden.

#### 11. und 12. Jahrhundert
Das 11. und 12. Jahrhundert war die absolute Blütezeit der Wallfahrten, insbesondere für den Südwesten Frankreichs, in dem die großen Ströme der Jakobspilger zusammenkamen. Aus dieser Zeit gibt es keine Zeugnisse, wie sie etwa von Gregor von Tours überliefert sind.
Brioude liegt jedenfalls an einer Nebenroute des Jakobswegs, etwa mittig zwischen den Hauptrouten der Via Lemovicensis (Start in Vézelay) und der Via Podiensis (Start in Le Puy-en-Velay). Die eigentliche Blütezeit der Jakobswallfahrt fand in der ersten Hälfte des 12. Jahrhunderts statt, in der die Pilger zu Hunderttausenden auf den Haupt- und Nebenrouten nach Süden zogen.

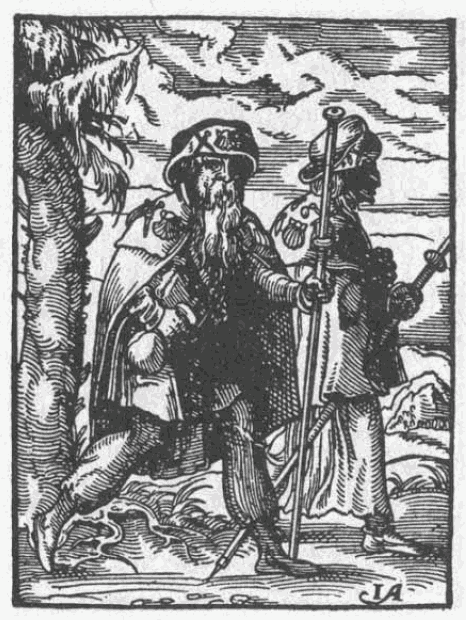
Jakobspilger, Holzschnitt von 1568

Diese Pilgerbewegungen gingen Mitte des 12. Jahrhunderts, beginnend mit dem „Gezänk“ zwischen Frankreich und England um Aquitanien, wesentlich zurück, der Hundertjährige Krieg brachte dramatische Einbrüche der Pilgerfahrten im Südwesten des heutigen Frankreich, die erst in unseren Zeiten wiederauflebten.
Als man den letzten großen Neubau zu Beginn des 11. Jahrhunderts konzipierte, spürte man den sich ankündigenden Boom der Pilgerbewegungen nach Spanien, von denen man weitere Zusatzeinkünfte für das grandiose Projekt bei Aufrechterhaltung der Benutzbarkeit der Kirche erwartete. In dieser Zeit wurden Odilo von Cluny und Robert von Turlande in Brioude aufgenommen, die jedoch beide bald weiter ihres Weges zogen: der heilige Odilo wurde Abt von Cluny, Saint-Robert gründete die nach ihm benannte Abtei La Chaise-Dieu.

St.-Julien Brioude, Baufortschritte, Handskizze

Mit den Bauarbeiten an der heutigen Kirche wurde um 1060 begonnen, ein angenähertes Datum. Der westliche Bereich wurde abgebrochen, aber nicht vollständig. Man erhielt die unteren Teile ihrer Mauern und integrierte sie in die drei Schiffe des neuen Langhauses. Das vorstehend genannte Datum wird durch einen von A. Vernet entdeckten Text (Almanach de Brioude, 1962, S. 15 ff) bestätigt. Man erfährt darin, dass am ersten September 1400 ein unter dem Nordwestportal gefundenes Grab geöffnet worden sei. Gefunden wurde darin ein Bleiplättchen, auf dem der Name eines Kanonikers Peter eingraviert war, der „martyris amumni“ (ein Anhänger des Märtyrers Julianus) und „conditor ecclesie“ (Gründer der Kirche) bezeichnet wurde. Auf einer Urkunde von 1066 wird dieser Peter mit dem Zusatz „amumnus“ erwähnt. Er wollte unter der Schwelle des nordwestlichen Portals begraben werden.
Durch die Einteilung der Bauarbeiten in zwei große Abschnitte, den westlichen und den östlichen, konnte man die sakralen Feierlichkeiten und damit die Spenden von den Pilgern aufrechterhalten. Zunächst blieb der östliche Teil der Vorgängerkirche bestehen, um darin weiterhin die Messen der Kanoniker und die Feierlichkeiten an den Reliquien des Heiligen Julianus abzuhalten.
Die Bauabschnitte können, wieder angenähert, wie folgt datiert werden, jeweils mit ihrem Baubeginn:
- 1. Um 1060 (?): Beginn im Westen mit dem Erdgeschoss des Narthex; untere Teile der ersten beiden Joche des Langhauses; Erdgeschoss der südöstlichen seitlichen Vorhalle;

- 2. Um 1100 (?): Obergeschoss des Narthex; obere Teile der ersten zwei Joche des Langhauses; Obergeschoss der südöstlichen seitlichen Vorhalle; die ganze nordwestliche seitliche Vorhalle.

- 3. Um 1140 (?): drittes und viertes Joch des Langhauses.

Ab etwa 1150 war der westliche Abschnitt des Bauvorhabens fertiggestellt. Das Mittelschiff besaß vermutlich ein Kreuzgratgewölbe, das kaum höher reichte als die Seitenschiffe. Vor dem Abbruch der „alten“ Ostpartie verlagerte man die sakralen Feierlichkeiten in den neuen Westflügel, bestehend aus dem Narthex und den vier Jochen des Langhauses. Etwa dreißig Jahre später wurde die Baustelle der Nordostpartie neu eröffnet, dieses Mal in umgekehrter Richtung, von Nordosten nach Südwesten. Um diese Zeit setzten bereits die Rückgänge der Pilgerfahrten nach Spanien ein.
- 4. Um 1180 (?): Chorhaupt, „Querhaus“, und das fünfte Joch des Langhauses.

Ende des Jahrhunderts waren die Arbeiten am Kirchenbauwerk vollendet.
Im 13. Jahrhundert wurden sie jedoch wiederaufgenommen, um die Gewölbe des Mittelschiffs zu erhöhen. Es standen offensichtlich noch Mittel aus den Einnahmen der zurückliegenden Jahrzehnte zur Verfügung.
- 5. Um 1259 – das Datum wird in einer päpstlichen Bulle von Alexander IV. erwähnt – begann man mit der neuen Einwölbung des Mittelschiffs mit Kreuzrippengewölben. Diese Arbeiten zogen sich stark in die Länge, möglicherweise mangels ausreichender Geldmittel, da die Einkünfte von Jakobspilgern längst versiegt waren. Sie wurden erst im 14. Jahrhundert beendet.

### Spätmittelalter / Neuzeit
In den späteren Jahrhunderten ließ der ehemalige Eifer des Kapitels nach. Die Stiftsgrafen waren von ihrem Adel und dessen Privilegien eingenommen. Das Kapitel verlangte inzwischen von seinen Mitgliedern den Nachweis von vier Generationen Adel, väter- und mütterlicherseits, ohne Berücksichtigung des Standes des Bittstellers. Es hieß „Der König ist der erste Kanoniker“. Auch der König von Frankreich Karl VI. (1368–1422) machte sein Recht geltend. Er kam nach Brioude und nahm im Ordensgewand des Kapitels als einer der ihren am Gottesdienst teil.
Die Größe des Kapitels: Im Jahr 1049 reduzierte Leo IX. die Zahl der Kanoniker auf 80, im Jahr 1426 reduzierte Partin V. weiter, auf 54, und zuletzt Ludwig XV. (1710–1774) auf nur 20. Das Kapitel überstand nicht mehr die Wirren der Revolution (1789).
In der Revolution und ihren Folgejahren wurden die bis dahin noch weitgehend erhaltenen Konventsgebäude, zum „Volksgut“ erklärt und auf Abbruch verkauft. Möglicherweise befanden sich diese hier ausnahmsweise auf der Nordwestseite der Kirche. Es gibt heute nämlich noch einen dort zwischen dem 4. und 5. Joch im rechten Winkel angebauten zweigeschossigen, langgestreckten Trakt, der ein Überrest dieser Konventsgebäude gewesen sein könnte.
Der Vierungsturm, der sonst häufig den Zerstörungen der Revolution zum Opfer fiel, blieb weitgehend davon verschont. Lediglich der Turmhelm wurde abgerissen. Um die Mitte des 19. Jahrhunderts wurden unter Mallay umfangreiche Restaurierungen des Kirchengebäudes durchgeführt, nicht immer mit der denkmalpflegerisch notwendigen Zurückhaltung, so wurde auch der Turm von ihm „neu hergerichtet“.
1957 erfolgte eine umfangreiche Restaurierung des Innenraums, die man unter heutigen Gesichtspunkten als gelungen bezeichnen kann. Die Kirche wurde im gleichen Jahr durch Papst Pius XII. in den Rang einer Basilica minor erhoben.

#### Grabstätte des Heiligen Julianus in der „Krypta“
G. Fournier (Almanach de Brioude, 1967 und 1968) veranlasste eine ausführliche Untersuchung der ältesten über dem Grab Juliens errichteten Gebäude. Nach seiner Ansicht ist die Runde Mauer der „Krypta“ der Überrest eines Grabmals in Form einer Rotunde (?), allerdings nicht der Rest eines ersten, über dem Grab errichteten Martyrions. Er vertritt die Auffassung, dass sich das Martyrion und die spätere darüber errichtete Basilika unter dem heutigen Narthex befanden, was auch die seltsame Nordostausrichtung der Kirche erklären würde. Frühchristliche Sanktuarien waren häufig senkrecht zu ihrer Längsachse nach Südosten, zur Heiligen Stadt Jerusalem ausgerichtet. Letzteres trifft allerdings auch für die Errichtung der Basilika in gleicher Ausrichtung zu, wie das Vorgängerbauwerk der heutigen „Pseudokrypta“. Im vollkommen romanischen Narthex hat man aber keinen Hinweis auf die Kirche gefunden, in der Gregor von Tours im 6. Jahrhundert gebetet hat.
Der Standort der „Rotunde“, die heutige „Krypta“, ist offensichtlich von großer Bedeutung. Sie befand sich, wie auch heute noch, unter dem Triumphbogen des Chors und in der Mitte zwischen den Pfeilern der Vierung. Das gesamte Bauwerk der Basilika scheint sich um diesen privilegierten Platz, das absolute Zentrum, zu gruppieren, was besonders einleuchtet, wenn es das Grab des Märtyrers enthält. Es gibt daher letztendlich Grund zur Annahme, dass sich das Grab des Heiligen Julianus an seiner ursprünglichen Stelle befindet, wo ihn die beiden Alten Arcons und Ilpize bestattet hatten, darüber das Martyrion, ein Teil der heutigen sogenannten „Krypta“.

#### Ausgrabungen über der „Pseudocrypta“ von 1973

Saint-Julien Brioude, Kieselsteinboden, 1973 restauriert

Im Jahr 1973 war die Wiederherstellung des alten Bodenbelags im Langhaus, ein Pflaster aus grobkörnigen Kieselsteinen mit Bruchsteinen, in Rosetten und anderen geometrischen Strukturen verlegt, kurz vor der Fertigstellung. Dabei wurde festgestellt, dass das zu erneuernde Pflaster nur bis zum Höhenversatz des Bodens zum Chor reichte. Im höher gelegenen Chorbereich entdeckte man durch Freilegen weniger Quadratmeter ein wesentlich älteres Pflaster aus dem 11. Jahrhundert, jedoch etwa 30 cm tiefer angeordnet. Es war unversehrt erhalten und ähnelte dem des Langhauses, war jedoch kleinformatiger. Bei der von Fournier durchgeführten Grabung stieß man außerdem auf eine beschädigte Altarstufe, die von Mosaikresten bedeckt war, aus schwarzen und weißen Geflechtsornamenten. Es wurden auch vier Aussparungen für die Träger des Ziboriums freigelegt.
Diese Entdeckung ist die Bestätigung, dass die „Pseudokrypta“ tatsächlich die Stelle des über dem Grab des Heiligen Julianus errichteten Martyrions ist. Ihm war der Hauptaltar angegliedert.

#### Archäologische Ausgrabungen von 2002 bis 2005

Brioude, Platz St.-Gregoire-de-Tours, archäologische Ausgrabungen, Handskizze

Archäologische Ausgrabungen nordöstlich des Chorhauptes der Kirche, auf dem Platz des Gregor von Tours, haben in Nachbarschaft der Grabstätte des heiligen Julianus die Grundmauern einiger begleitender Bauten und die Überreste eines alten Gräberfeldes zutage gefördert (siehe Grundrissskizze). Die nachstehenden Informationen sind einer örtlich aufgestellten Tafel entnommen, die aber kaum Zeitangaben enthält.
Innerhalb eines ehemaligen gallischen Sanktuariums (A) entdeckte man die nachträgliche Einrichtung eines frühchristlichen Baptisteriums, das erste in der Auvergne, mit einem Taufbecken in der Mitte aus Basalt-Einfassungen und Deckschichten aus Ziegelsteinen. Als Höhepunkt der frühchristlichen Taufe stieg der nackte Täufling über Stufen in das Wasser, um abschließend die Salbung mit heiligem Öl zu erfahren in Form eines Kreuzes auf seiner Stirn. Ein Dokument über die Beisetzung eines Unter-Diakons Mellonius am 27. Januar 550 an diesem Ort, unter der Herrschaft von Theodebaldus, ist erhalten.
Südwestlich dieses Gebäudes wurden die Grundmauern einer kleinen Kapelle aus der frühromanischen Epoche freigelegt (D), aus einem Schiff mit halbrunder Chorapsis. Sie besaß einen Keller mit Rundtonne, der überwiegend als Beinhaus genutzt wurde.
In der nordöstlichen Platzecke fand man die Grundmauern der frühromanischen Pfarrkirche Notre-Dame (C) aus zwei Jochen mit Tonnengewölbe und einer halbrunden Chorapsis mit Kalottengewölbe. Zwischen ihrer südwestlichen Gebäudeecke und dem Umgangschor der Basilika gab es noch ein „batiment canonial“, ein Klostergebäude, dessen genaue Bestimmung noch unklar ist. Es hatte ebenfalls einen Keller, der von einer Tonne überwölbt war.
In der Umgebung der Gebäude entdeckte man eine große Anzahl von Bestattungsresten der frühchristlichen und frühromanischen Epoche. Es wurde sogar ein Ofen zur Schmelze von Bronze gefunden.

## Bauwerk
Abmessungen innen (zirka)
- Gesamtlänge: 74,15 m

Saint-Julien, Brioude, Grundriss, Handskizze

- Langhausbreite (im vierten Joch): 20,15 m
- Mittelschiffbreite (im Durchschnitt): 5,50 m
- Seitenschiffbreiten (im Durchschnitt): 5,30 m
- Höhe Mittelschiff (heute) : 22,20 m
- Höhe Seitenschiffe (heute): 13,50 m

Abmessungen außen
- Gesamtlänge über alles: 77,00 m

Breiten (ohne Strebepfeiler):
- Narthex, Joche 1 und 5: 21,70 m
- Joch 4: 22,20 m
- Chor mit Kapellen maximal: 28,10 m
- Joch 2 mit Vorhallen: 36,20 m

Höhen über Grund
- First Mittelschiff: 26,40 m
- Helmspitze Vierungsturm: 48,00 m
- First Westwerkturm: 36,60 m
- First Chor: 19,70 m
- Firste Umgangskapellen: 11,00 m

Die Grobstruktur des Bauwerks Saint-Julien ist relativ einfach. Sie besteht größtenteils aus einem ungewöhnlich langen Langhaus mit fünf weit gespannten Jochen. Dem Langhaus ist der Narthex in den Grundrissdimensionen eines Jochs vorgelagert und in ihm vollständig integriert. Ungewöhnlich ist die geringe Breite des Mittelschiffs mit seinen quadratischen Jochen und die große Breite der Seitenschiffe, kaum schmaler als das Mittelschiff. Das „Querschiff“, im Anschluss an das fünfte Joch, ist kaum im Grundriss, stattdessen aber im Aufriss auszumachen. In Verlängerung der Seitenschiffe besitzt das Querhaus ein zweites Geschoss in Form einer Empore, was man vor allem von außen erkennt. Klassische Querhausarme, die über die Langhausseiten hinausragen, gibt es hier nicht. Das Chorhaupt fügt sich mit Umgang und Kranzkapellen um den engen Chorraum, dessen Apsisrundung von nur vier Säulen getragen wird. Die Umgangsdächer und ihre Traufen reichen nicht, wie sonst in der Limage üblich, über diejenigen der Kapellen hinaus.
Das Bauwerk ist nicht wie gewohnt mit dem Chor nach Osten ausgerichtet, sondern nach Nordosten, genau 53 Grad Nord.
Die Mauern verdanken ihren besonderen Reiz der Schönheit und Vielfalt der verwendeten Natursteine, wie etwa des roten Sandsteins von Allevier, dessen prächtiges Kolorit mit der Zeit verwittert, eines Kalksteins von Beaumont, einem Ort nahe Brioude, und eines grauen und rosafarbenen Marmors von Lauriat.
Der Chor zeigt nicht mehr die Vielfalt der Steinfarbtöne. Als dieser gegen Ende des 12. Jahrhunderts gemauert wurde, entsprach diese Polychromie nicht mehr dem Zeitgeschmack.
Die während der langen Bauzeit zunehmende Anwendung von Stilelementen der gotischen Baukunst lässt vermuten, dass die Baumeister gerne deutlich mehr oder alle damals bekannten gotischen Stilelemente eingesetzt hätten. Sie waren allerdings verpflichtet, sich an die im Lande üblichen Bauweisen zu halten, beziehungsweise an den Traditionalismus der Kanoniker von Brioude, den zahlenden Auftraggebern des Bauwerks.

### Gebäudeinneres
Die meisten der statischen Tragelemente des Bauwerks, wie Säulen, Basen, Säulenbündel, werden unten abgeschlossen mit kräftigen, mehrfachen Profilen der runden und teilrunden Basen, die auf rechtwinkligen Plinthen stehen, fast immer mehrfach abgestuft. Das Ganze wird noch einmal angehoben auf rechtwinklige Podeste, oft bis in ein Meter Höhe, manchmal auch höher. Bei Säulenbündeln sind die Plinthen und Podeste um deren Grundrisse herum entsprechend abgestuft.

#### Narthex

Mittelschiff Joch 1, zum Narthex

Mittlere Empore Narthex

Der Narthex gehört seit der inneren Restaurierung der Kirche von 1957, bei der er seinen großartigen Aufbau aus zwei zum Langhaus hin offenen Geschossen zurückerhielt, wieder zu den Glanzpunkten von Saint-Julien. Vorher verdeckte ihn eine Orgel und sein Mauerwerk war mit einer schmutzig wirkenden Farbe bedeckt.
Die kräftigen, den Turm tragenden Pfeiler weisen kreuzförmige Kerne auf, denen allseitig halbrunde Dienste vorgeblendet sind. An der Südwestwand scheinen die Pfeiler teilweise in der Wand zu verschwinden, möglicherweise sind sie auch ihr vorgeblendet. Unter dem zentralen Bogen zum Mittelschiff sind es statt der Dienste nur kurze halbrunde Konsolen. Im Erdgeschoss empfangen die Pfeilerkapitelle die Gurtbögen der Narthexarkaden, die zum ersten Langhausjoch hin abgestufte Bogenkanten aufweisen. Das zentrale Narthexjoch wird von einem Kreuzgratgewölbe überdeckt, in seinem Scheitel befindet sich eine quadratische Öffnung zum Transport von Glocken, in den Seitenjochen sind es Stichkappen. Das Steinmaterial besteht nicht aus Bruchstein, sondern aus Haustein. Das obere Geschoss weist ähnliche Arkaden auf, auch mit abgestuften Bogenkanten und Gewölben, sie sind jedoch alle wesentlich höher angeordnet. Das zentrale Joch wird von einer Kuppel aus kleinformatigen roten Steinen überwölbt, die in den Ecken des großen Quadrats auf Trompen ruhen. In ihrem Scheitel gibt es wieder die Öffnung zum Transport der Glocken.
Die drei zum Langhaus hin weisenden Arkaden des Erdgeschosses sind älter als die darüber. Sie unterscheiden sich vor allem durch kleinere Bogensteinformate und größere Steinvielfalt. Hingegen sind die Bogensteine des Obergeschosses durch eine regelmäßige Linienführung, größere Steinformate und sorgfältigen Zuschnitt geprägt, alle aus dem gleichen rosafarbenen Sandstein. Auch die Zuschnitte und Fügung der Steintrommeln der Dienste sind unterschiedlich. Unten wechseln ganze Trommeln mit durch eine senkrechte Fuge geteilten ab. Oben gibt es nur Trommeln aus einem Stück.
Auch bei der Westwand findet man Zeugnisse von der deutlich älteren Erbauungszeit des Erdgeschosses, obwohl vieles verdeckt ist von der Mitte des 19. Jahrhunderts von Mallay wiederhergestellten, äußeren Natursteinverblendung. Es entstanden dabei die äußeren beiden neuromanischen Portale, die es vor 1850 nicht gegeben hat. Bei dieser Aktion wurde die zur Empore hinaufführende Spindeltreppe verschont. Sie ist gänzlich in den massigen Strebepfeiler der Fassade eingebaut. Ihre umschließenden Wände sind aus mit dem Hammer zugerichteten Steinen errichtet, eine vorromanische Technik (!). Durch den Ausgang dieser Treppe auf die Empore sah sich der Baumeister gezwungen, die Pfeiler auf der Westwand des Obergeschosses etwas nach beiden Seiten hin zu versetzen. Das führte zu dem merkwürdigen trapezförmigen Grundriss der Räume des Obergeschosses. Diese Anomalie scheint zu bestätigen, dass auch das Erdgeschoss der Westwand des Narthex bereits vorher bestanden hat.
Der Narthex wird im Erdgeschoss von zwei rundbogigen Fenstern auf den beiden Seitenwänden belichtet. Sie entsprechen in Größe und Anordnung denen der Fenster in den Seitenschiffen. Das Obergeschoss wird von sechs Fenstern der Fassade belichtet, jeweils zwei übereinander gegenüber jeder Arkade der drei Schiffe. Die unteren Fenster sind größer, als die darüber befindlichen. Zusätzlich gibt es noch zwei Fenster auf den Seiten des Narthex-Obergeschosses, etwa in Höhe der Seitenschifffenster.

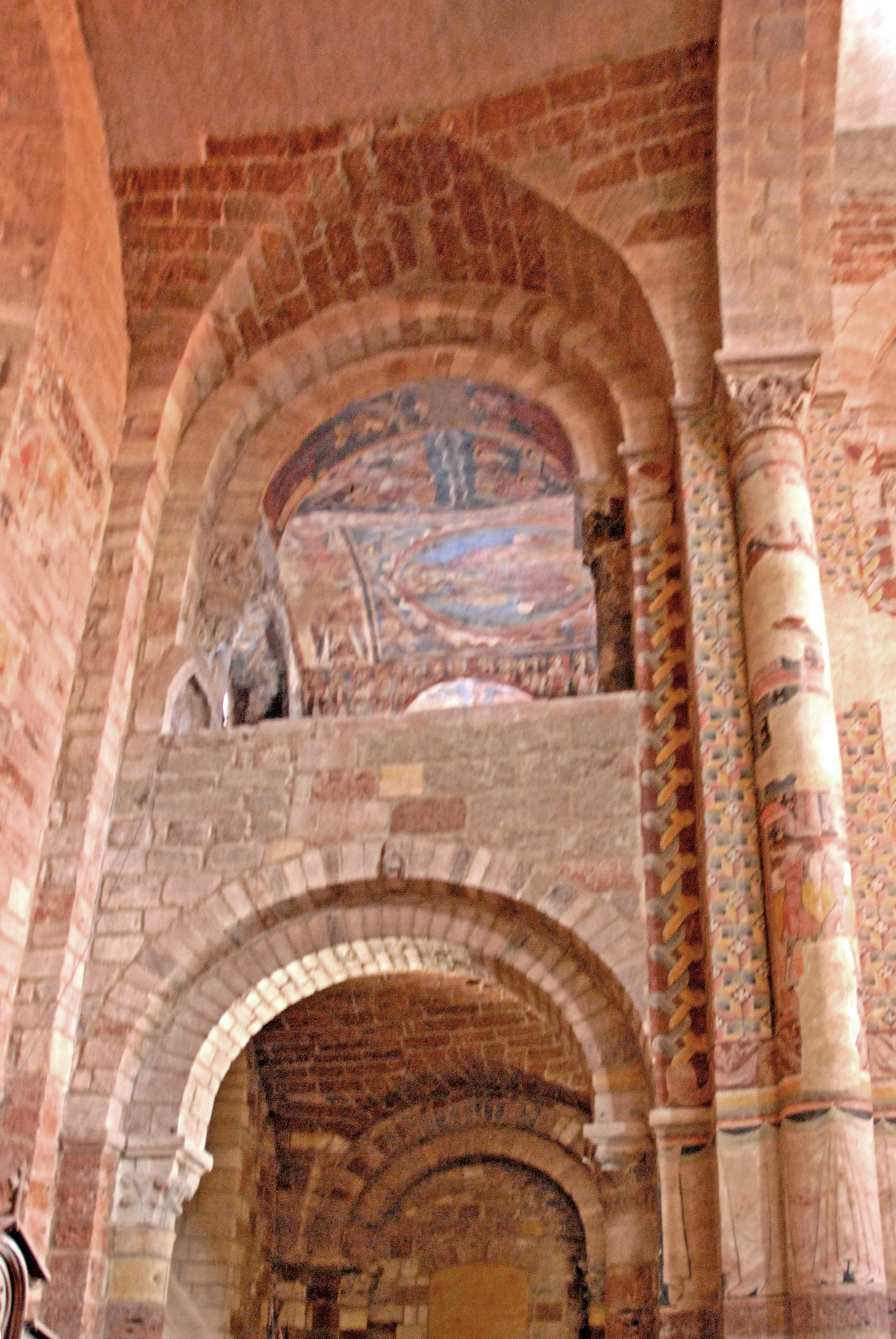
SO-Seitenschiff, Narthexempore mit Michaelskapelle
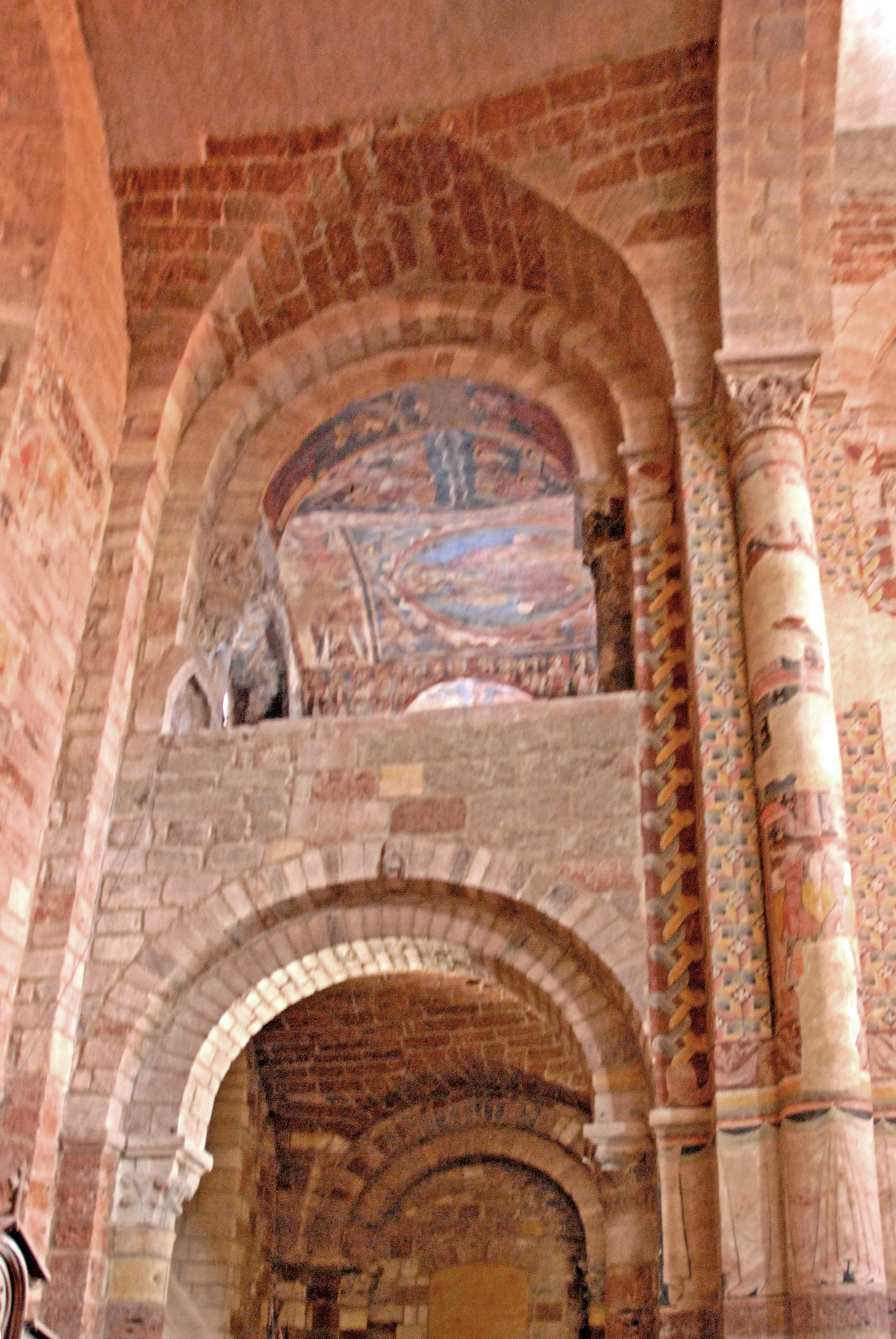
NW-Seitenschiff, Narthexempore
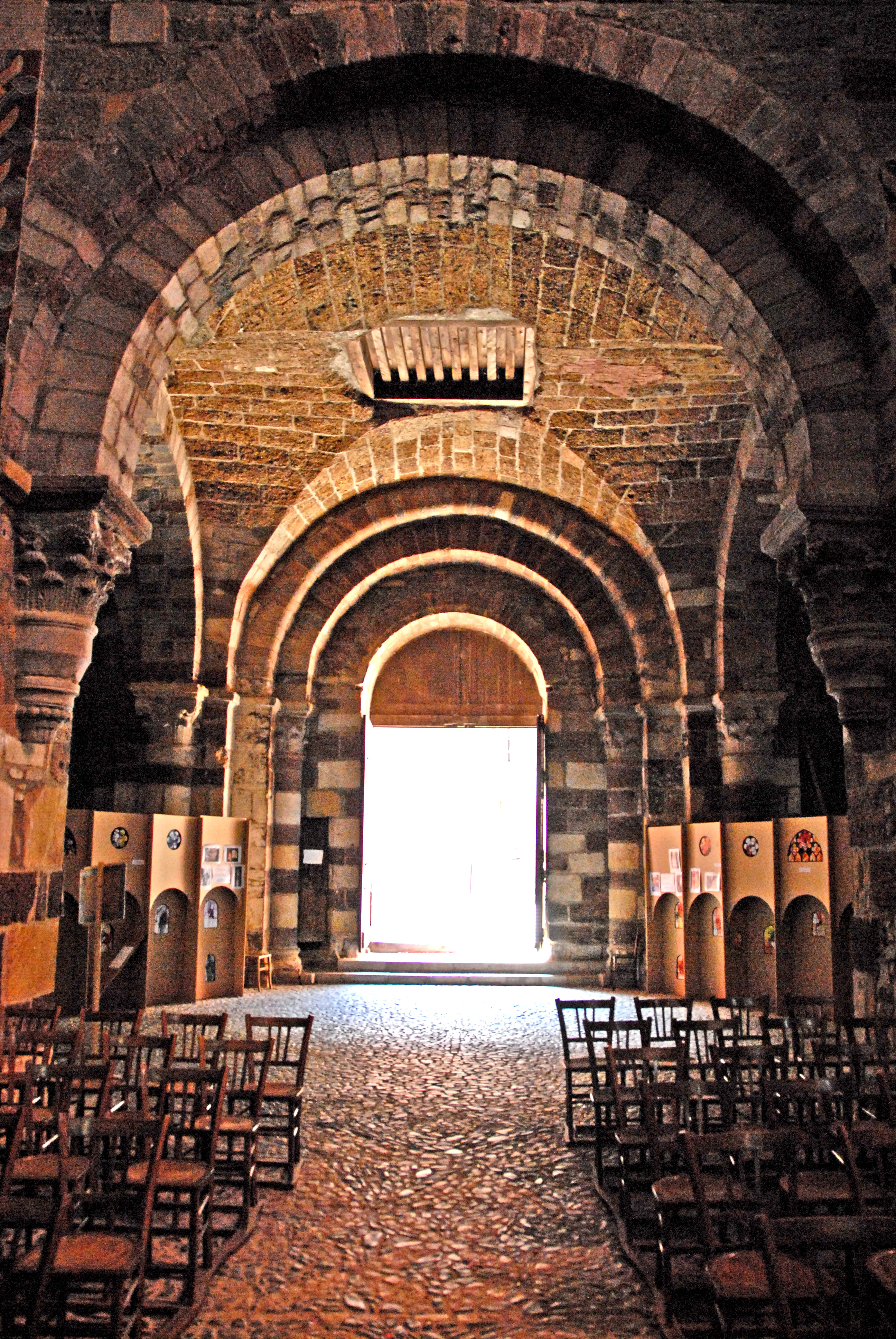
SO-Seitenschiff, Hauptportal im Narthex

#### Langhaus

Mittelschiff zum Chor

Das Langhaus besteht aus fünf breiten Jochen und drei außergewöhnlich langen Schiffen. Die Mittelschiffjoche sind nahezu quadratisch, die ungewöhnlich breiten Seitenschiffjoche leicht rechteckig. Seit der Erhöhung des Mittelschiffs im 14. Jahrhundert ist das vorherige Dunkel unterhalb der Gewölbe verschwunden. Die dadurch möglichen Obergadenfenster ließen seitdem eine große Lichtfülle in das Mittelschiff einströmen, die einer gotischen Kirche zur Ehre geraten könnte. Das war von den romanischen Baumeistern sicher nicht vorgesehen. Es ermöglicht aber, die Strukturen der Mauerverbände und die Vielfalt der Gesteine zur Geltung zu bringen. Vom weichen Rosa bis zum tiefroten Ocker reichen die Farbtöne, mit eingestreuten weißen und grauen Steintupfern.
Die Längswände zwischen den Schiffen werden auf jeder Seite des Mittelschiffs von vier Pfeilern mit quadratischem Kern getragen, dessen Seiten 1,42 Meter messen. Auf den vier Pfeilerseiten sind halbrunde Dienste angeordnet, die auf den Mittelschiffseiten nicht alle bis zum Boden hinunterreichen. Sie stehen dort in etwa drei Metern Höhe auf halbrunden Konsolsteinen, die nach unten verjüngt sind und von Kopfskulpturen unterstützt werden. Die Wände, in Stärke der Pfeiler, ruhen auf je fünf, recht weit gespannten, leicht angespitzten Arkadenbögen, deren zum Mittelschiff weisende Kanten wieder abgestuft sind und die auf den in 11 Metern Höhe – einschließlich Kapitellen – endenden Diensten stehen. Die Kapitelle auf den Pfeilerdiensten befinden sich alle auf derselben Höhe. Die Bogensteine sind aus ockerfarbenem Tuff. Die Spannweite der Arkaden entspricht nahezu der Mittelschiffbreite, was zu der quadratischen Form der Mittelschiffjoche führt. Die ausgezeichneten Proportionen der Pfeilerbündel mit ihrem ungewöhnlichen Aufwärtsstreben stufen diese Bauteile zu den schönsten des Bauwerks ein.

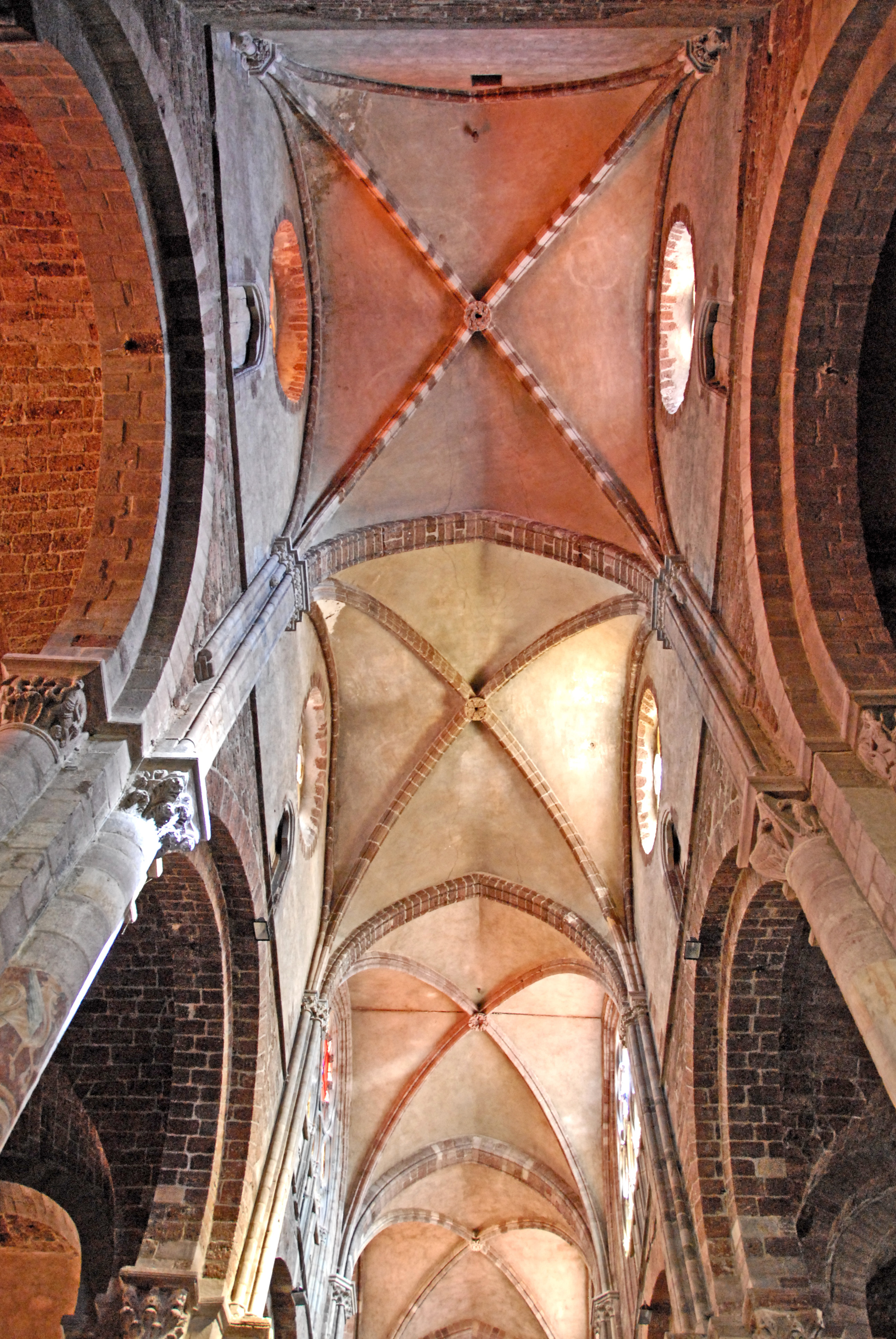
Mittelschiffgewölbe Joche 1–4

Die ungewöhnlich breiten und hohen Seitenschiffe werden von drei Kreuzgratgewölben und sieben Stichkappen aus Hausteinen überdeckt. Die Kreuzgratgewölbe befinden sich in den jüngeren Jochen 4 und 5. Sie werden von Gurtbögen unterstützt, die einerseits auf den Pfeilern, andererseits an den Außenwänden auf flachen Wandpfeilern aufstehen, die mit halbrunden Diensten bekleidet sind. Nur zwei dieser Gurtbögen, nämlich die gegenüber dem Südportal, sind auf einer Kante mit Rückversatz ausgestattet. Man vermisst eigentlich die in Pilgerkirchen häufigen Emporen, die große Höhe der Seitenschiffe hätte dazu problemlos gereicht.
In den Außenwänden der Seitenschiffjoche 1, 3, 4 und 5 ist je ein recht großes rundbogiges Fenster ausgespart, das fast bis unter den Scheitel des Gewölbes hinaufreicht. Die nach innen aufgeweiteten Gewände und Fensterbänke weisen meist keine bearbeiteten Kanten auf.
Dass die Kirche über einen längeren Zeitraum und unter verschiedenen Baumeistern entstanden ist, belegen nicht zuletzt die deutlichen Unregelmäßigkeiten der Konstruktionen.
So betragen beispielsweise die Abstände der Pfeiler in Längsrichtung der Schiffe:
- Im 2. Joch: Nordwestseite 6,82 m, Südostseite 6,64 m
- Im 3. Joch: Nordwestseite 6,82 m, Südostseite 7,81 m

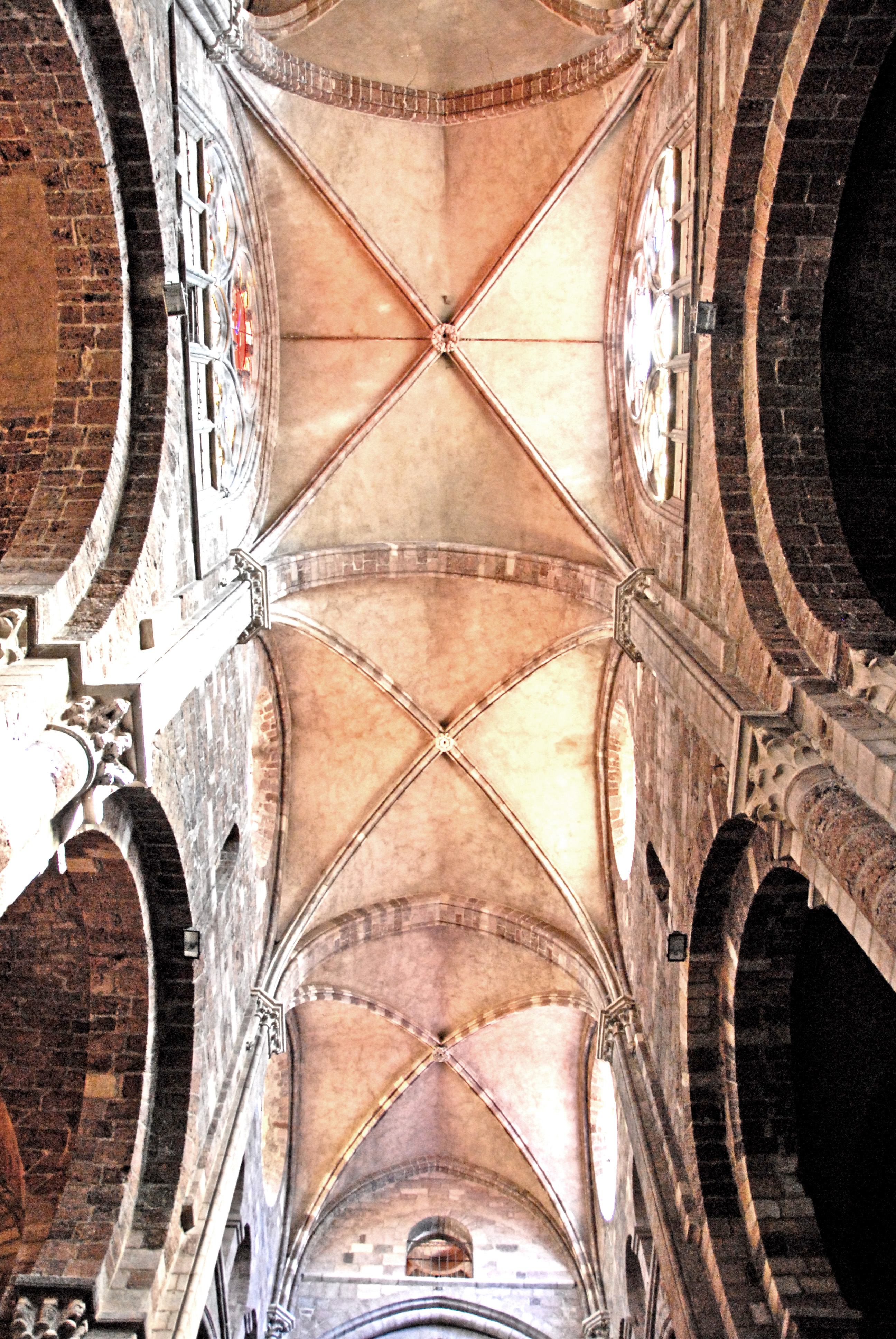
Mittelschiffgewölbe, Joche 3–4

Der Baufortschritt in horizontalen Abschnitten wird stets durch den Wechsel der Materialien, der Steinbehauung und Steinzurichtung bestätigt.
Gern würde man wissen, welche Form das vorausgehende Mittelschiffgewölbe besaß und in welcher Höhe es angelegt war. Dozet, den man mit den Restaurierungsarbeiten von 1957 betraut hatte, stellte die These auf, dass die ersten vier Joche von Kuppeln auf Trompen überwölbt gewesen sind, wie das im Obergeschoss des Narthex zu sehen ist (Monuments historique de la France, 1958, S. 177). Dieser Vorschlag basierte auf der Entdeckung von Bogensteinen, die sowohl in der Westwand des Narthex wie auch im zweiten Joch eingebaut worden sein sollen. Diese Hypothese kann aber kaum überzeugen.
Das fünfte Joch, das fast fünfzig Jahre später erbaut wurde als das zuletzt fertiggestellte, vierte Joch, soll mit einem zugespitzten Tonnengewölbe überdeckt gewesen sein, dessen Ansatz auf dem Triumphbogen vor dem Hauptaltar erkennbar sein soll. Dieses Gewölbe soll oberhalb der Obergadenfenster angesetzt worden sein, die von Blendarkaden eingefasst werden. Das scheint aber eher ein „erster Versuch“ der später anstehenden Erhöhung des Mittelschiffs gewesen zu sein, der sich aber damals noch nicht durchgesetzt hatte.

Mittelschiff, NW-Wand

Auf den Längswänden des Mittelschiffs befindet sich in den meisten Jochen (1 bis 3 und 5) knapp über den Scheiteln der Arkadenbögen ein profiliertes Kraggesims, in Höhe der Ansätze der Bögen der Vierungsarkaden. Darüber wechselt in der Regel das Steinmaterial, vermutlich das der Aufstockung im 14. Jahrhundert. Die Joche des Mittelschiffs wurden vermutlich auch von angespitzten Gurtbögen getrennt, die auf den Pfeilerkapitellen aufstanden. Die eigentlichen Gewölbe waren möglicherweise Kreuzgratgewölbe etwa im Stil der Seitenschiffgewölbe.
Das aktuelle im 14. Jahrhundert erhöhte Mittelschiffgewölbe wird zwischen den Jochen von kräftig angespitzten Gurtbögen unterstützt, deren Kanten in Rundstabprofile aufgelöst sind. Sie stehen auf markanten Pilastern mit ebensolchen Kanten, die um mehr als die halbe Höhe der Pfeiler an den hochgeführten Wänden hinaufragen und dort von breiten halben Kapitellen gekrönt sind. Die Pilaster stehen auf den Kapitellen der Pfeilerdienste. Sie werden beidseitig flankiert von rechtwinkligen Begleitern, die meist nicht bis auf die Pfeilerkerne hinunterreichen. Einige ihrer Kanten sind in einen Rundstab aufgelöst. An ihrem oberen Ende im Winkel zwischen Pilastern und Begleitern unterstützt noch je ein kurzes Stück (circa 1,0 Meter) eines schlanken Dienstes das Kapitell, an seinem unteren Ende ist ein Köpfchen modelliert. Die Begleiter bestehen auch teilweise in ganzer Höhe aus schlanken Diensten. Die vierteiligen Kreuzrippengewölbe werden getragen von profilierten Rippen, an den Wänden von halben Rippen. Einige der Rippen bestehen im Wechsel aus dunklen und weißen Steinen. In ihren Scheiteln werden die konstruktiven Schlusssteine von verbreiterten Abhänglingen in Form unterschiedlicher Blattrosetten verdeckt. Die Gewölbezwickel sind verputzt. Ihre Kehlen verlaufen nahezu waagerecht zu den Scheiteln der sie umgebenden Bögen.

Mittelschiff, SO-Wand

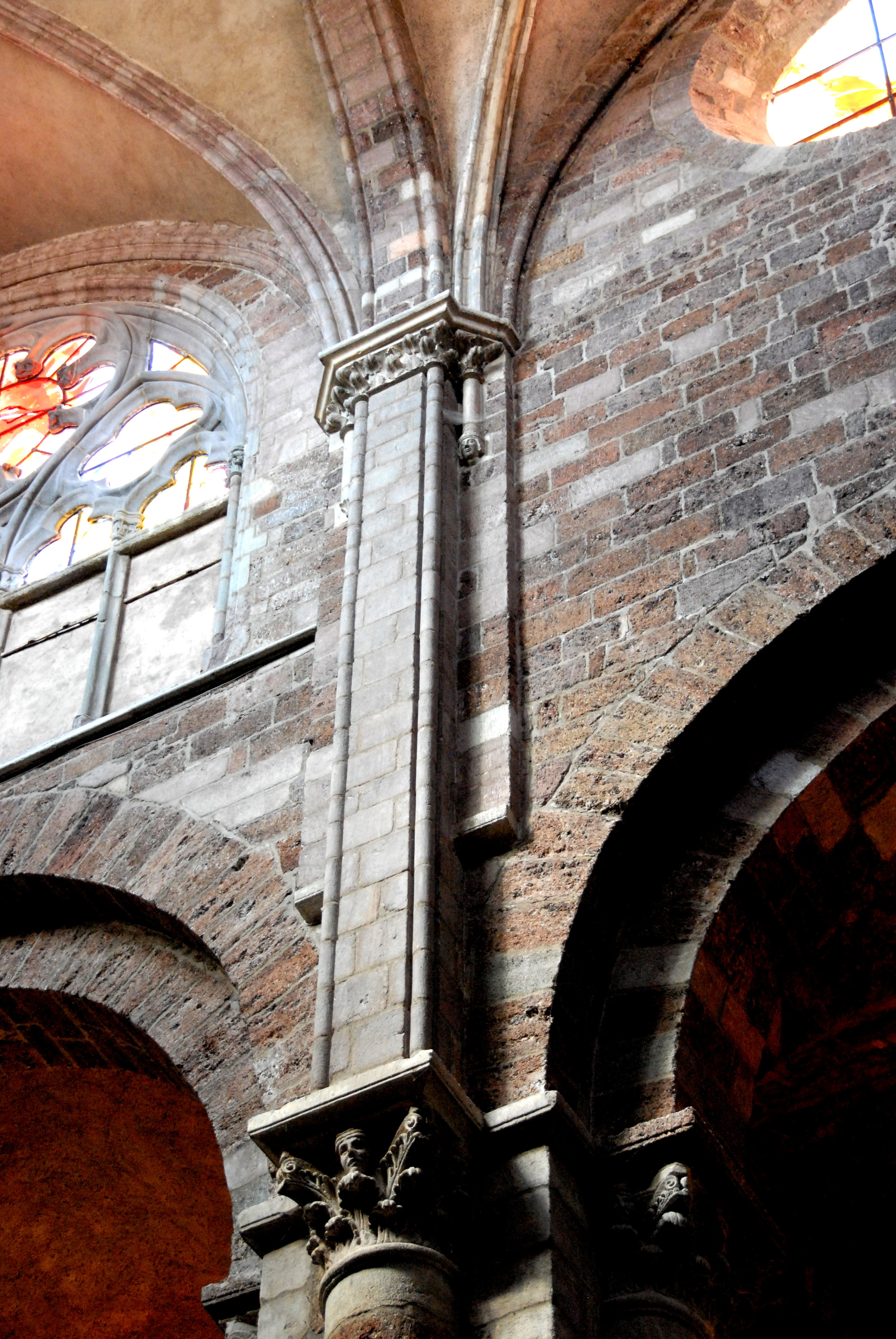
Mittelschiff, SO-Wand, Pilaster mit Begleiter

Die Obergadenfenster sind unterschiedlich geformt. Im 1., 2. und 5. Joch sind es kreisrunde Okuli mit kleeblattförmigem gotischen Maßwerk knapp unter den Bogenscheiteln. Darunter befinden sich im 1. und 2. Joch kleine spitzbogige Blindfenster oder Türen, die in den dahinter befindlichen Dachraum führen. Im 5. Joch sind unter dem runden Fenster drei kleine rundbogige Blendarkaden auf kantigen Pfeilern mit profilierten Kämpfern angeordnet. Die innere ist wieder eine Tür zum Dachraum. Im 3. Joch wird die Wand fast ganz gefüllt von einem Spitzbogenfenster, das mit gotischem Maßwerk gegliedert ist. Der untere rechteckige Bereich ist „blind“, unterteilt in fünf rechteckige Felder, deren mittleres wieder einen Durchlass in den Dachraum bietet.

Ausgang zur NW-Vorhalle in Joch 2

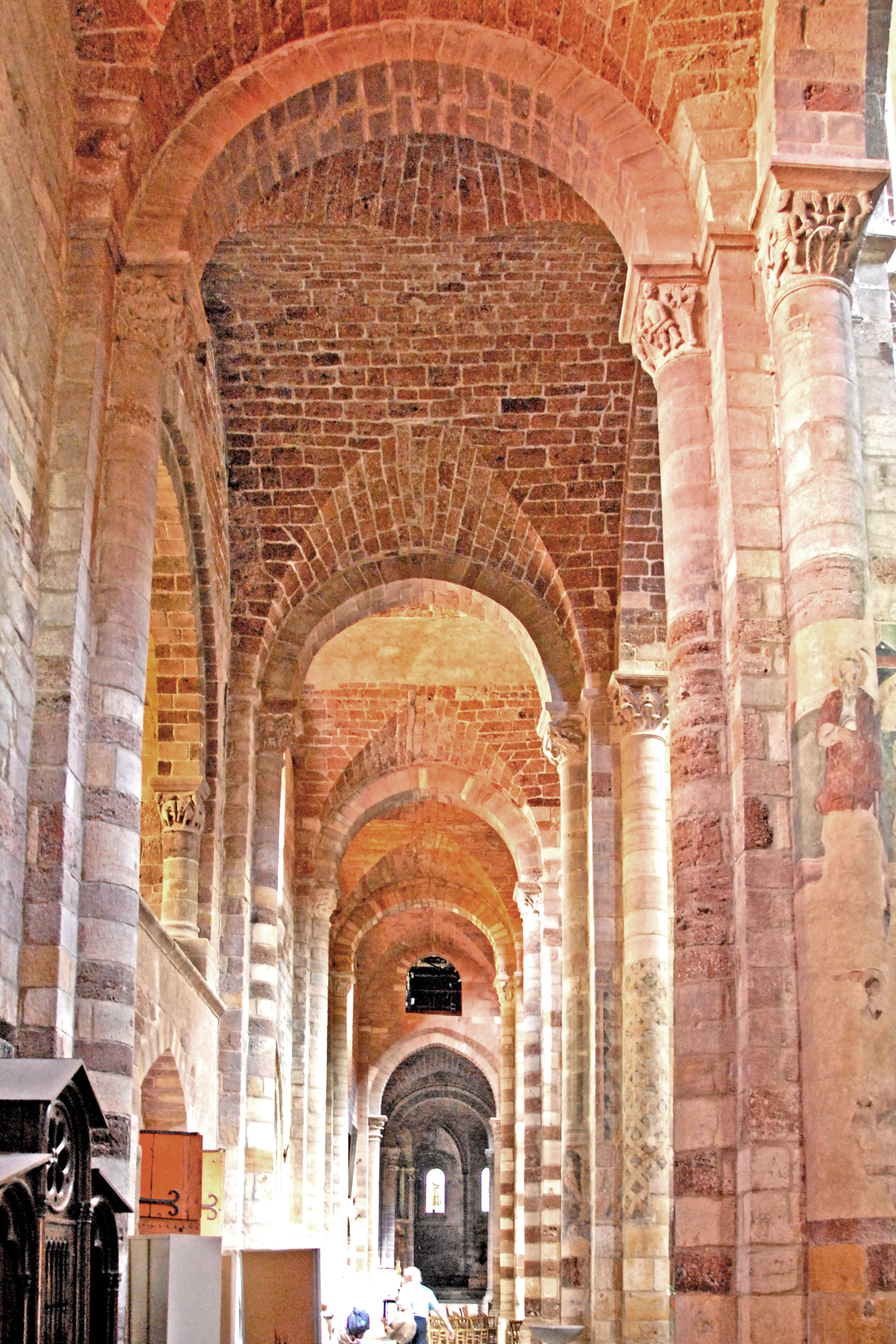
NW-Seitenschiff nach vorne
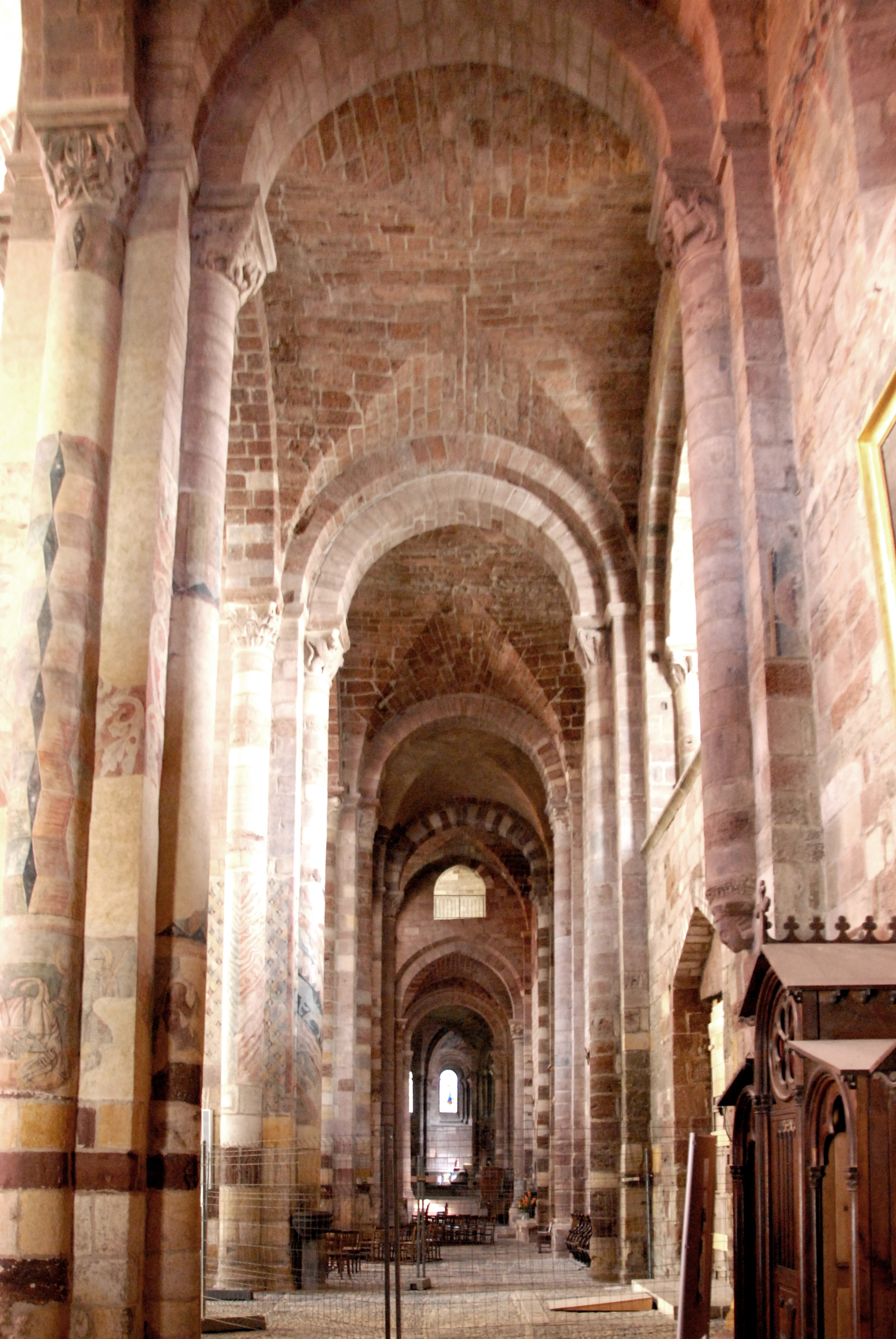
SO-Seitenschiff nach vorne
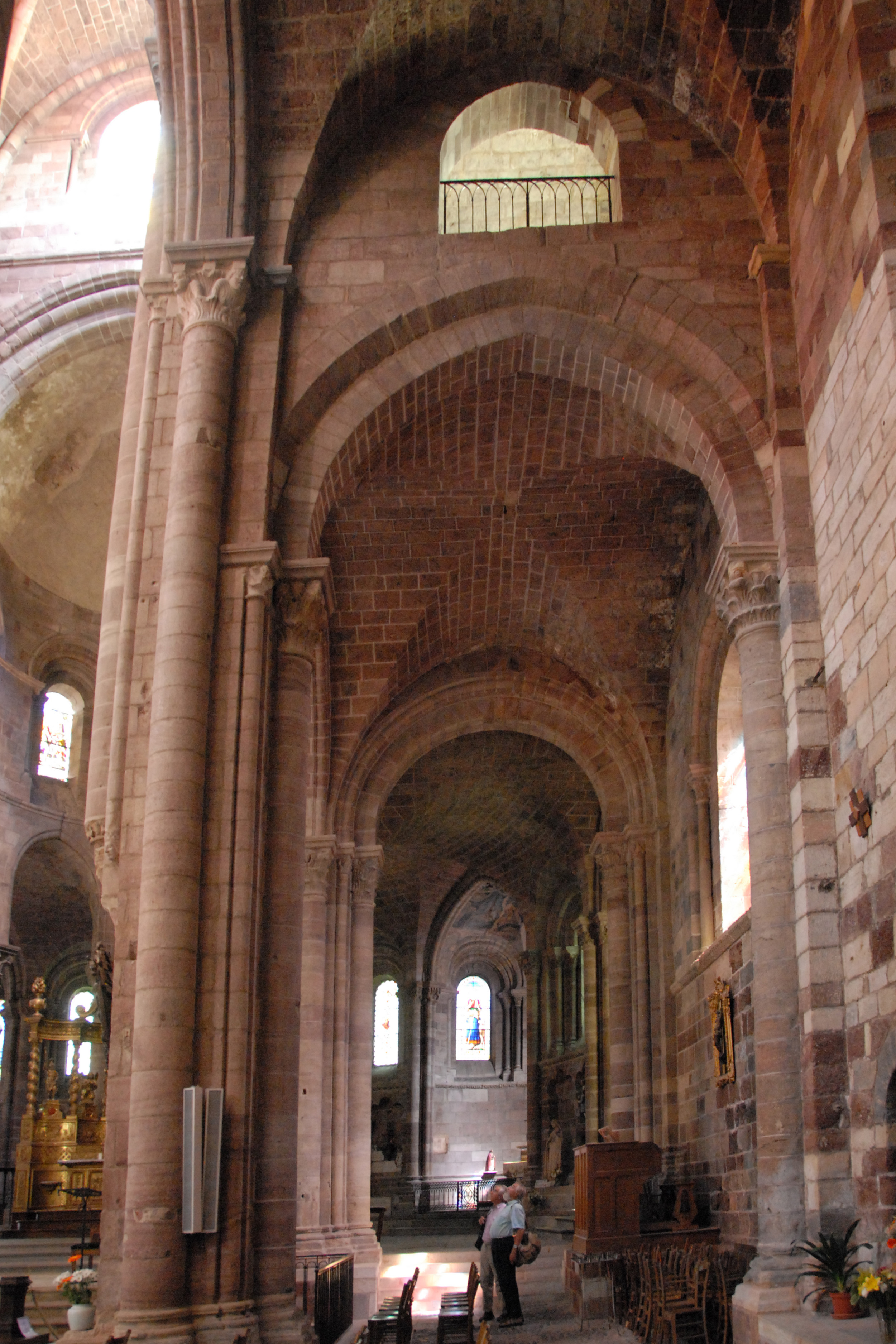
SO-Seitenschiff vor Querhaus
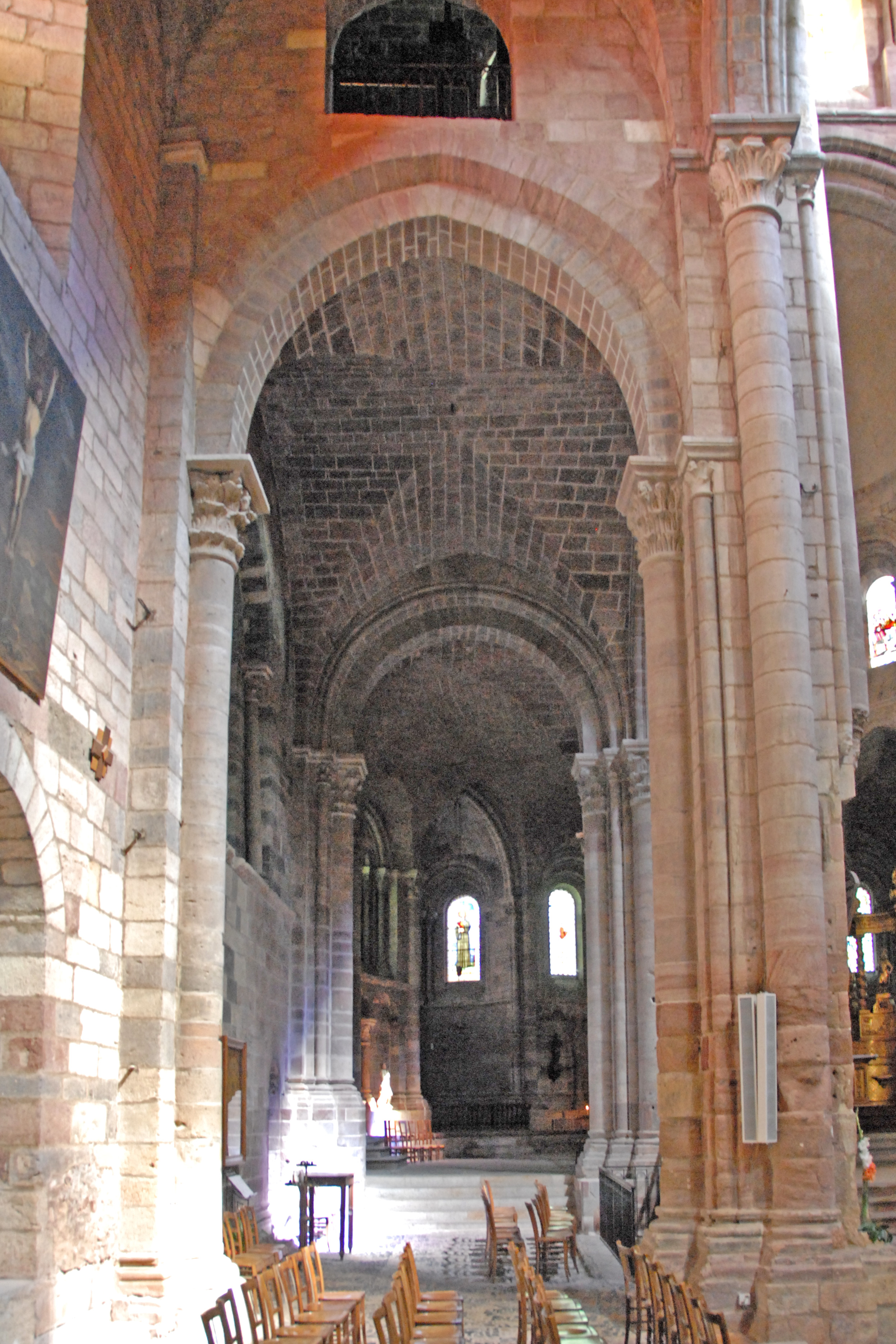
NW-Seitenschiff vor Querhaus
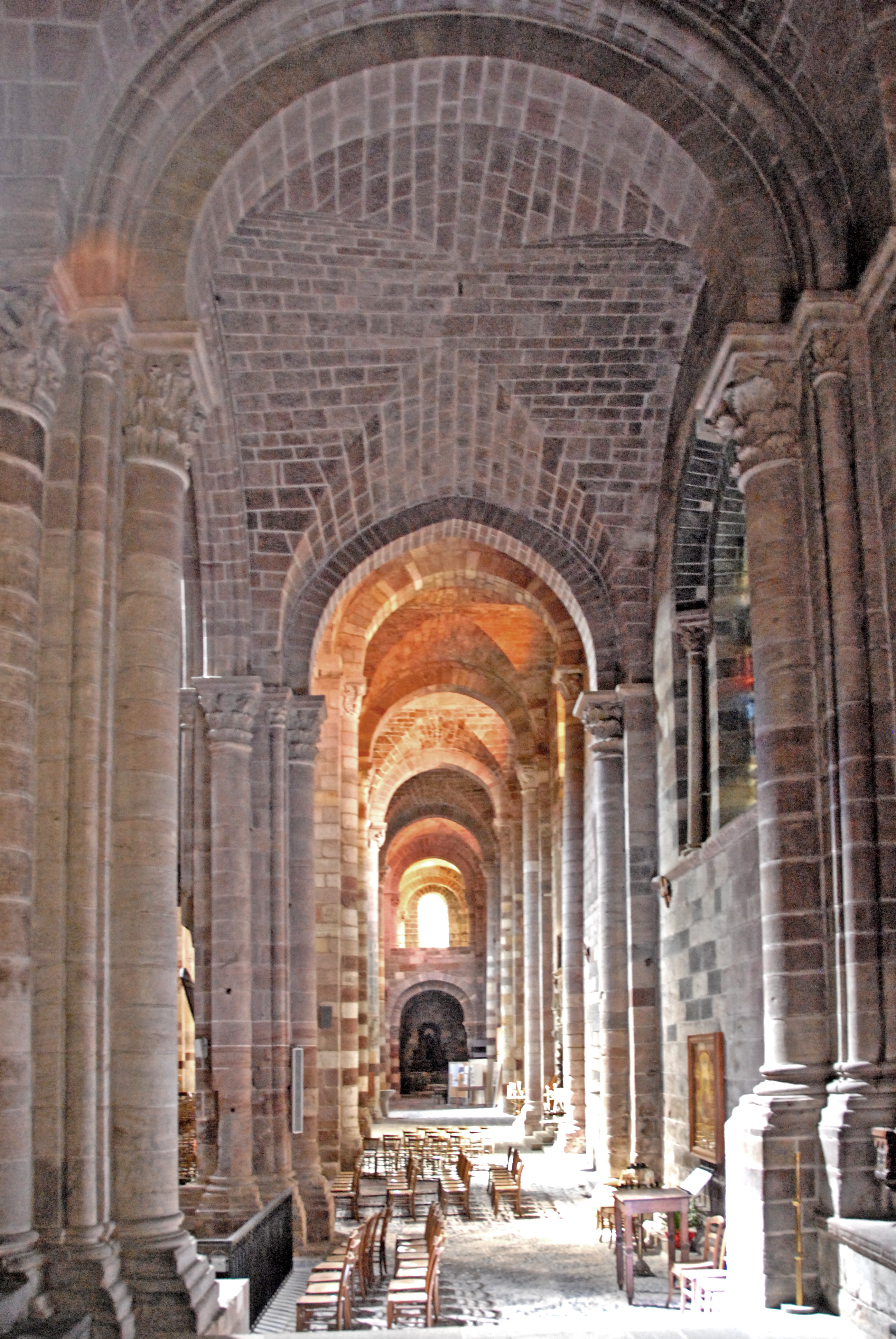
NW-Seitenschiff nach hinten
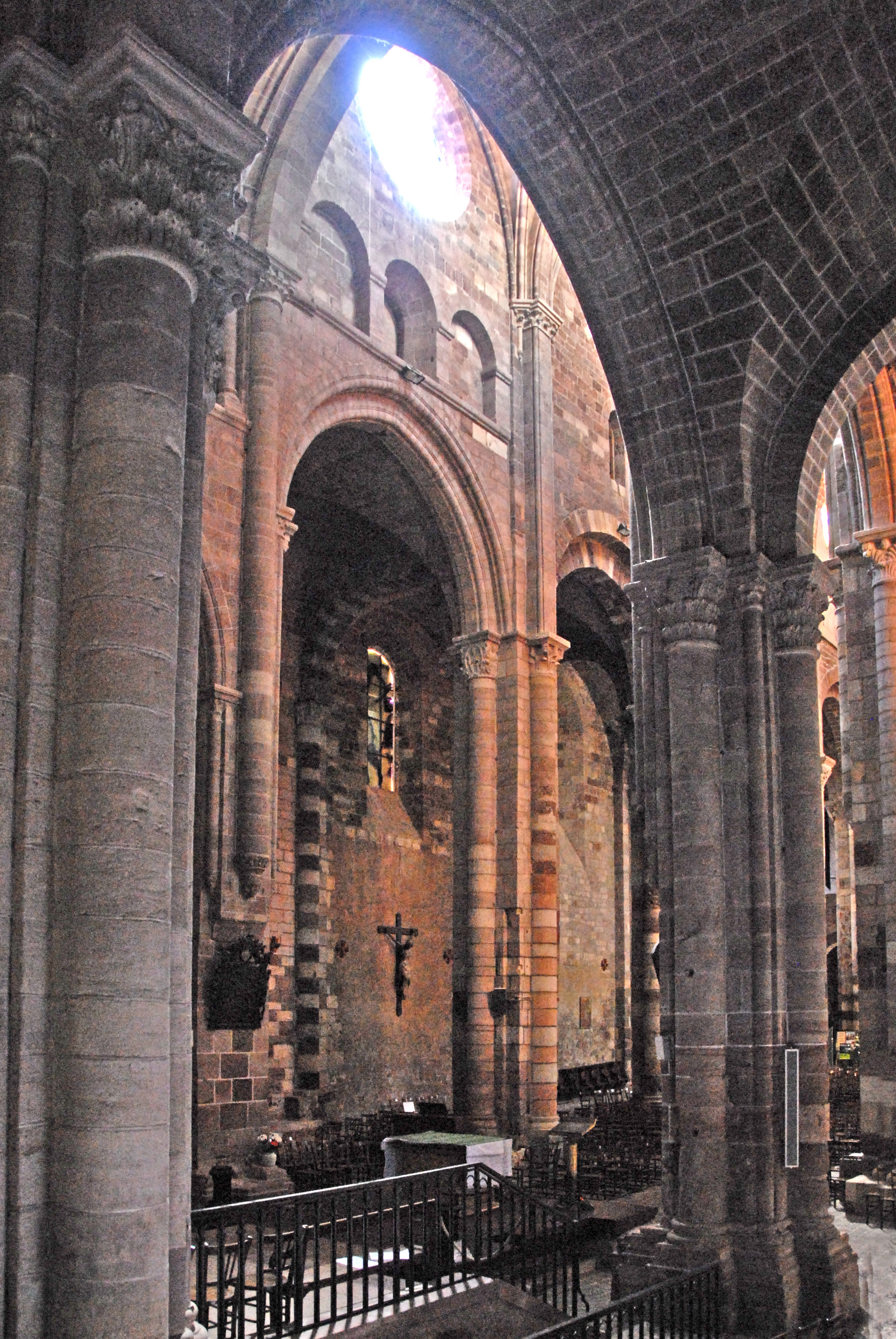
SO-Wand Mittelschiff, aus NW-Querhaus
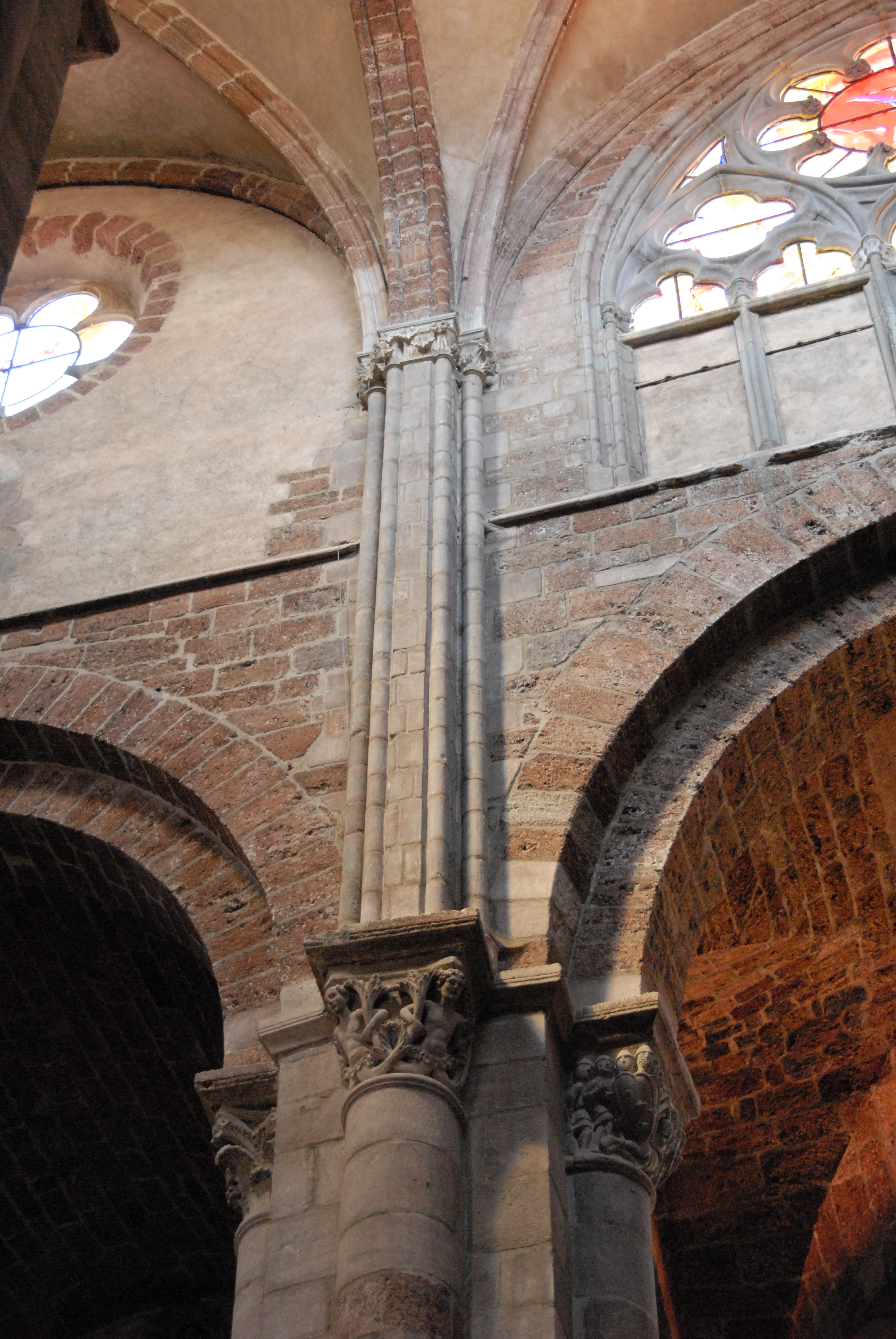
SO-Wand Mittelschiff, Pilaster mit runden Begleitern
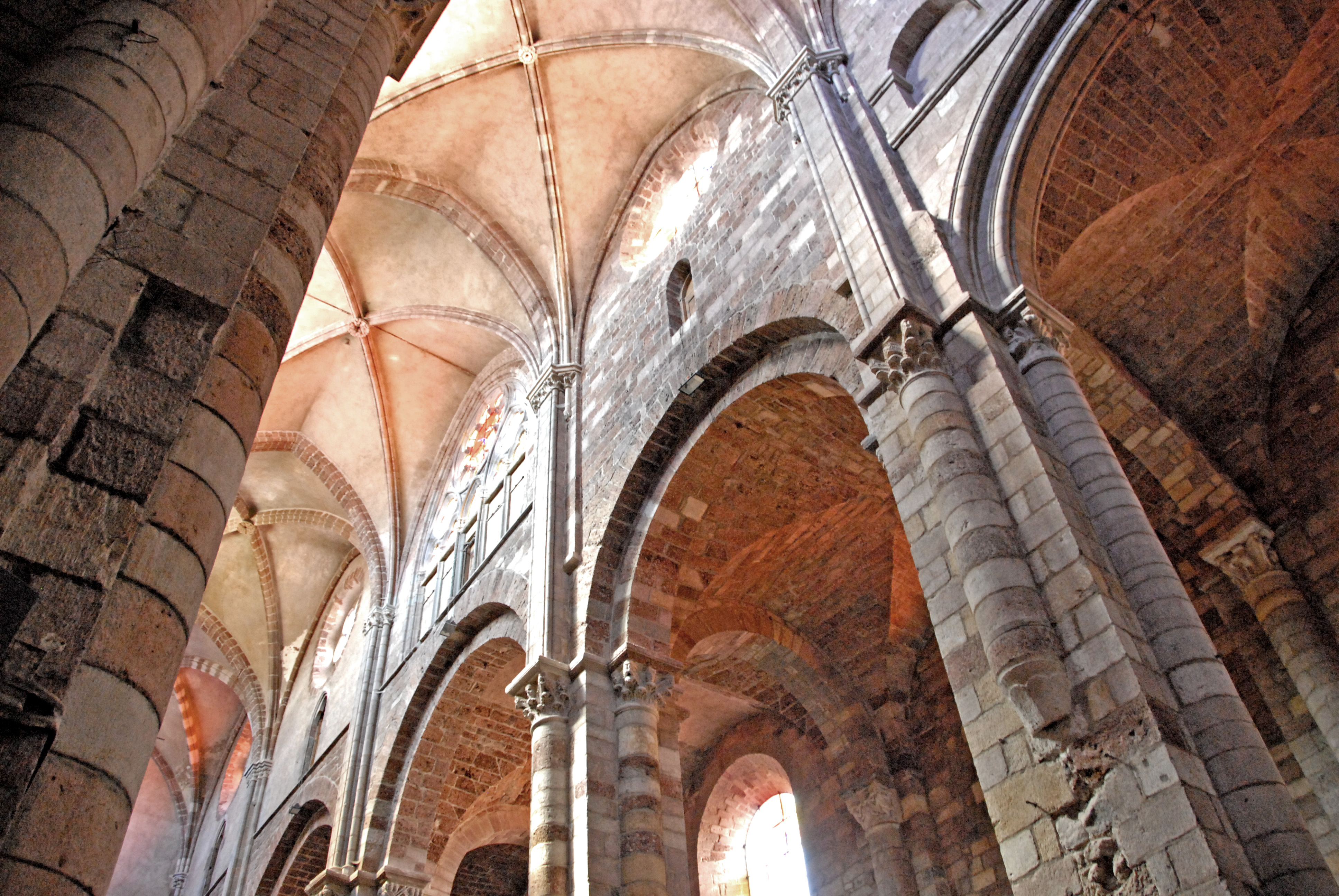
NW-Wand Mittelschiff, ab 5. Joch nach hinten

Im zweiten Joch des Langhauses ist auf der Nordwest- und Südostseite je eine zweigeschossige Vorhalle angebaut, im Grundriss etwas größer als die Seitenschiffjoche, die wie Querhausarme aus den Längswänden des Langhauses hervortreten. Die südöstliche überdeckt das Südostportal in der Seitenschiffwand. Seine drei freien Seiten öffnen sich fast in ganzer Breite mit Arkaden aus wuchtigen Gurtbögen und Diensten mit Kapitellen in Sichthöhe. Das Erdgeschoss überdeckt ein Stichkappengewölbe. Das Obergeschoss wird durch drei mittelgroße, rundbogige Fenster erhellt. Es öffnet sich ins Langhaus mit einer großzügigen Arkade aus Gurtbogen und Diensten mit Kapitellen. Eine stationäre Treppe zum Obergeschoss ist nicht erkennbar.

Tympanon in NW-Vorhalle

Die nordwestliche Vorhalle ist ähnlich aufgebaut wie die gegenüberliegende. Sie ist jedoch im Erdgeschoss durch Fenster und Portale geschlossen und bildet so einen „Windfang“. Die große äußere rundbogige Öffnung wird von einem hölzernen Portal verschlossen mit Verglasung im oberen Bereich. Für weitere Belichtung sorgen ein rundbogiges Fenster auf der Südwestseite und ein winziges Fensterchen neben dem Portal. Das Erdgeschoss wird unterteilt in einen quadratischen Raum und einen schmalen Nebenraum. Das Quadrat wird von einem Kreuzgratgewölbe überdeckt mit aufgemalten Rippen. Die Malereien sind in schlechtem Zustand. Gezeigt werden die Wappen von Anton II. von Langeac, dem Stiftspropst von 1479 bis 1515.
Das innere Portal in das Seitenschiff ist älter als der Wiederaufbau der Kirche (um 1060, siehe Abschnitt Geschichtliches), es wird überdeckt von einem Sturz, dessen Oberseite von außen zur Mitte hin um etwa 20 Grad ansteigt. Seine nahezu waagerechte Unterseite bildet einen sogenannten scheitrechten Bogen, mit geringer Stichhöhe. Er wurde auf einem Gerüst aus im Wechsel weißen und rosafarbenen konischen „Bogensteinen“ gemauert. Auf diesen Schrägen steht noch eine Schicht derartiger, aber rechtwinkliger Steinköpfe. Der Sturz nimmt fast das ganze Bogenfeld des leicht angespitzten rundbogigen Tympanons ein, das von einem ebensolchen Bogenlauf überdeckt wird, der zusammen mit dem Anbau der Vorhalle um 1100 angebracht worden ist. Im Winkel zwischen Bogenlauf und Tympanon wurde gegen Ende des 12. Jahrhunderts mit geschmiedeten Nägeln ein Schmuckband aus Stuck angebracht, das mit feingliedrig geschnittenen, stilisierten Palmblättern dekoriert ist. Es verdeckt nicht ganz den Rundstabbegleiter des Bogens.

Obergeschoss SO-Vorhalle

NW-Seite, Joch 5 u. Querhaus (Orgel), Vierung

Das unverputzte Tympanon hat noch wenige Reste einer alten Bemalung erhalten können, die eine „große Himmelfahrt“ in Szene setzte. Eine Mandorla hängt unmittelbar unter dem Bogenscheitel und nimmt knapp zwei Drittel der Höhe des Tympanons ein. Ihr mit „Edelsteinen“ dekorierter Rand ist nur im oberen Drittel erhalten, darunter sind es nur schemenhafte Konturen. Ein Stück über der Unterkante der Mandorla gehen von ihr nach beiden Seiten waagerechte Bänder aus und sind bis gegen den Bogenrand geführt. Auch sie sind nur als Konturen feststellbar. Das Band trennte vermutlich den Himmel darüber von der irdischen Welt darunter. Von der Christusdarstellung in der Mandorla ist fast nichts zu erkennen. Hinter einem möglichen Kopf könnte man sich den durch einen dünnen Strich abgegrenzten kreisrunden Kreuznimbus vorstellen (?). Die Felder beidseitig der Mandorla sind nahezu ausgefüllt mit den Resten zweier Engel. Ihre waagerecht auswärts gestreckten Beine und die nach oben gerichteten Flügel stellen eine schwebende Haltung dar. Teile ihrer Köpfe sind von Nimben hinterlegt. Der linke ist mit einem Doppelstrich eingefasst, der rechte von einem einfachen. Der linke Engel scheint einen Arm auszustrecken und mit der Hand nach der Mandorla zu greifen. Unter dem waagerechten Band kann man schemenhaft die Umrisse von zwölf stehenden Personen mit großformatigen Nimben erkennen, die sich untereinander gerade berühren, teils auch leicht überschneiden. Die beiden inneren Personen wenden sich zur Mitte, was an den Konturen gefalteter Hände und herunter hängender Gewandärmel erkennbar ist. Die Personen und Nimben werden untereinander von ehemals schwarzen Hintergründen getrennt. Ob in der Mitte vor der Mandorla noch eine Person stand, vielleicht die Muttergottes, kann nur vermutet werden (?).
Auf einem Profil am unteren Rand des Tympanons ist eine Inschrift in Teilen erhalten, die die Bedeutung der Szene erklären soll. Dort liest man: VIRI GALILEI QU(ID) … : „Ihr Männer aus Galiläa, warum schaut ihr gen Himmel ?…“
Das Obergeschoss wird von zwei Seiten mit rundbogigen Fenstern belichtet und öffnet sich wieder mit einer großzügigen Arkade in das Seitenschiff. Es wird mit einem Stichkappengewölbe überdeckt.

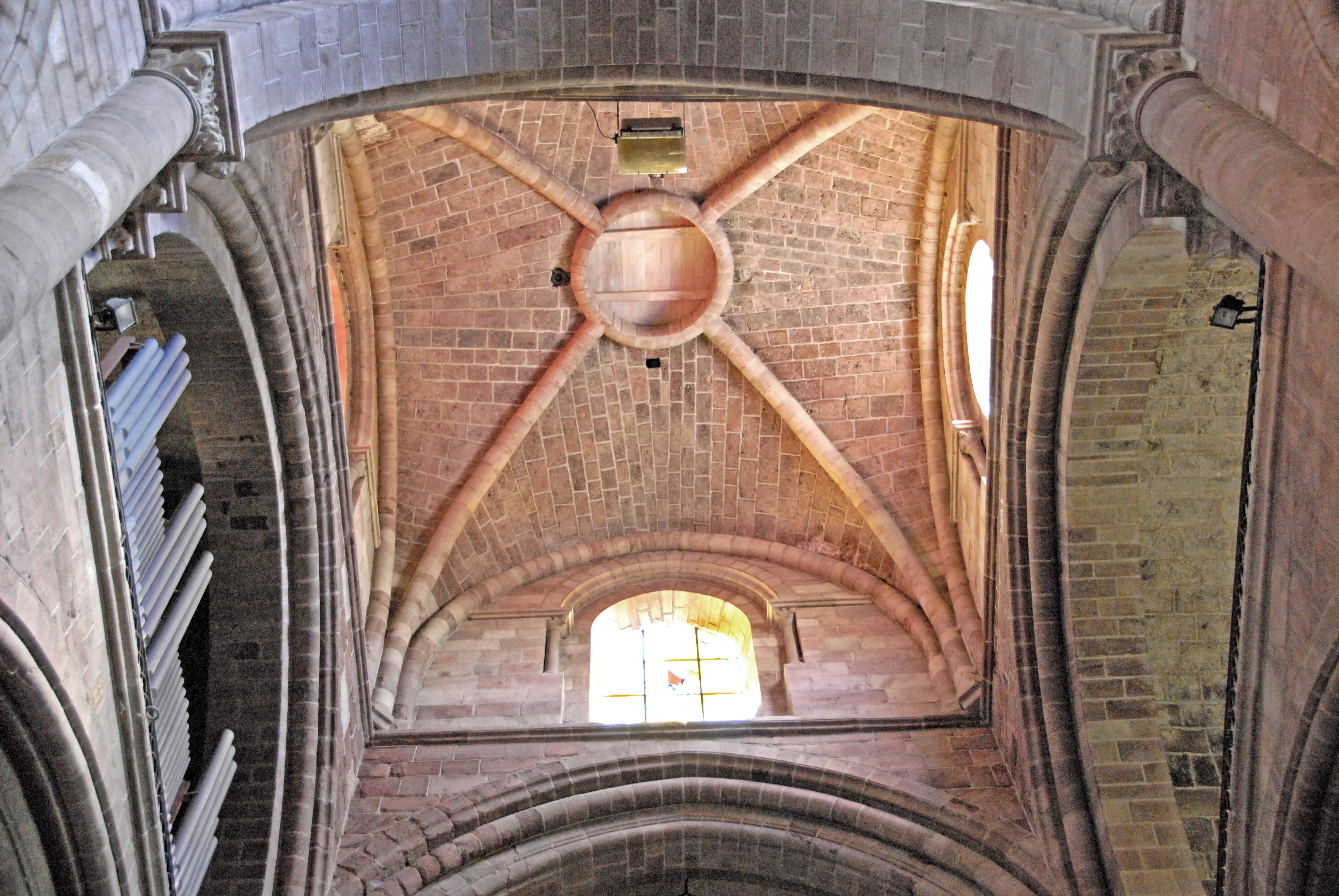
Vierung, oberes Geschoss

Im 3. Joch ist an der Nordostseite eine eingeschossige Kapelle angebaut, etwas schmaler als das angrenzende Seitenschiffjoch. Eine große Arkadenöffnung verbindet Kapelle und Seitenschiff untereinander. Im 4. Joch gibt es eine Tür zu weiteren Anbauten.

#### Querhaus und Vierung
Jenseits des 5. Jochs des Langhauses wird die Gesamtbreite der Kirche etwas kleiner. Das Verblendmauerwerk der Außenwände scheint dort mehrfach ausgebessert worden zu sein.

SO-Seite, Joche 4 u. 5 Vierung

Das Querhaus ist im Grundriss kaum auszumachen. Im Innern des Gebäudes ist lediglich die abweichende Einwölbung der quadratischen Vierung feststellbar, wie zum Beispiel die gänzliche Steinsichtigkeit und die Zweigeschossigkeit der „Querhausarme“ mit Emporen im Obergeschoss, die jedoch nicht mit einer Ausladung über die Langhausaußenwände hinaus abschließen. Von außen gesehen sind die zweigeschossigen Teile des „Querhauses“ deutlich wahrnehmbar.
Die Vierungspfeiler besitzen etwa die gleiche Form und Dimension wie die Langhauspfeiler, die Kanten ihrer Kerne werden aufgelöst in schlanke Dienste in Rückversätzen. Sie unterscheiden sich aber in den unterschiedlichen Höhen ihrer Kapitelle. Es gibt deren drei. Die Vierungswände schließen einheitlich knapp über der Scheitelhöhe des Triumphbogens zum Chor mit einem profilierten Kraggesims ab.

SO-„Querhausarm“, Umgang

Darüber erhebt sich das oberste Geschoss der Vierung, das gleichzeitig den Sockel des Vierungsturmes bildet und auf drei Seiten (ohne die südwestliche) über die Dächer der Querhausarme und des Chors hinausragt. Die inneren Wandoberflächen rücken gegenüber den Vierungswänden darunter etwas nach außen. Dieser Raumabschnitt wird von einem vierteiligen Kreuzrippengewölbe in derselben Höhe wie die Wölbung des Mittelschiffs überdeckt, dessen Rippen aus kräftigen dreiviertelrunden Stäben gebildet werden. Solche Rundstäbe befinden sich auch im Verlauf der Anschlüsse der Gewölbezwickel an die umgebenden Wände. Auch das kreisrunde Loch zum Glockentransport im Gewölbescheitel wird von einem Rundstab eingefasst. Die Gewölbezwickel sind mit kleinformatigen roten Hausteinen gefüllt. Die Bögen an den Außenwänden sind halbkreisförmig, etwas gestelzt und stehen in den Ecken der vorstehend genannten Wandrücksprünge. Diese Wände werden auf den drei freien Seiten von je einem großen rundbogigen Fenster durchbrochen. Die Bogen- und Leibungskanten des Fensters sind mit verschiedenen Rückversätzen aufgelöst. Der äußere Bogen steht auf in Rückversätze gestellte Säulchen mit Kapitellen und profilierten Kämpfern, die bis gegen die Rundstäbe des Gewölbes geführt sind. In der Wand, die zum Mittelschiff weist, ist eine kleinere rundbogigen Öffnung ausgespart.
Die Kanten der höchsten vier Gurtbögen der Vierungsarkaden sind mit mehrfachen Rückversätzen aufgelöst, in die noch ein kräftiges Rundstabprofil eingelegt ist, dem teilweise ein zweites, schlankeres folgt. Die seitlichen oberen Arkadenbögen stehen auf niedrigen, aber kräftigen Pilastern, deren Kapitelle in die der übrigen Pfeilerseiten übergehen. Sie stehen wiederum auf dem Boden des Obergeschosses der „Querhausarme“, dessen Höhenlage von einem profilierten Kragprofil markiert wird. Knapp darunter gibt es weitere Arkaden, deren Gurtbögen und Bogenzwickel die Einwölbung des Erdgeschosses der Querhausarme verdecken. Ihre zur Vierung weisenden Kanten sind ebenfalls aufgelöst in mehrere Rückversätze und zwei Rundstäbe. Die Kantenauflösung in Rundstäbe ist ein gotisches Stilelement. Im nordwestlichen Obergeschoss des „Querhausarms“ füllt eine Orgel fast ganz die Arkade. Dort gibt es auch noch einen Kamin mit Rauchfang, der offensichtlich niemals in Betrieb war.

Chorapsis

Die Gewölbe des Erdgeschosses der „Querhausarme“ sind deutlich tiefer angeordnet als die der Seitenschiffe, etwa gleich hoch wie die Umgangsgewölbe. Es handelt sich im Nordwesten um ein Stichkappengewölbe und im Südosten um ein Kreuzgratgewölbe. Die Wände zwischen den Seitenschiffen und dem „Querhaus“ sind im Erdgeschoss von Einzelarkaden durchbrochen, so breit wie die Durchlässe zwischen den Seitenschiffjochen und so hoch, dass sie gerade die Gewölbe der Querhausarme des Erdgeschosses verdecken. Darüber im Obergeschoss sind breitformatige rundbogige Öffnungen ausgespart.
In den Außenwänden der Erdgeschosse der „Querhausarme“ ist je ein großes rundbogiges Fenster ausgespart, deren Seitenkanten in Säulchen aufgelöst sind. Im Obergeschoss ist je ein Zwillingsfenster eingebaut, dessen rundbogige Arkaden durch je ein Säulchen mit Kapitell getrennt werden.

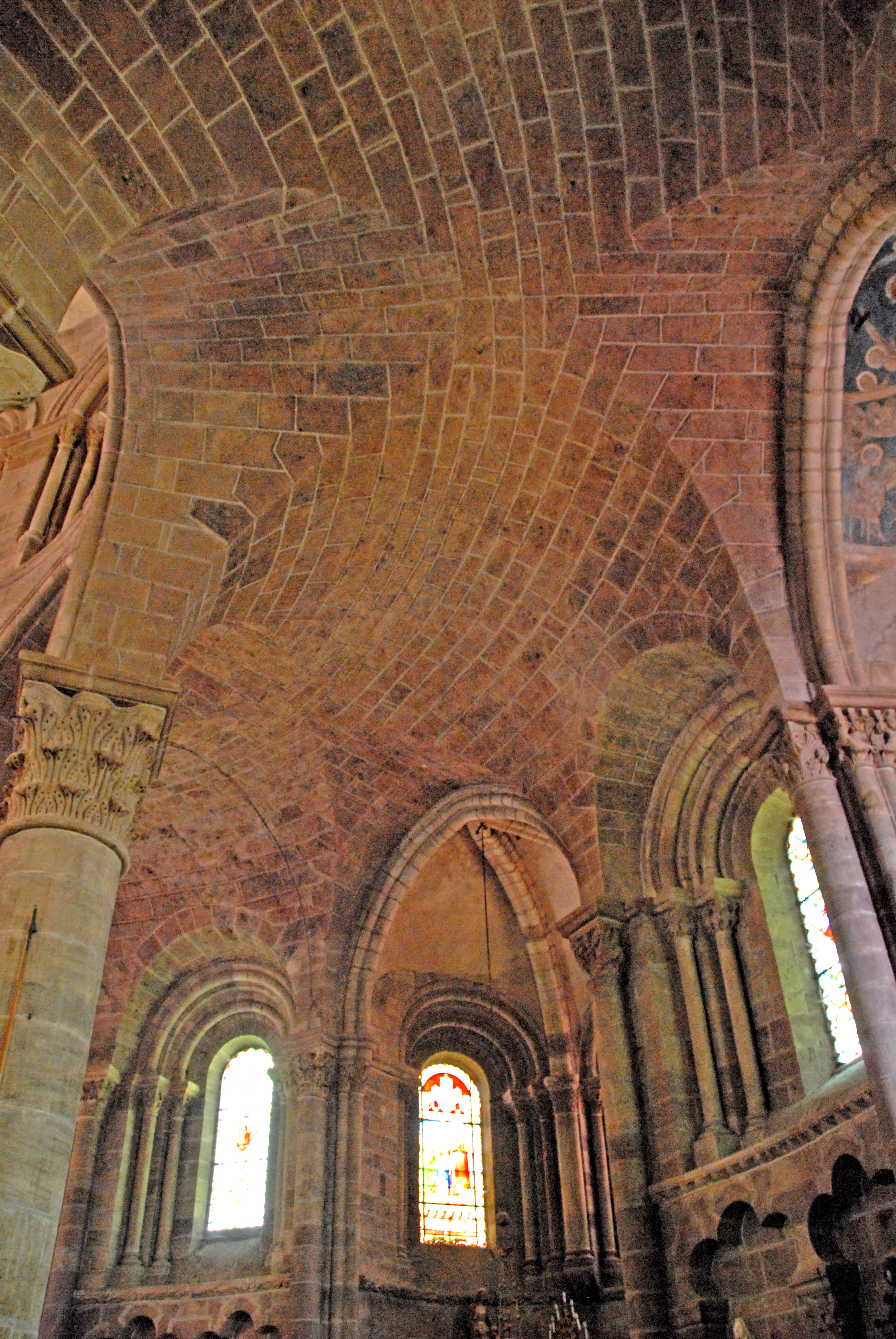
Umgangsgewölbe mit Scheitelkapelle

Im Erdgeschoss des nordwestlichen „Querhausarms“ befindet sich eine kleine Tür, über die man zu einer Spindeltreppe gelangt, die in einem überdimensionalen Strebepfeiler bis über das Dach des „Querhausarms“ führt zu den wehrtechnischen Ausrüstungen der Dachränder. Man kommt über diese Treppe auch zur Glockenstube des Vierungsturms.
Die Fundamente der beiden vorderen Vierungspfeiler seitlich des Triumphbogens rahmen genau das ehemalige rotundenartige Martyrium des heiligen Julianus ein, aus dessen Hälfte später der Nordostteil oder die Apsis der Krypta wurde. Die Pfeiler besitzen an ihrer Basis sieben ältere Steinlagen, die offensichtlich bei einem Brand (im Nordosten) beschädigt worden sind.

#### Umgangschor und Kranzkapellen

Chorumgang, Viollet-le-Duc

„Krypta“

Kranzkapelle mit Fresko

Das Chorhaupt von Saint Julien wurde Ende des 12. Jahrhunderts in spätromanischem Stil erbaut, zu einer Zeit, als in Zentralfrankreich bereits die frühgotischen Kathedralen entstanden sind. Profil und Linienführung einiger Arkaden deuten schon gotischen Züge an. Der Altarraum in geringer Tiefe wird von einer halbkreisförmigen Apsis abgeschlossen, die von nur vier Säulen und drei spitzbogigen Arkaden getragen wird, deren Bögen in die Stichkappen des Umgangsgewölbes übergehen. Sie wird von einer Kalotte in Form einer halben Kuppel überwölbt.
Der kreisringförmige Umgang wird von einer durchlaufenden Ringtonne überdeckt. Sie wird gegliedert durch die Grate unterschiedlich dimensionierter Stichkappen, jeweils vor den Arkaden des Chors, der Kranzkapellen und der Umgangsfenster. Das Umgangsgewölbe besteht aus sorgfältig und geschickt zugerichteten Quadern, das bereits von Viollet-le-Duc bewundert worden ist, der ein Fachkenner derartiger Wölbungen war. Gurtbögen auf dreiviertelrunden Diensten gibt es nur an den beiden Zugängen zum Chorumgang.

Umgang, NW-Kapelle

Dieser wird fächerartig umringt von fünf Kranzkapellen, jeweils genau zentriert und radial gegenüber den Chorarkaden. Ebenso stehen die Chorapsissäulen genau radial den Umgangsfensterachsen gegenüber. Diese geometrische Ordnung ist strenger als die in den bedeutenden Hauptkirchen der Limage. Vier der Chorkapellen sind von halbtonnenförmigen Kalotten eingewölbt. Die Scheitelkapelle wird hingegen mit einem spitzbogigen Kreuzrippengewölbe überdeckt, an dem man gotische Einflüsse erkennen kann. Dies gilt auch für die spitzbogigen Arkaden des Chors.
Üppig dekoriert sind die rundbogigen Fenster des Umgangs und der Kapellen. Sie werden jeweils eingefasst von zwei Arkaden, deren Säulchen mit Kapitellen, Kämpfern und Basen ausgerüstet sind, die in Rückversätzen der Leibungen stehen. Auf ihnen ruhen zwei Bögen aus dickeren Rundstäben, die von Bögen aus schlankeren Rundstäben begleitet werden. Unterhalb der abgeschrägten Fensterbänke verlaufen mit feinen Ranken-, Palmetten- und Flechtwerkornamenten skulptierte Kraggesimse bis hin zu den Säulen, welche die Wandabschnitte begrenzen. Die Kapellenöffnungen werden durch Einzelarkaden, umgeben aus halbrunden Diensten mit flachen angespitzten Gurtbögen, die innenseitig mit kräftigen halbrunden Rndstabprofilen bekleidet sind. Das Umgangsgewölbe stützt sich mit seinen spitz nach unten zulaufenden Stichkappen auf dreiviertelrunde Dienste, neben den Kanten der Kapellenöffnungen, die von sehr schlanken Diensten aufgelöst werden. Unter den Umgangsfenstern sind Zwillingsarkaturen installiert, mit kleeblattförmigen Bögen. Die Arkadennischen werden außen von rechtwinkligen Wandstücken begrenzt und in der Mitte von einem halbrunden Säulchen mit skulptiertem Kapitell, profiliertem Kämpfer und einer ebensolchen Basis unterstützt. Zwischen den äußeren Diensten des Umgangs werden die Profilierungen der Basen, Plinthen und Konsolen über die Wände hindurchgezogen. Das gilt auch für die Kapelleninnenseiten.
Die verhältnismäßig geringe Länge des Altarraums – hier 7,20 m gegenüber 10,40 m in Issoire –, die ungewöhnliche Anzahl von nur vier Apsissäulen – wie etwa bei der kleinen Kirche von Volvic – und die unwahrscheinliche Wiederverwendung der Kapitelle passen gut zu der Annahme, dass auch der Chor auf älteren Fundamenten eines Vorgängerbauwerks neu aufgebaut wurde.

#### „Krypta“
Diese „Krypta“ ist eigentlich keine. Sie besteht aus einem kleinen rechteckigen unterirdischen Raum unter dem Triumphbogen des Chors, 7,40 Meter lang und 5,40 Meter breit, mit einer halbkreisförmigen Ostabschluss, ähnlich einer Apsis, die durch ein steiles, tief heruntergezogenes Stichkappengewölbe auf zwei Säulen überdeckt wird. Dieser Raum wird über zwei seitliche Treppen erschlossen.
Die Bauelemente lassen eine gewisse Einheitlichkeit vermissen. Die kurzen Säulen der Apsis sind älterem Mauerwerk vorgeblendet. Die Säulen, das Gewölbe und der rechteckige Raum stammen aus dem 16. und 17. Jahrhundert. Die runden Wände der Apsis bestehen aus kleinformatigem Mauerwerk in unregelmäßigem Verband mit breiten Fugen. Die Mauern wurden von einem anderen Gewölbe, dessen „Anfänger“ noch zu sehen sind, überdeckt. Auf beiden Seiten der „Apsis“ steigt unter den Gewölbescheiteln je ein Licht- und Luftschacht schräg aufwärts und endet an einer kleinen rechteckigen Öffnung, durch die man in den Chorumgang schauen kann.

### Äußere Erscheinung

#### Westwerk / Narthex / Fassade

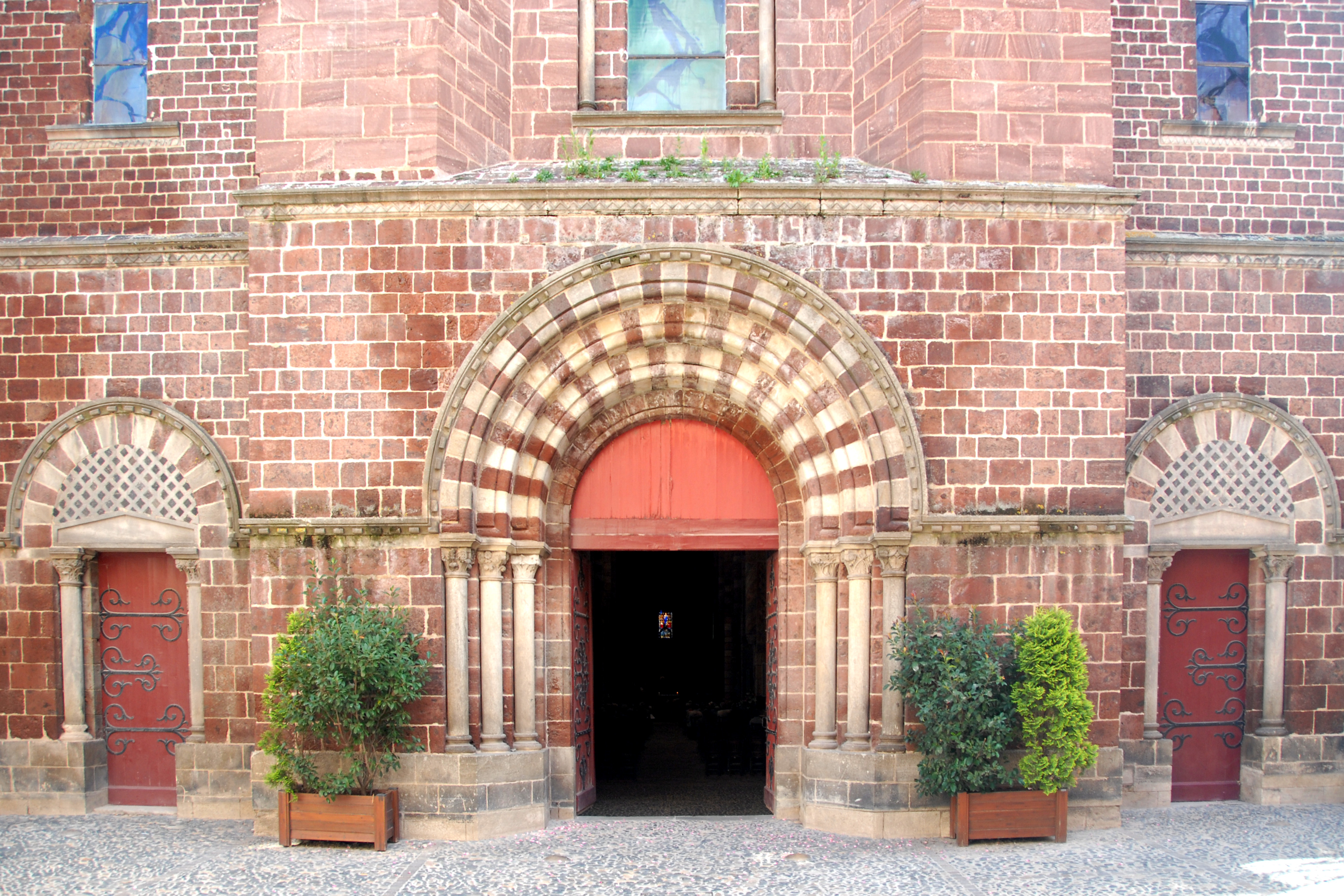
Saint-Julien Brioude, Fassadenportale

Das Westwerk stellt – vereinfacht ausgedrückt – eine Verlängerung des Langhauses um ein Joch oder um den Narthex nach Südwesten dar, jedoch im Innern mit zwei über die ganze Langhausbreite durchgehenden Geschossen. Die beiden Seitenschiffe des Langhauses weisen äußerlich denselben Aufriss auf wie die Seitenteile des Narthex. In Verlängerung des Mittelschiffs erreicht das Emporengeschoss des Narthex mit seiner Trompenkuppel nahezu die gleiche Höhe wie das Schiff, wird aber äußerlich zum Sockelgeschoss des weiter hoch aufgehenden, zentralen Westwerkturms.
Die Fassade hat weitgehend ihre ursprüngliche Gestalt verloren. Ihr recht einheitliches rotes Natursteinmauerwerk ist offensichtlich eine ältere Teile überdeckende Verblendung, die in der Mitte des 19. Jahrhunderts der Architekt Mallay im Rahmen einer umfangreichen Restaurierung hat vormauern lassen. Es entstanden dabei die äußeren beiden, neuromanischen Portale, die es vor 1850 nicht gegeben hat.

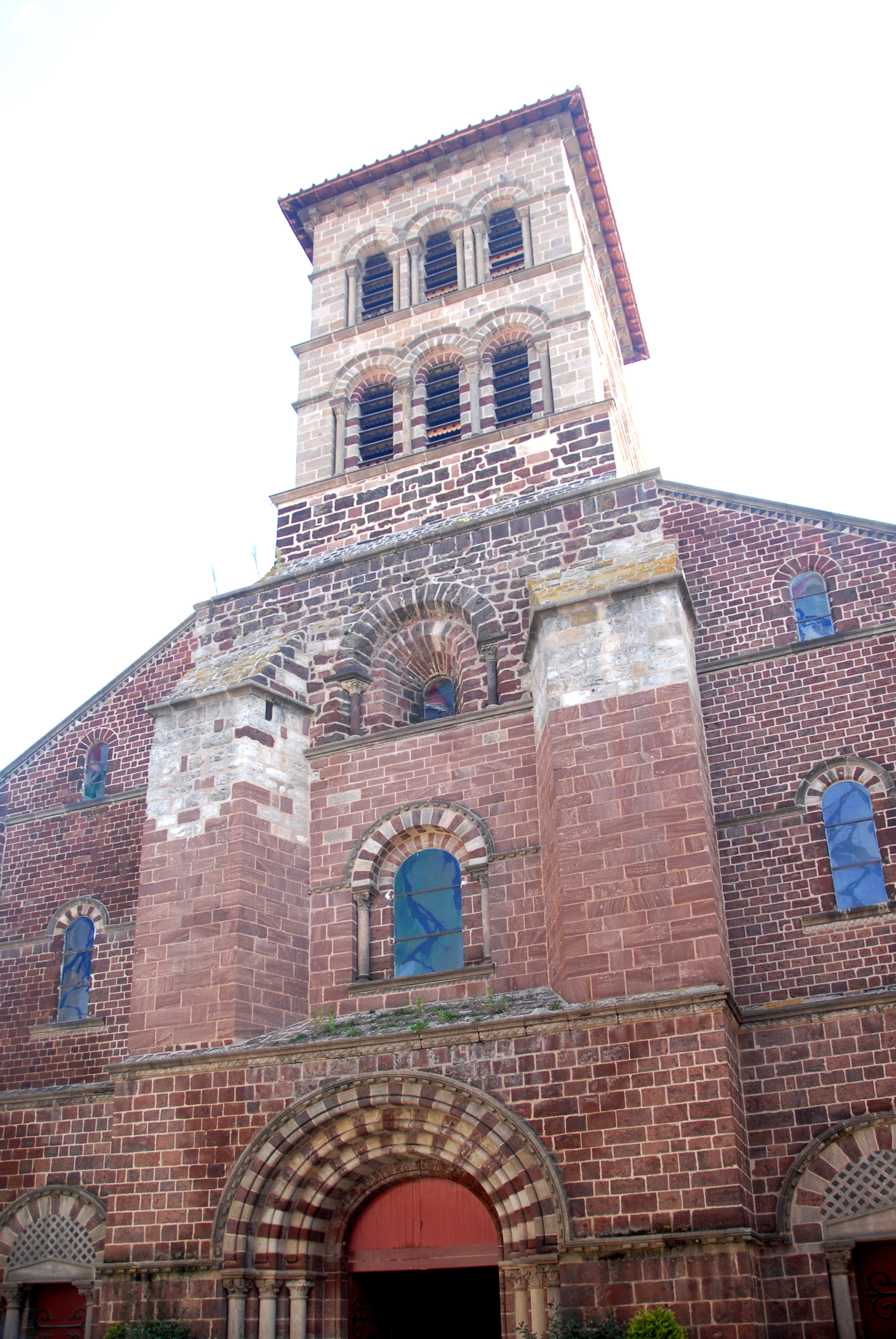
Fassade mit Turm von SW

Die Fassade dominieren vier außergewöhnlich wuchtige Strebepfeiler mit Seitenlängen um die zwei Meter. Die äußeren beiden reichen mit ihren steil abgeschrägten Oberseiten bis knapp in die Höhe der Seitenschifftraufen. Die inneren und breitesten reichen ebenfalls mit einer solchen Abschrägung noch ein gutes Stück weiter hinauf und helfen, die Kuppel und den Turm abzustützen. Ihre Innenseiten verbreitern sich schräg zur Wand hin. Die Querschnitte der inneren Pfeiler sind nicht zuletzt deshalb so wuchtig, weil in dem rechten die Spindeltreppe zum Obergeschoss und weiter bis in den Sockel des Glockenturms hinaufreicht. Im Erdgeschoss ist die Fassadenwand zwischen den inneren Pfeilern wesentlich aufgefüttert bis zur Oberflächenbündigkeit mit den Pfeilern. Die Oberseite der Auffütterung ist dachartig abgeschrägt.
Das unregelmäßige Schichtenmauerwerk der Fassade besteht aus rotem Sandstein in nahezu einheitlicher Farbintensität. Der Mittelteil weist mittlere Steinformate auf, auf den Seitenabschnitten nehmen die Formate von unten nach oben ab. Die inneren Strebepfeiler und die Wand dazwischen sind oberhalb des Portalgeschosses aus einheitlich helleren, roten Werksteinen gemauert, die Pfeilerköpfe und ihre schrägen Oberseiten aus hellgrauen Steinen, in die vereinzelt rote eingestreut sind.

Seitliches Fassadenportal, 19. Jh.

Die Fassade wird mehrfach horizontal unterteilt. Ihre Basis bildet der knapp einen Meter hohe Sockel aus grauen Steinen, der nur gering vorspringt. Die zweite ist ein ausladendes Kraggesims knapp über der Höhe der Kämpfer der Portale, dessen untere Sichtkante von einem Rollenfries aufgelöst wird. Dieses Gesims läuft über die ganze Fassade hinweg und überfängt die äußeren Archivoltenbögen der Portale. Knapp über dem Scheitel des äußeren Bogens des Hauptportals gibt es ein zweites Gesimsband, das gleichzeitig die Traufe der dachartigen Abschrägung ist. Es besteht aus einem oberen auskragenden profilierten Teil und einem fast wandbündigen Schmuckband, das mit einem Zackenband dekoriert ist. Es endet beidseitig am äußeren Strebepfeiler. Die nächste horizontale Unterteilung erstreckt sich nur zwischen den vier Strebepfeilern, in der Mitte aus einem Gesimsband mit Rollenfries, in den äußeren Feldern aus einem schlicht profilierten Gesims. Beide überfangen wieder die äußeren Bogensteine der Fenster. Die letzte horizontale Gliederung übernimmt ein schlicht profiliertes Gesimsband unter den obersten Fassadenfenstern zwischen den Strebepfeilern. Abgeschlossen werden die Fassadenwände durch weiter ausladende Kraggesimse, im Mittelteil waagerecht, knapp einen Meter über den inneren Strebepfeilern. Etwa über den äußeren Seiten der Strebepfeiler knickt das Gesims schräg nach unten ab, bis zur Traufe der Seitenschiffe. Diese schrägen Pultdachgiebelwände sind mit etwa 30 Grad Neigung steiler als die dahinter beginnenden Dächer der Seitenschiffe.
Das zentrale Hauptportal ist ein dreistufiges Archivoltenportal aus drei Archivoltenbögen mit quadratischem Querschnitt aus im Wechsel roten und weißen Bogensteinen, deren Bogenkanten mit Rundstäben aufgelöst sind. Sie stehen auf sechs Säulchen mit pflanzlich skulptierten Kapitellen, profilierten Kämpfern und Basen jeweils in Rückversätzen der Leibungskanten, die in den Säulenzwischenräumen hervortreten. Hinter der inneren Archivolte tritt noch eine weitere, ausschließlich gemauerte hervor. Das Bogenfeld ist innenseitig mit einer Holzverschalung geschlossen, ein Bestandteil des Holzportals.

Westwerkturm und Narthex von N

Die beiden äußeren Portale sind neuzeitliche Zugaben (um 1850). Sie werden eingefasst von je einer einstufigen Archivolte, deren flacher Bogen im Wechsel aus roten und weißen Bogesteinen besteht, der aber nicht auf den seitlichen Säulchen steht, sondern unmittelbar außenseitig daneben auf dem Mauerwerk der äußeren Leibung. In Leibungsrückversätzen stehen Säulchen wie beim Hauptportal, auf denen ein monolithischer Türsturz aufliegt, dessen Oberseiten zu beiden Enden hin flach geneigt sind. Das Bogenfeld ist oberflächenbündig mit dem Sturz und dem Bogen mit einem steinernen Flechtwerk mit rautenförmigen Zwischenräumen ausgefüllt.
Das größte der Fassadenfenster befindet sich über dem Hauptportal und wird von einer einstufigen Archivolte überfangen, die in doppelt breiten Rückversätzen der Leibung steht. Der dabei entstandene, doppelte Bogen ist aus wechselnd roten und weißen Bogensteinen gefügt. Der äußere ruht auf zwei Säulchen, die wie die der Portale ausgerüstet sind, und steht auf einer Fensterbank, deren Sichtkante wie das darunter befindliche Gesimsband dekoriert ist. Das darüber ausgesparte Fenster ist das kleinste der Fassade, besitzt aber nach außen hin stark aufgeweitete, tiefe Gewände, die noch von einer Archivolte umgeben werden, mit einer größeren Breite als beim Fenster darunter. Die kurzen Säulchen mit der vorstehend beschriebenen Ausstattung stehen auf dem höchsten fassadengliedernden Gesimsband.
Die beiden unteren Fenster im Obergeschoss der Narthex-Seitenschiffe sind fast genauso hoch wie das mittlere Fenster, jedoch deutlich schlanker. Sie besitzen nur einen rechtwinkligen Leibungsabschluss, dessen Bogensteine wieder wechselnd rot und weiß sind, und Fensterbänke wie beim Mittelfenster. Darüber stehen auf dem obersten Gesimsband zwei deutlich kleinere Fenster, die offensichtlich nicht erreichbare Hohlräume oberhalb der Gewölbe erhellen.
Die nordwestlichen und südöstlichen Außenwände der Seitenschiffe des Narthex sind ähnlich gestaltet wie die an sie anschließenden Außenwände der Langhausseitenschiffe. Die weit ausladenden Platten der Traufgesimse liegen auf identischen Hobelspankragsteinen, wie sie vielfach bei den Hauptkirchen der Limage vorkommen. Die Obergeschosse werden von etwa gleich großen rundbogigen Fenstern mit rechtwinkligen Leibungskanten, wie die in den Seitenschiffen, belichtet. Zusätzlich ist im Erdgeschoss noch ein etwas kleineres, ansonsten gleiches Fenster ausgespart. Der erste Strebepfeiler auf der westlichen Gebäudekante steht nicht, wie bei der südlichen in Verlängerung der Pfeilerachsen neben der Fassadenwand, sondern in Verlängerung der Fassadenwand. Das führt dazu, dass sich das Fenster auf der Nordwestseite, von außen gesehen, nicht mittig zwischen den Strebepfeilern befindet.
Über dem oberen waagerechten Fassadenabschluss beginnt der geschlossene Turmsockel auf den drei freien Seiten, zunächst mit einer pultdachartigen leicht gekehlten Schräge mit Mauerwerk aus kleinformatigen schwarzen Basaltsteinen. Darüber geht es ein Stück weiter senkrecht aufwärts mit Schichtenmauerwerk in rötlichen Farbtönen aller Intensitäten, von rosa bis schwarzrot. Dieser Sockel deckt die Nordwestseite des Mittelschiffs bis in dessen Traufhöhe ab. Er wird waagerecht abgeschlossen von einem ausladenden Kraggesims mit abgeschrägter Unterkante. Darüber ragen zwei quadratische, etwa gleich hohe Geschosse des Glockenturms auf, die jeweils gegenüber ihrem Unterbau etwas zurücktreten und untereinander von dem gleichen Kraggesims, wie vor beschrieben, getrennt werden. Das Mauerwerk der Geschosse ist hellbeigefarben, bis auf die Kanten der unteren Schallluken.
Auf jeder Turmseite und in jedem Geschoss öffnen sich unmittelbar auf den Gesimsen stehende Drillingsarkaturen um drei rundbogige Schallluken der Glockenstube. Die untere, etwas breiter und höher als die obere, besteht aus drei Archivolten, deren im Querschnitt quadratische Bögen auf vier Säulchen stehen, ausgestattet mit skulptierten Kapitellen, profilierten Kämpfern und Basen. Die eigentlichen Schallluken sind etwas kleiner als die Arkaden, ihre seitlichen Leibungskanten sind abgerundet und bestehen aus im Wechsel roten und weißen Steinen. Die inneren Bogensteine sind rot. Die äußeren Bogensteine werden von einem Kragprofil überfangen, dessen untere Kante abgeschrägt ist und das kaum höher als die Kämpfer waagerecht abknickt und bis zur Turmecke geführt wird. Die oberen Arkaturen bestehen aus je drei Einzelarkaden, die aber eng gegeneinanderstoßen. Die drei Bögen stehen auf sechs Säulchen, ausgestattet wie die im Geschoss darunter. Zwischen den inneren Säulchen sind ganz schmale kantige Wandpfeiler eingestellt. Die Schallluken passen exakt in die Arkadenöffnungen. Die Arkadenbögen werden von einem Kragprofil überfangen, wie bei denen im Geschoss darunter, und enden außen auf der Verlängerung der Kämpfer, die bis zur Turmkante reichen.
Der Turm wird oben abgeschlossen von einem Kraggesims aus Steinplatten, die auf Hobelspankragsteinen liegen. Das Gesims wird noch ein kurzes Stück überragt von den hölzernen Sparrenköpfen, auf denen eine Traufschalung aufliegt. Das flach geneigte Pyramidendach des Turms ist eingedeckt mit roten Hohlziegeln römischer Form, auch Mönch-Nonnenziegel genannt.

#### Langhaus

Saint-Julien Brioude, Langhaus von N, Strebebogen

Das fünfjochige Langhaus besitzt den klassischen basilikalen Aufriss, mit verhältnismäßig hohen Seitenschiffen, die von flach geneigten Pultdächern überdeckt werden, und einem weit höher reichenden Mittelschiff, unter einem ebenso flach geneigten Satteldach. Die Mittelschifferhöhung mit den Obergadenfenstern erhielt die Kirche erst im 13. und 14. Jahrhundert. Vorher waren die drei Schiffe entweder unter einem gemeinsamen Satteldach untergebracht oder besaßen ähnliche Dächer wie heute, jedoch mit nur geringem Höhenversatz und ohne Obergadenfenster.
Die Joche der Seitenschiffe werden von sehr massiven Strebepfeilern unterteilt, deren steil abgeschrägte Oberseiten bis etwa in die gleiche Höhe hinaufreichen wie die Scheitel der Fenster. Etwas wenigen kräftig sind die Strebepfeiler des Mittelschiffs, oberhalb der Seitenschiffdächer. Sie reichen bis unter die Traufen, treten aber zweimal abgestuft weiter nach außen hervor. Sie stehen unter den Dachflächen auf den Gurtbögen der Seitenschiffe, die diese Lasten auf ihre Dienste ableiten. Zwischen den Jochen 2 und 3 fehlen diese Strebepfeiler, werden aber auf jeder Schiffseite durch einen richtigen, schräg abwärts verlaufenden, gotischen Strebebogen mit gerundeter Unterseite ersetzt, der knapp über der Seitenschifftraufe auf einen weit ausladenden Strebepfeiler der Seitenschiffaußenwand trifft. Statt mit einer Fiale wird der Pfeiler in seiner Längsrichtung satteldachartig abgedeckt.
Im 5. Joch reichen die Strebepfeiler bis zur Höhe der Traufe und sind dort untereinander oberflächenbündig mit einem das Joch überspannenden, geringfügig angespitzten Arkadenbogen verbunden. Die nachstehend beschriebene Ausbildung der Traufen wurde hier auf die Außenseite der Pfeiler und des Bogens vorverlegt. Zwischen dem Bogenmauerwerk und der Seitenschiffaußenwand gibt es einen breiten Schacht, der wahrscheinlich ein großer Pecherker war und als solcher zu Verteidigungszwecken diente. Diese Pecherker finden sich auch auf den Giebelwänden der „Querhausarme“.
Die Schiffe sind mit roten Hohlziegeln im römischen Format eingedeckt. Die Traufausbildung der Seitenschiffe ist relativ eintönig gestaltet, da sich ihr Kragsteinmotiv ununterbrochen wiederholt. Die weit ausladenden Gesimsplatten liegen auf identischen Hobelspankragsteinen, deren Arbeitsaufwand der Steinmetze nicht zu unterschätzen ist. Auch die geneigten Sichtkanten der Gesimsplatten sind mit einem aufwendigen, schachbrettartigen, dreidimensionalen Muster dekoriert. Die deutlich jüngeren Traufen des Mittelschiffs sind wesentlich weniger aufwendig gestaltet und kragen weniger weit aus. Die abgeschrägten Sichtkanten der Gesimsplattem sind schlicht profiliert und ihre Kragsteine auf einfachste Weise abgestuft und ausgerundet. Der exzellente Erhaltungszustand der Traufgesimse der Seitenschiffe ohne jede Verwitterungsspur deutet auf eine Erneuerung im 19. Jahrhundert hin.
Die überwiegend rundbogigen Fenster der Seitenschiffe sind relativ hoch, jeweils in Jochmitte ausgespart und besitzen rechtwinklige Leibungskanten ohne zusätzlichen Dekor. Die Obergadenfenster des Mittelschiffs in den Jochen 1,2,4 und 5 sind kreisförmig, sogenannte Okuli. Sie werden mit kleeblattförmigem gotischen Maßwerk dekoriert. Im 3. Joch breitet sich ein großes Spitzbogenfenster aus, jedoch nur dessen oberer Abschnitt. Seine Bogenansätze stehen unmittelbar über den Pultdachfirsten der Seitenschiffe. Auch in ihm findet sich gotisches Maßwerk.

#### Südwestliche Vorhalle

Portal in SO-Vorhalle

Türklopfer Löwenschnauze, SO-Portal

Die zweigeschossige Vorhalle auf der Südostseite der Kirche steht auf einem Umriss von 10,10 × 7,25 Metern vor dem 2. Joch. Sie wird von einem Satteldach mit etwa 30 Grad Neigung überdeckt. Ihr First verläuft quer zum Langhaus und stößt etwas unter der Traufhöhe gegen das Seitenschiff. Ihre Giebelwand ragt etwas über die Dachflächen hinaus. Auf allen drei Außenseiten des Erdgeschosses befinden sich große rundbogige Arkadenöffnungen aus wuchtigen Gurtbögen, halbrunden Diensten, mit pflanzlich skulptierten Kapitellen, kaum über Sichthöhe. Diese tragen ein Stichkappengewölbe. Im Obergeschoss sind auf jeder Seite rundbogige Fenster ausgespart.
Die Vorhalle wurde Ende des 11. Jahrhunderts vor einem älteren Portal errichtet, das von einem giebelförmigen monolithischen Sturz überdeckt wird. Sie stammt etwa aus derselben Zeit wie das Erdgeschoss des Narthex. Darauf lassen die übereinstimmenden Blattkapitelle schließen. Das Portal besitzt noch seine alten Türflügel, die früher von Leder überzogen waren, von dem noch einige Überreste vorhanden sind. Sie werden von kunstvoll geschmiedeten eisernen Türbändern getragen.
Besondere Aufmerksamkeit verdienen zwei bronzene Türklopfer, die in Frankreich sehr selten sind. Ihre Signatur wird wie folgt entziffert: GIRAL(D)US ME FECIT – „Giraldus hat mich gemacht“. Zwei kreisrunde Scheiben umrahmen eine Löwenschnauze und ein affenähnliches Gesicht. Die sie umgebenden Inschriften sollen dem Betrachter ermöglichen, den Symbolgehalt der Darstellungen zu verstehen. Rings um die Löwenschnauze liest man:
ORIOR EXANIMIS VITA(M) DAT SP(IRITUS) ORIS – „Ich werde ohne Leben geboren, der Atem des Mundes bringt mir das Leben“. Der Text scheint für die Zeitgenossen verständlicher gewesen zu sein als uns heute. Es geht dabei um eine sehr alte Legende. In mittelalterlichen Bestiarien kamen Löwenjunge tot geboren zur Welt. „Drei Tage später gab ihnen das Brüllen des Löwen das Leben“. Ebenso sagte man, dass der Löwe seine Jungen wiederbelebt, in dem er seinen Atem in ihre Mäuler bläst. Diese Legende stammt von weit her. Sie findet man schon in der Naturalis historia des Plinius (VIII, 17). Auf sie bezieht sich die oben zitierte Inschrift. In unserem Zusammenhang ist darin ein Sinnbild des auferstandenen Christus zu sehen.
Rings um die Affenmaske liest man: ILLECEBRIS ORIS CAPTOS FALLAX TRA(H)IT ORBIS, frei übersetzt etwa: „Mit verführerischen Lügen zieht der Fürst dieser Welt die Menschen in seinen Bann“. Dieser Affe hat seine Züge dem Dämon geliehen, ein Affe mit menschlichem Antlitz, die Augen voller List, mit dem Maul eines Schönschwätzers. Hier geht es um den Antichristen, den tausendlistigen Dämon (mile  Artifex), wie es auf dem Kapitell im Mittelschiff steht: auf der einen, rechten Seite als Christus auf der anderen als Satan.

#### Nordwestliche Vorhalle

Giebel der nordwestlichen Vorhalle

Die Vorhalle auf der Nordwestseite der Kirche steht auf einem Umriss von 9,70 × 6,50 Metern vor dem 2. Joch. Sie ist ebenfalls zweigeschossig, mit gleicher Höhe, Firstverlauf, Dachneigung und Höhe der Giebelwand wie bei der gegenüberliegenden. Das rundbogige Portal in der Giebelwand wird von dreifachen Rückversätzen umschlossen und ist deutlich aus der Giebelmitte nach links verschoben. Rechts von ihm ist ein winziges spitzbogiges Fensterchen ausgespart. Über dem Portal ist ein mittelgroßes rundbogiges Fenster etwas weniger aus der Mitte verschoben. Sein Bogen wird von einem Kragprofil überfangen, das noch über den Bogenansätzen waagerecht abknickt und bis zur Gebäudeecke geführt wird. Auf der Südwestseite gibt es im Erdgeschoss eine große rundbogige Öffnung und im Obergeschoss ein kleineres Fenster.
Auch diese Vorhalle wurde einem bereits vorhandenen Portal vorgebaut. Die Farbpalette der Mauersteine der Giebelwand ist äußerst vielfältig und reicht von hellem Weiß, über hellgelblichen bis rötlichen Ocker, Rosa, mittleres bis dunkles Rot, und Braun bis zum Schwarz. Bis etwa in Traufhöhe sind überwiegend mittlere bis kleine Formate in unregelmäßigen Schichten vermauert. Kurz über dem Bogenscheitel des Fensters sind überwiegend kleinformatige, schwarze Hausteine vermauert, in die am Ortgang dunkelrote Steine eingestreut sind. Von diesem Hintergrund heben sich zwei Streifen unter dem Giebelfirst ab, die mit Inkrustationen aus schwarzen und weißen Mosaiksteinen ausgelegt sind, in Form von Dreiecken, Rauten und Parallelogrammen. Die Giebelwand ist offensichtlich von späteren Überarbeitungen, wie bei der Fassade, verschont geblieben (Zum Tympanon des Portals in das Langhaus siehe Abschnitt Inneres).

#### „Querhaus“ und Vierungsturm

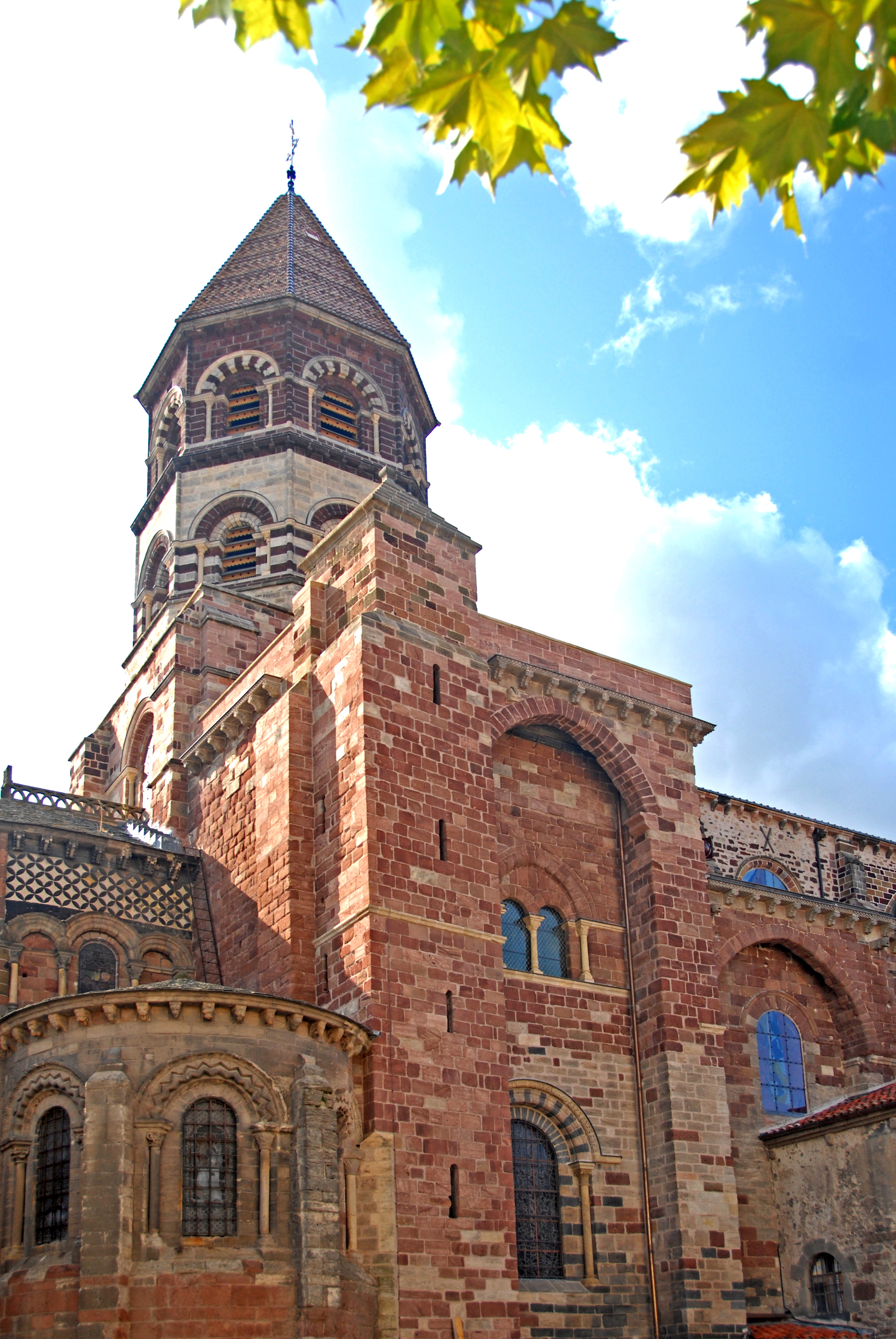
„Querhaus“ u. Vierungsturm von N

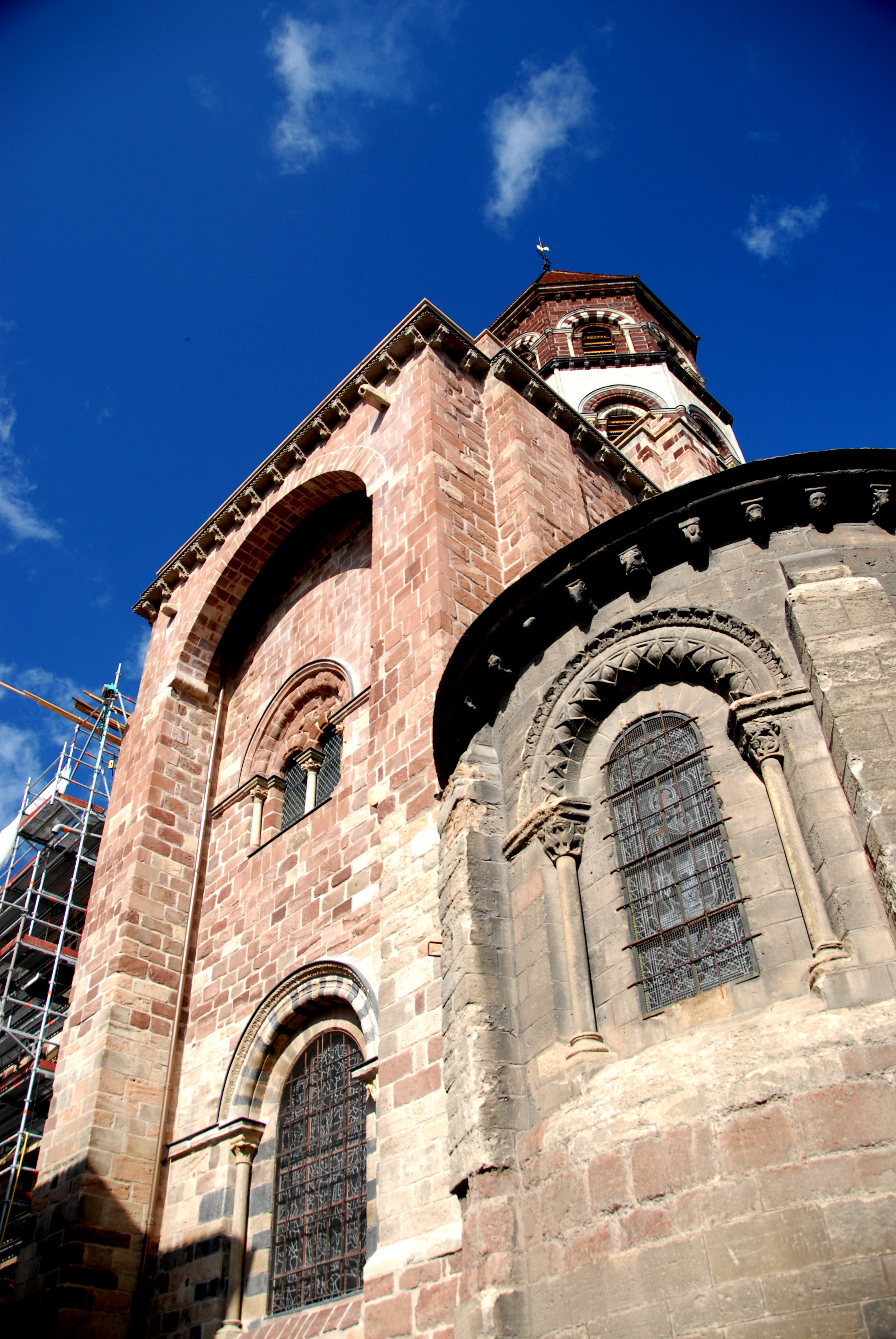
Giebel SO-„Querhausarm“

Wenn die Anlage eines typischen Querhauses im Innern nicht gleich erkennbar ist, so trifft das aber von außen betrachtet unbedingt zu, selbst wenn es im Erdgeschoss nicht deutlich über die Außenwände der Seitenschiffe heraustritt. Oberhalb der Dächer der Seitenschiffe und des Chorumgangs zeigen sich gewaltige „Bollwerke“, die der Vorstellung von Querhausarmen schon recht nahekommen. Ihre „Traufgesimse“ aus Gesimsplatten und Hobelspankragsteinen entsprechen denen der Seitenschiffe und befinden sich auf den drei freien Seiten der „Querschiffarme“, etwa in Höhe des Chorfirstes und der unteren Hälfte der Obergadenfenster. Auch sie sind sehr wahrscheinlich, wie die Traufgesimse der Seitenschiffe, im 19. Jahrhundert erneuert worden. Sie markieren aber keine echte Traufe, sondern auf ihnen sind etwa einen Meter hohe Brüstungen oder Attiken senkrecht aufgemauert worden, die den Verteidigungscharakter dieser Bauteile unterstreichen, hinter denen man sich im Angriffsfall verschanzen konnte. Sie werden oberseitig von hellen, etwas auskragenden Steinplatten abgedeckt. Von den dahinter befindlichen, flach geneigten Dachflächen ist von unten nichts zu erkennen. Die weit vor die Giebelwände des Querhauses vortretenden, kräftigen Pfeiler sind knapp unter dem Traufgesims von einem runden, leicht angespitzten gemauerten Arkadenbogen untereinander oberflächenbündig verbunden, deren Bogenansätze durch Kämpferkragsteine mit gerundeter unterer Sichtkante markiert sind. Hinter dem Bogen und zwischen den Pfeilern befindet sich ein durchgehender Schacht, der die Funktion eines Pecherkers besaß. Ein Stück unter dem Traufgesims sind auf beiden Seiten, etwas nach innen eingerückt, zwei Wasserspeier installiert, die die Dachflächen der „Querhausarme“ entwässern. Auf der nördlichen Kante des nordwestlichen Querhausgiebels ist der Strebepfeiler zur Innenseite hin deutlich verbreitert worden, um im Innern eine Spindeltreppe unterzubringen. Wie die vorstehenden Maßnahmen, gehört auch diese zu den nachträglichen wehrtechnischen Ergänzungen. Der Treppenturm ist mit mittig übereinander ausgesparten Schießscharten ausgerüstet, einige auch auf seiner Nordostwand. Er ist oberhalb des Traufgesimses deutlich verjüngt, ein gutes Stück über die Brüstung hochgeführt und mit einem steinernen Pyramidendach, mit 45 Grad Dachneigung, abgedeckt worden.
Bei den Querhausgiebeln und ihren Strebepfeilern erkennt man deutlich am Wechsel des Steinmaterials und dessen Farben, knapp über den Bogenscheiteln der Erdgeschossfenster, dass der darüber aufgehende Gebäudeteil auf älteren, weiter verwendeten Bauteilen des Vorgängerbauwerks errichtet worden ist. Der unteren Bereich besteht überwiegend aus hellem, graubeigen Werkstein – Mauerwerk, in das dunkelgraue teils auch rote Steine eingestreut sind. Darüber wechselt die Steinfarbe in weitgehend einheitliches mittleres Rot, mit wenigen helleren und dunkleren Steinen.
Im Erdgeschoss dieser Wände befindet sich in Jochmitte je ein großes rundbogige Fenster dessen Leibungs- und Bogenkanten Rückversätze in doppelter Breite der Bogensteine aufweisen. In den Rückversatz ist je eine Archivolte eingefügt, mit einem im Querschnitt quadratischen Bogen, dessen Kante mehrfach profiliert ist. Er steht auf Säulchen, die mit skulptierten Kapitellen, profilierten Kämpfern und Basen ausgeschmückt sind. Das Kämpferprofil wird bis gegen die Pfeiler geführt. Die Bogen- und Leibungssteine sind abwechselnd hell und schwarz. Der äußere Bogen wird von einem feigliedrig skulptierten Kragprofil überfangen. Im Obergeschoss der Giebelwände ist auf jeder Seite ein Zwillingsfenster ausgespart, das jedoch gegenüber der Jochachse deutlich nach Südwesten versetzt ist. Seine beiden Bögen stehen in der Mitte gemeinsam auf einem Säulchen, mit einem skulptierten Kapitell, profiliertem Kämpfer und ebensolcher Basis, und außenseitig auf den zurückversetzten Leibungskanten. Es wird von einer großen Archivolte eingerahmt, dessen Bogen mit quadratischem Querschnitt kaum angespitzt ist. Dieser steht auf in seitlichen Leibungsrückversätzen gestellte Säulchen, mit gleicher Ausrüstung wie die bei dem in der Mitte. Die roten Steine des Bogens und die des Bogenfeldes weisen erhebliche Verwitterungsspuren auf und sind allseitig stark abgerundet. Das Kämpferprofil wird waagerecht über die Wand bis zu den Strebepfeilern geführt. Ein ähnliches Profil überfängt den äußeren Archivoltenbogen.
Die freien Bereiche der Nordost- und Südwestwände der „Querhausarme“ weisen keine Öffnungen auf, bis auf eine kleine Tür, über die man auf die Dächer des Umgangs und der Kapellen gelangen kann, und zwei Schießscharten im Treppenturm. Einzig die Strebepfeiler in Verlängerung der Giebelwände gestalten diese gänzlich schmucklosen Wandoberflächen. Sie reichen bis hinauf zu den Traufgesimsen. Das sichtbare Mauerwerk der Nordostwände der Querschiffarme ist, bis auf wenige hellere Ausnahmen, aus einheitlich roten Sandsteinen gefügt worden. Es soll sich um eine Verkleidung des alten Querschiffs der Vorgängerkirche handeln, das wie auch andere Bauwerksteile bei der Errichtung der letzten Kirche integriert worden ist.

Vierungsturm von O

Das im Grundriss quadratische oberste Geschoss der Vierung ragt auf drei Seiten über die Dachflächen der „Querhausarme“ und des Chors noch weit hinaus. Es birgt statt der üblichen Kuppel ein gestelztes Kreuzrippengewölbe und wird auf den Kanten von kräftigen oberseitig abgeschrägten Strebepfeilern verstärkt. Seine waagerechten Oberseiten werden mit einem einfachen Kraggesims abgeschlossen. Die Südwestseite schließt das Mittelschiff vollständig ab. Die freien Seiten werden von Fensteröffnungen durchbrochen, etwas kleiner als die im Erdgeschoss der Querhausgiebelwände, aber mit deren dekorativer Ausstattung. Das Überfangprofil ist jedoch nur einfach profiliert. Das Mauerwerk ist hier wieder vielfarbiger, überwiegend rosa, mit dunkleren und helleren Einsprenglingen.
Mit nur geringem Rückversatz gegenüber dem quadratischen Umriss der Vierung beginnt der achteckige Vierungsturm. Die dabei „übrig bleibenden“, waagerechten Dreiecke des Vierungsquadrates werden von schwach geneigten Steinplatten abgedeckt. Ein geschlossener senkrechter Sockel geringer Höhe überragt gerade den Mittelschifffirst. Er besteht aus mittelgrauen Werksteinen und wird von einem einfachen Kraggesims abgeschlossen.
Die beiden achteckigen Geschosse der Glockenstube sind etwa gleich hoch und springen jeweils nur geringfügig gegenüber ihrem Unterbau zurück. Alle senkrechten Achteckkanten beider Geschosse sind ganzer Höhe mit dreiviertelrunden Säulchen markiert. Beide Geschosse werden oberseitig mit fast schwarzen Gesimsen mit profilierter Sichtkante, auf ebenso dunklen Kragsteinen, mit schlicht skulptierten Sichtseiten abgeschlossen.
Das erste Geschoss beginnt mit zwei dünnen dunkelroten Steinschichten, auf denen eine schmale Fensterbank rundum aufliegt. Auf jeder Turmseite steht darauf die rundbogige Öffnung der Schallluke, die rundum von zurückgesetzten Bogen- und Leibungssteinen eingefasst wird, deren Kanten mit Rundstäben aufgelöst werden. Der innere Bogen wird von einem äußeren wandbündigen Archivoltenbogen überfangen, dessen Kante wieder wie bei dem inneren aufgelöst ist. Der Archivoltenbogen steht auf schlanken Säulchen, die mit skulptierten Kapitellen, weit ausladenden profilierten Kämpfern und mit Basen auf rechtwinkligen Plinthen ausgerüstet sind. Das Kämpferprofil wird einerseits bis auf die Fensterleibung, andererseits bis über die Achteckkante und deren Säule hinweg verlängert. Der äußere Bogen wird von einem ähnlichen Profil überfangen. Der Wandabschnitt über den Schall-Luken ist aus fast weißen Werksteinen gemauert. Ebenso weiß sind der innere Bogen und die Säulchen der Archivolte, und der obere Abschnitt der Säulchen auf den Turmkanten. Der Archivoltenbogen ist dunkelrot. Auf den Wandabschnitten und Leibungen unterhalb der Kämpferprofile wechseln weiße und dunkelrote Steinschichten ab, wie auch auf den Säulchen der Turmkanten.
Das zweite und oberste Geschoss beginnt wieder mit zwei etwas dickeren dunkelroten Steinschichten. Aufbau und Dekoration der Schall-Luken sind bis ins Detail gleich gestaltet wie im Geschoss darunter; lediglich ihre Farbgebung unterscheidet sich erheblich. Die Wandflächen, inneren Bögen, Fensterleibungen und Säulchen der Turmkanten sind einheitlich dunkelrotbraun. Die umlaufende Fensterbank, die Säulchen der Archivolten, das Kämpfer- und Überfangprofil sind fast weiß, und beim äußeren Archivoltenbogen wechseln sich weiße und dunkelrote Bogensteine ab.
Über dem Kraggesims des letzten Geschosses kragt noch einmal eine weitere steinerne Gesimsplatte hinaus, dessen graue abgeschrägte Sichtkante schlicht profiliert ist. Unmittelbar darauf ragt das steil geneigte, oktogonale, gut 10 Meter hohe Pyramidendach des Turmhelms auf, aus einer Holzkonstruktion, die mit flachen, glasierten Tonschindeln abgedeckt ist, in roten und gelben Farbtönen und in geometrischen Mustern verlegt. Die Helmkanten sind mit Hohlziegeln abgedeckt. Die Helmspitze wird von einem grazil geschmiedeten lateinischen Kreuz bekrönt.

#### Chorhaupt

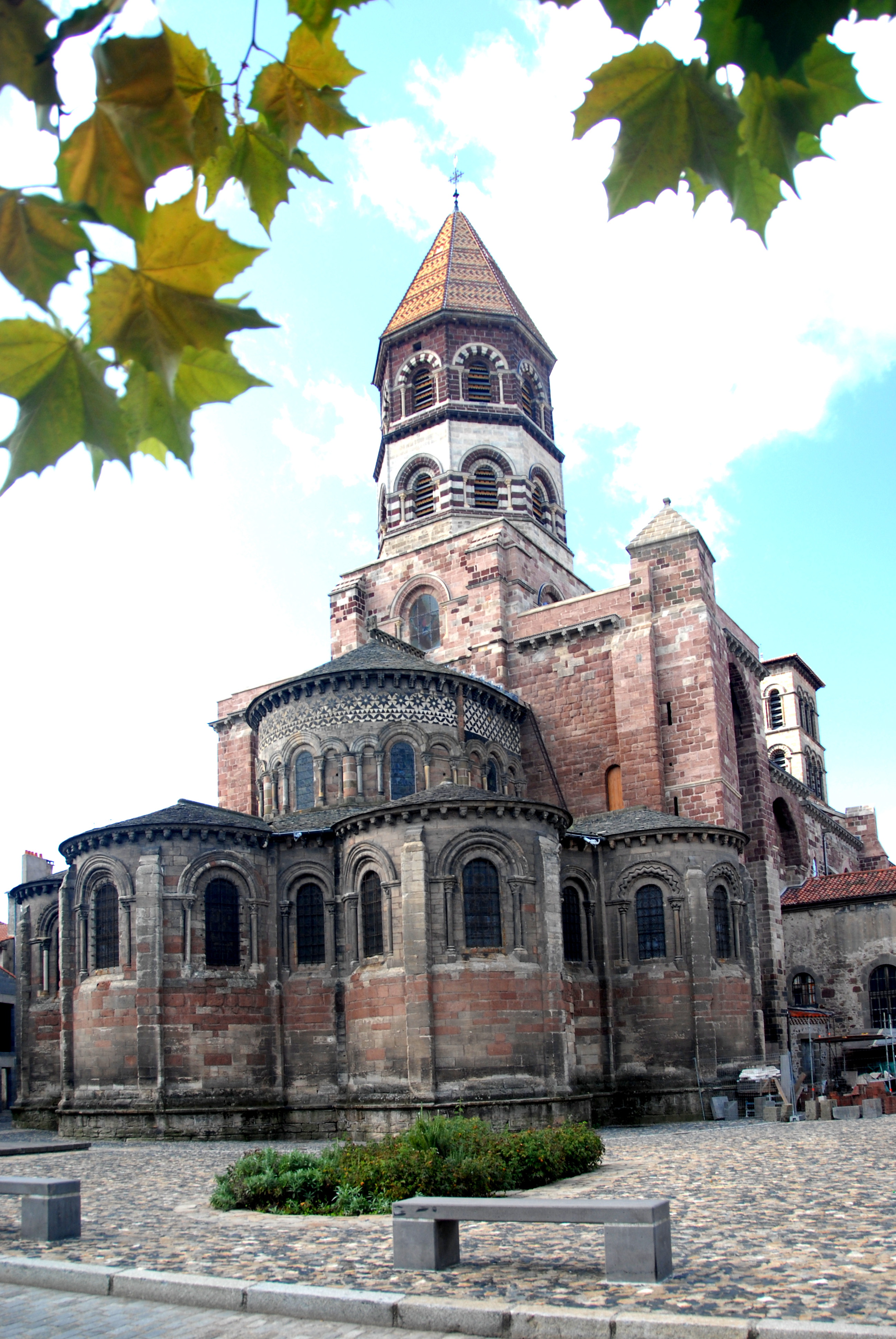
Chorhaupt von Norden

Das etwa um 1165 begonnene Chorhaupt von Saint-Julien von Brioude ist das letzte große Bauvorhaben der romanischen Baukunst in der Auvergne. Es wurde zu einem Zeitpunkt errichtet, als die Architektur und ihre Skulptur ihre bis dahin gepflegte provinzielle Eigentümlichkeit verloren und sich die Landschafts-übergreifende Baukunst des gotischen Stils triumphierend durchsetzte.
Sein Aufbau lässt sich kaum noch mit dem der Hauptkirchen in der Limage vergleichen, insbesondere weil ihm die pyramidenförmige dreifache Abstufung zwischen den Kranzkapellen, dem Chorumgang und dem Chor fehlt. Außerdem musste das Chorhaupt unabhängig vom erst später erbauten „Querhaus“ errichtet werden, gegen das es sich lehnt. Die romanischen Kirchen der Limage zeichnen sich für ihren innigen Verband dieser Bauteile aus. Man muss allerdings berücksichtigen, dass bei seiner Errichtung das ältere „Querhaus“ des Vorgängerbaus noch bestand.

Chorhaupt von N

Die Dächer der Kapellen und des Umgangs befinden sich auf gleicher Höhenlage, ebenso ihre Traufen. Die Firste der Kegeldächer der Kapellen schieben sich radial über das ringförmige Pultdach des Umgangs hinweg und bilden dort kleine, sich zum Chor hin verjüngende Satteldächer. Das Traufgesims läuft um alle Kranzkapellen und kurzen Außenwandabschnitte des Umgang ohne Höhenversatz hinweg, bis zu ihren Anschlüssen an die Querhausarme.

Scheitelkapelle von Nordwesten

Die im Grundriss halbkreisförmigen Außenwände der fünf Kapellen werden vertikal von je zwei ausladenden Strebepfeilern in je drei etwa gleich breite Abschnitte unterteilt. Sie reichen mit ihren steil abgeschrägten Oberseiten bis kurz unter die Traufgesimse. In den Winkeln zwischen Kapellen- und Umgangswand tritt nur ein kleiner, etwa quadratischer Pfeilerrest hervor. Pfeiler und Wandabschnitte besitzen am unteren Ende eine durchlaufende oberseitig abgeschrägte Fußverbreiterung, die auf einem alles umfassenden, kreisförmig gebogenen und knapp einen Meter hohen Sockel aufsteht, der von einer schmalen auskragenden Steinplatte abgedeckt wird. Ihm ist sein höheres Alter, gegenüber dem der aufgehenden Bauglieder, anzusehen. Die Oberflächen der Wandfelder zwischen den Strebepfeilern wird etwa in halber Höhe von einem oberseitig steil abgeschrägten Rückversatz geteilt. Der unteren Bereich ist glatt geschlossen, im oberen, zurückgetretenen Bereich ist ein schlankes, rundbogiges Fenster ausgespart, das im Abstand der Bogen- und Leibungssteine von einer in einen Rückversatz eingestellte Archivolte umgeben wird. Der halbkreisförmige Archivoltenbogen besteht überwiegend aus einem kräftigen gebogenen Rundstab, der innen- und außenseitig von mehreren unterschiedlichen Profilen begleitet wird. Oft ist das äußere Überfangprofil mit pflanzlichen Ornamenten dekoriert. An der äußeren Kapelle im Nordwesten ist der Archivoltenbogen mit einem kräftigen, gezackten und gerundeten Profil bestückt. An der gegenüber liegenden Kapelle im Südosten wird der glatte Rundstab von X-förmigen Kreuzen dekoriert. Die Archivoltenbögen stehen auf schlanken Säulchen in den seitlichen Rückversätzen der Leibungen. Sie sind mit skulptierten Kapitellen, kräftigen profilierten Kämpfern, die bis gegen die Strebepfeiler geführt sind, und mit profilierten Basen, die auf kleinen würfelförmigen Sockeln stehen, ausgestattet. Der schräge Rückversatz der Wand geht in die Schräge der Fensterbank über.
Die Kapitelle sind überwiegend pflanzlich skulptiert. Andere zeigen figürliche, oft stark verwitterte Darstellungen. Auf einem wächst aus den Mäulern verschiedener Tierköpfe üppiges Rankenwerk. Ein anderes zeigt zwei gegenüber stehende, geflügelte Drachen mit Vogelköpfen.
Die Traufgesimse der Kapellen und der Umgangswände bestehen aus weit ausladenden Gesimsplatten, deren Sichtkanten überwiegend mit einem Rundstab aufgelöst werden, mit einem weiteren Profil darüber. Nur die Scheitelkapelle weist dort einen Rollenfries auf. Die Gesimsplatten liegen auf insgesamt 105 Kragsteinen, deren Skulpturen alle unterschiedlich geformt und von höchster künstlerischer Qualität sind. Ihren vortrefflichen Erhaltungszustand verdanken sie der guten Steinqualität. Die Mehrheit der Skulpturen sind Menschen- und Tierköpfe. Nur ein Kragstein stellt ganze Figuren dar, möglicherweise David, der einem Löwen den Kiefer ausbricht (?). Die Skulpturen der Kragsteine der nordwestlichen Kapelle stellen verschiedenartige und in regelmäßigem Wechsel Menschenköpfe und Tiermasken dar. Ihr naturnaher Stil ähnelt dem der Werkstatt, die an den Kapitellen der Vierung und denen der Seitenschiffe gearbeitet hat. Die in der oberen Auvergne oft anzutreffenden karikaturnahe Darstellungsweise ist hier kaum vertreten, gemäßigt ist auch der phantastische Einfallsreichtum der Bildhauer. Die Nähe zur gotischen Kunst ist bereits zu erahnen.

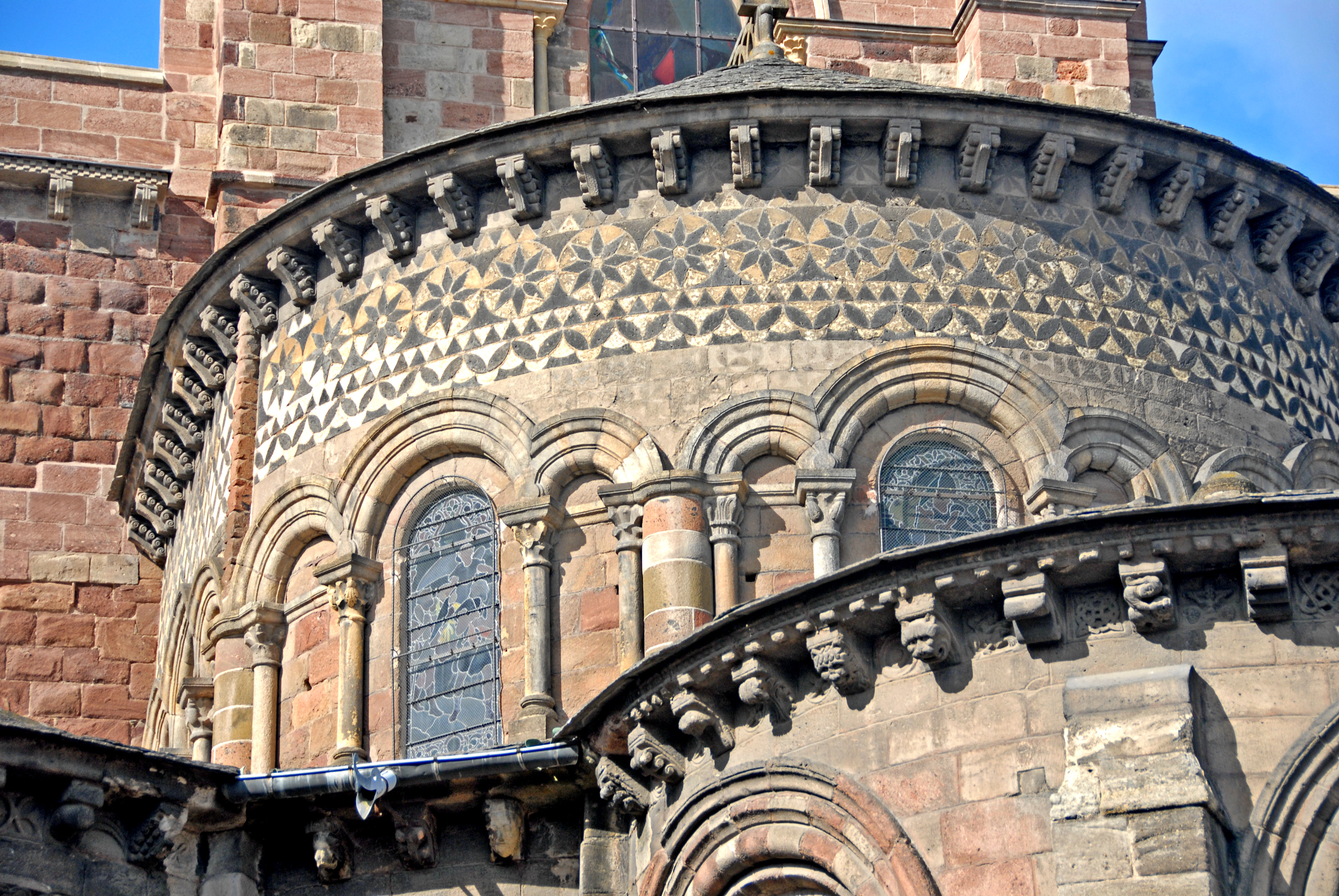
Chor von O

Die Traufen der drei inneren Kapellen sind zwischen den Kragsteinskulpturen rechteckige Metopen eingefügt, die überwiegend mit einfachen Motiven, wie Blattwerk, Rosetten, Medaillons oder Flechtwerk, skulptiert sind. Man sieht auch einige Flachreliefs, wie „Samson und der Löwe (?)“, sich gegenüber stehende Vögel und sogar die Büste eines gekreuzigten Mannes, die allerdings von geringerem künstlerischen Wert sind. Das Material der Wände der Kapellen und kurzen Umgangsabschnitte, mit den Strebepfeilern, die die Fenster umgebenden Dekorationselementen und den Traufgesimsen besteht überwiegend aus mittelgrauem Werkstein. Oberhalb einer waagrechten Linie, etwa zwei Meter über dem Sockelvorsprung, beginnt allerdings ein Mauerwerksstreifen aus überwiegend rotem Sandstein, der bis zu den Fensterbänken reicht und stärkere Verwitterungsspuren aufweist als der graue Stein. Ein Grund für diesen scharf begrenzten Materialwechsel ist nicht erkennbar.

Kranzkapelle am SO-Querhausarm, Fenster mit Archivolte

Der Chor erhebt sich aus dem Dach des Umgangs, das vom Betrachter kaum einzusehen ist, und stößt mit seinem Joch gegen die Nordostwand der Vierung. Seine Wände stehen auf einem Grundriss aus dem rechteckigen Joch, an den die halbkreisförmige Apsis anschließt. Der Chor wird überdeckt von einem Stück Satteldach, mit etwa 30 Grad Neigung, an das sich ein halbes Kegeldach über der Apsis nahtlos anfügt. Sein Dach, wie auch diejenigen der Kapellen und des Umgangs, waren ursprünglich mit roten Hohlziegeln in römischem Format eingedeckt. Diese wurden später gegen eine untypische Eindeckung aus flachen grauen Schieferplatten ausgetauscht. Das umlaufende Traufgesims besteht aus kräftigen Gesimsplatten, deren Sichtkante schlicht profiliert ist. Sie liegen auf eng gestellten Hobelspan-Kragsteinen auf, die denen am „Querhaus“ und an den Seitenschiffen gleichen. Der fast geschwärzte Farbton von Gesims und Kragsteinen lässt auf eine längere Verwitterungszeit schließen als die wesentlich helleren, der im 19. Jahrhundert erneuerten Teile der Traufgesimse. Ob es aber die wirklich ursprünglichen sind, ist nicht belegt. Der First des Chors wird gekrönt mit einem steinernen Firstkamm, wie man ihn auch bei etlichen Kirchen der Limage kennt. Über seinem freien Ende steht auf einem T-förmigen Träger ein quadratisches Kreuz mit aufgefächerten Armen, das an ein Tatzenkreuz erinnert. Auch derartige Kreuze findet man an den vorstehend genannten Kirchen häufig.

Traufgesims Scheitelkapelle, Rollenfries

Die Wände des Chors sind in der Höhe etwa hälftig unterteilt, in die untere Fenster- und Arkadenzone und in das obere Band der Inkrustationen. Die Wände werden zusätzlich zweimal vertikal mit schlanken Strebepfeilern unterteilt, genau zwischen den geraden des Jochs und den gekrümmten der Apsis.

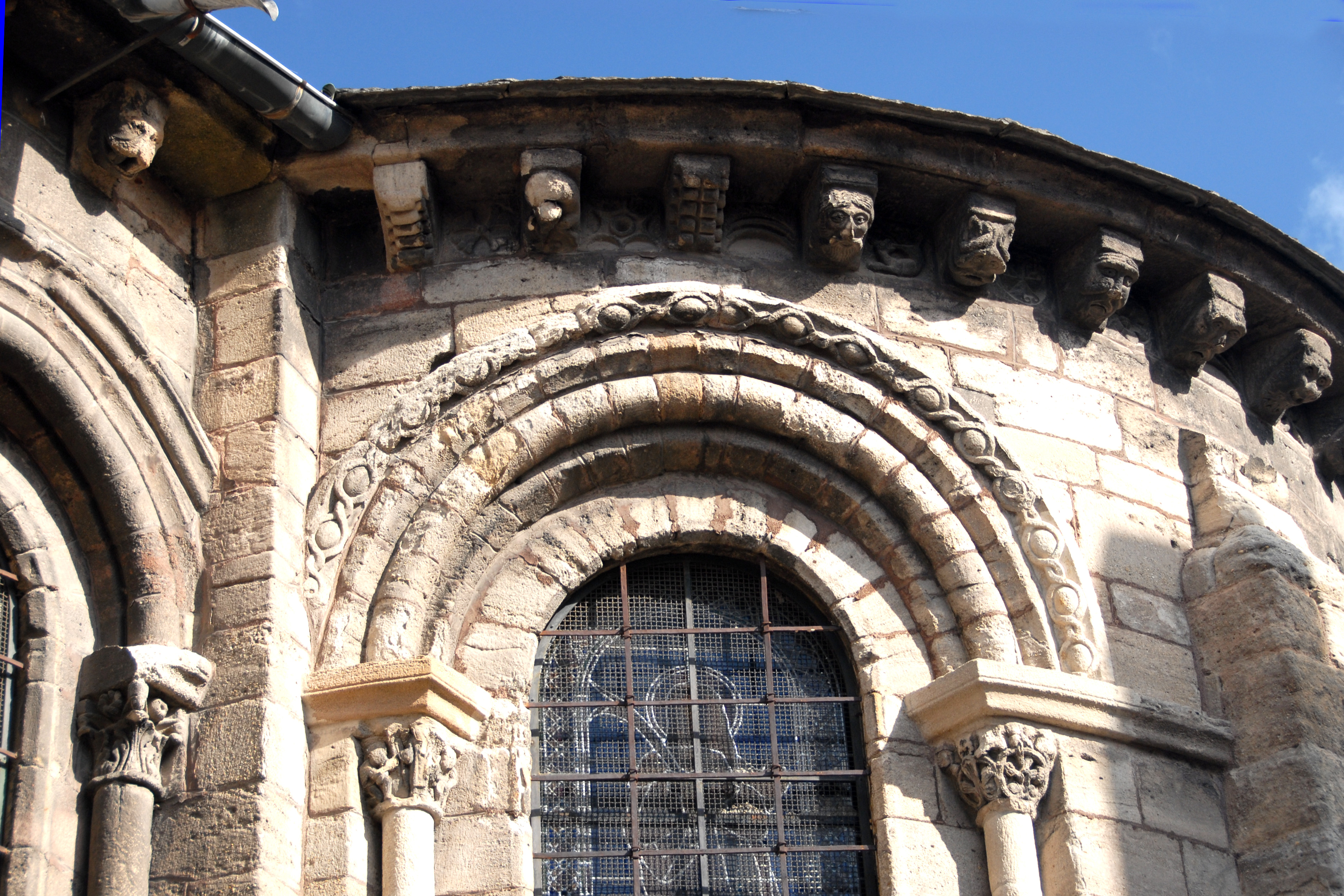
Traufgesims O-Kranzkapelle

Die Fenster- und Arkadenzone besteht aus einer Reihung von fünf Drillingsblendarkaturen, jeweils aus einer großen, das rundbogige Fenster mit Abstand umgebenden Arkade, die von zwei nahezu halb so breiten Blendarkaden flankiert wird. Diese Dreiergruppen werden untereinander getrennt von, oder verbunden mit, kurzen aber kräftigen halbrunden Säulen. Die Arkadenbögen aus kräftigen Rundstäben, die von drei weiteren schmaleren Profilen überfangen werden, stehen untereinander vereint auf schlanken Säulchen, die äußeren der Gruppe jeweils auch auf den dicken Halbsäulen. Die Säulchen sind ausgestattet mit überwiegend pflanzlich skulptierten Kapitellen, auf denen profilierte Kämpferplatten auskragen. Das Kämpferprofil wird seitlich weitergeführt und verbindet die Kapitelle untereinander, auch über die Halbsäulen hinweg. Die profilierte Basen der Säulchen stehen auf würfelförmigen Plinthen.
Das zurücktretende Mauerwerk der Arkadennischen, Fensterleibungen und der dicken Halbsäulen weist rötliche Farbtöne auf. Die Blendarkaturen und das Mauerwerk über deren Bögen, bis in Höhe der höchsten Bogenscheitel, besteht aus grauem Werkstein. Darüber erstreckt sich bis unter die Kragsteine der Traufgesimse das Band mit Inkrustationen aus schwarzweißen Mosaikplatten. Auf dem Rund der Apsis, reihen sich am oberen Rand große schwarze Sterne in weißen runden Scheiben aneinander. Darunter ergänzen schmalere Bänder aus schwarzen Dreiecken und Rauten im Zickzackmuster auf weißem Grund das dekorative Band. Die Inkrustationen auf den Seiten des Chorjochs bestehen hingegen aus Bändern mit dem vorgenannten Zickzackmuster, die übereinander versetzt angeordnet zu Reihen X-förmiger Kreuze werden.

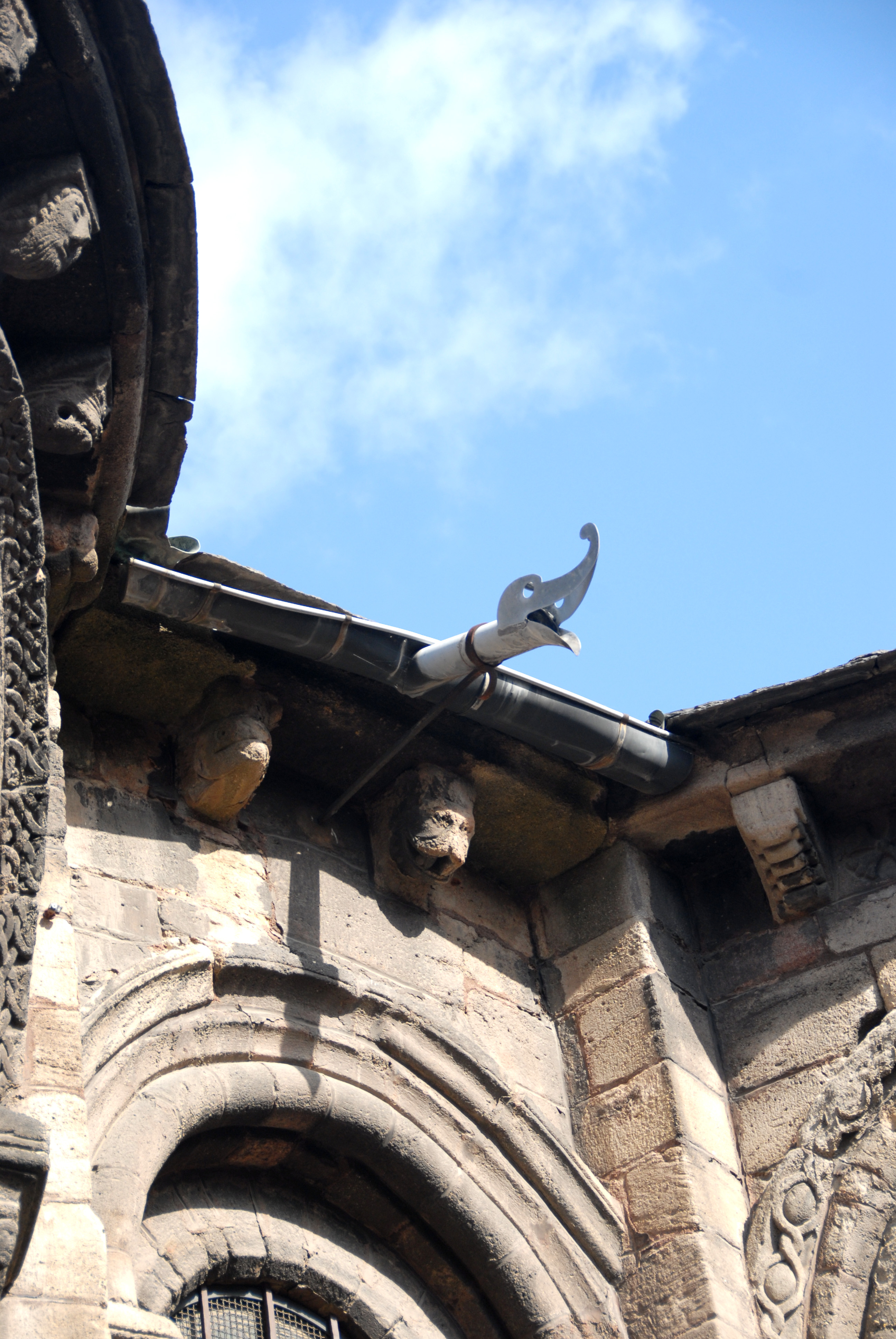
Traufgesims mit Wasserspeier, zwischen SO- und O-Kapelle

Bilder Kragsteine der Traufgesimse und Archivolenkapitelle der Kranzkapellen
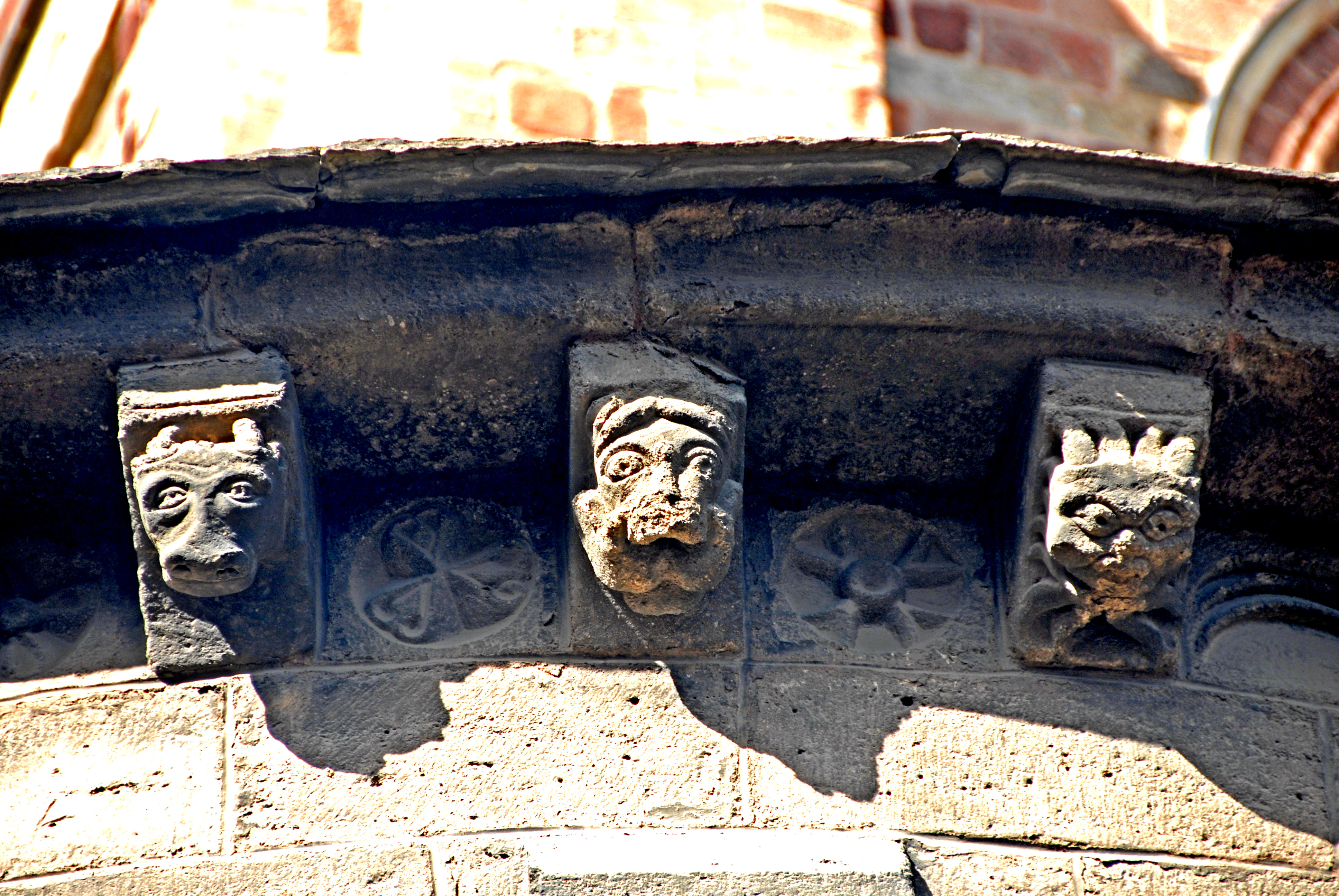
Traufgesims, mittlere Kapellen, mit Metopen
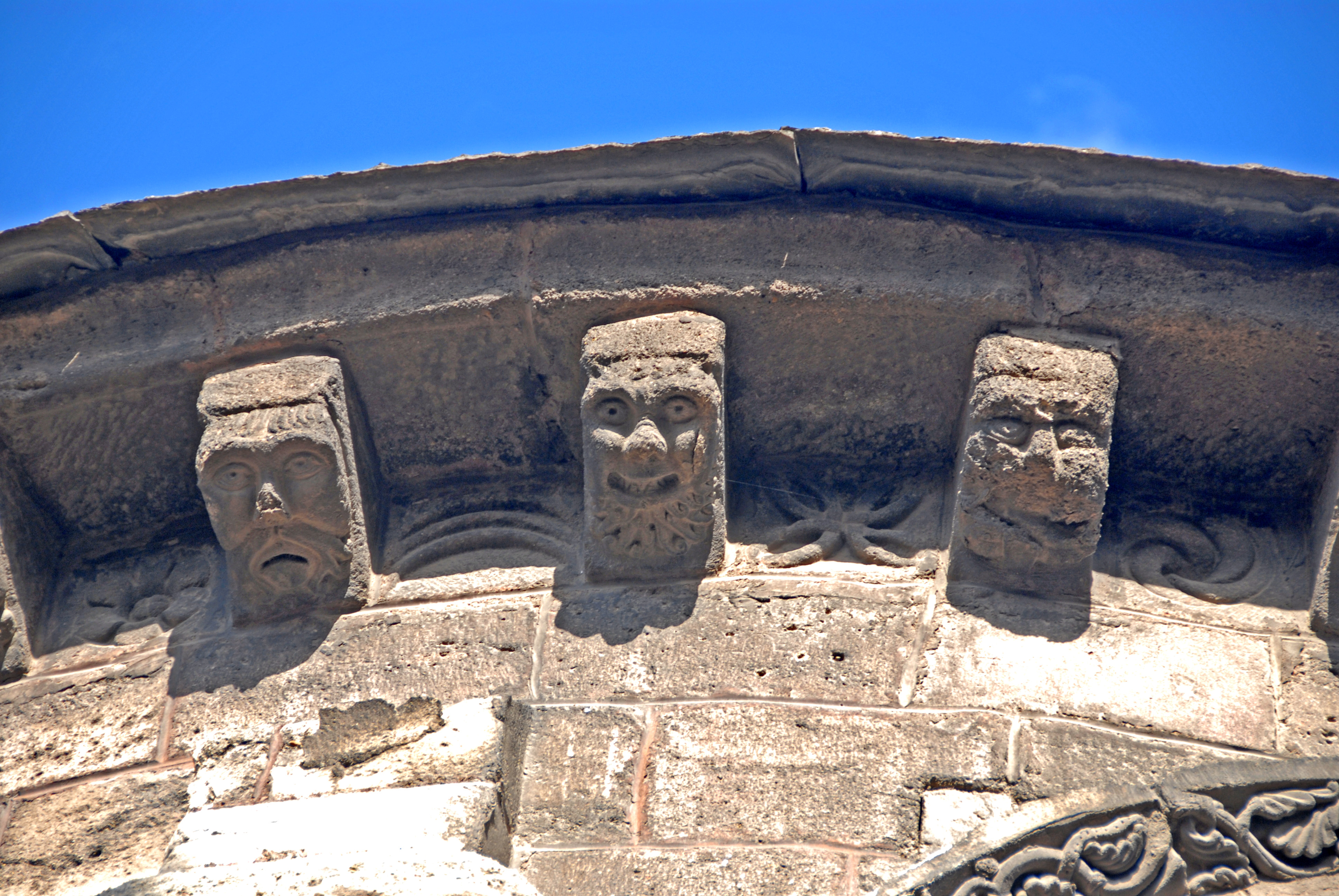
Traufgesims, mittlere Kapellen, mit Metopen
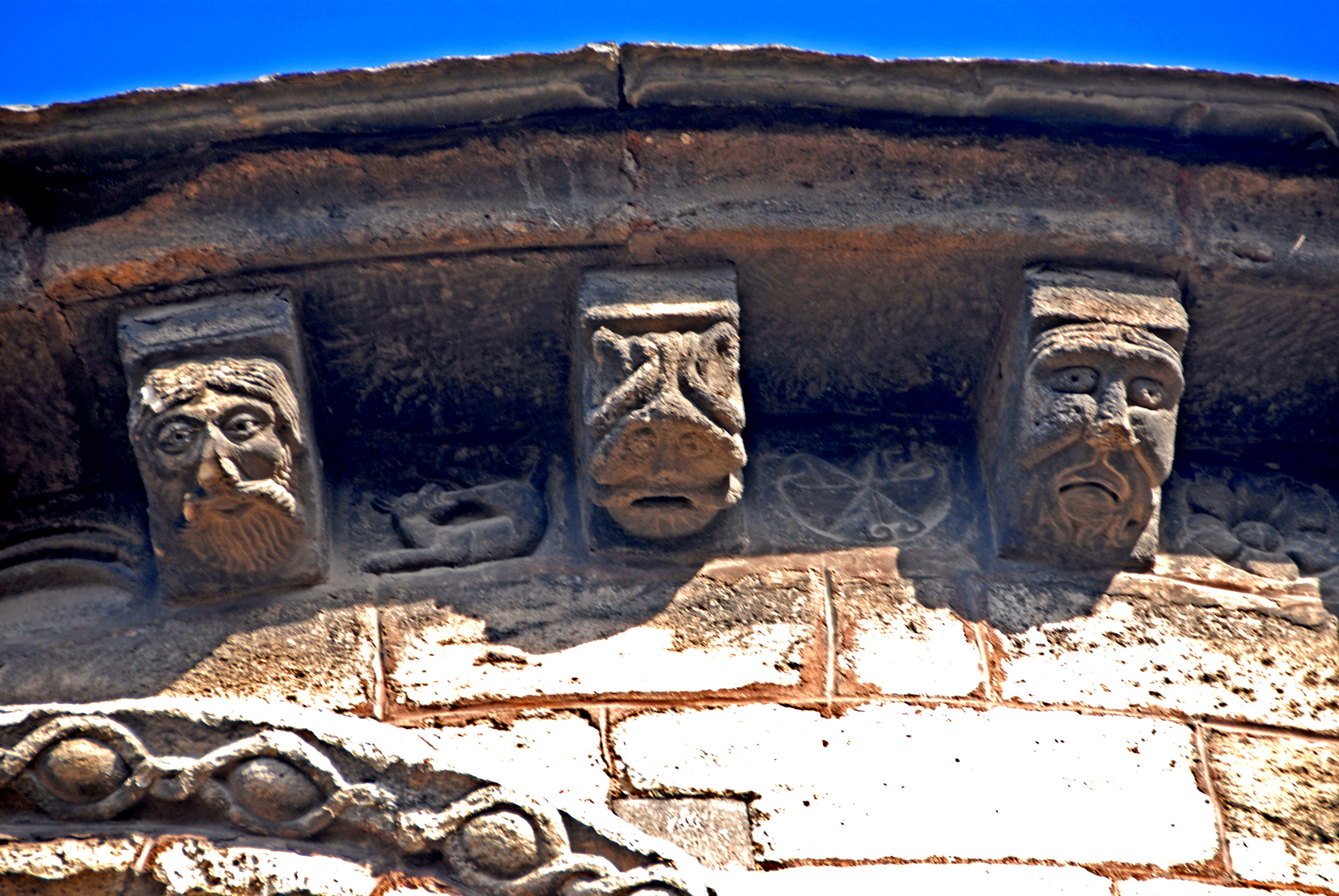
Traufgesims, mittlere Kapellen, mit Metopen
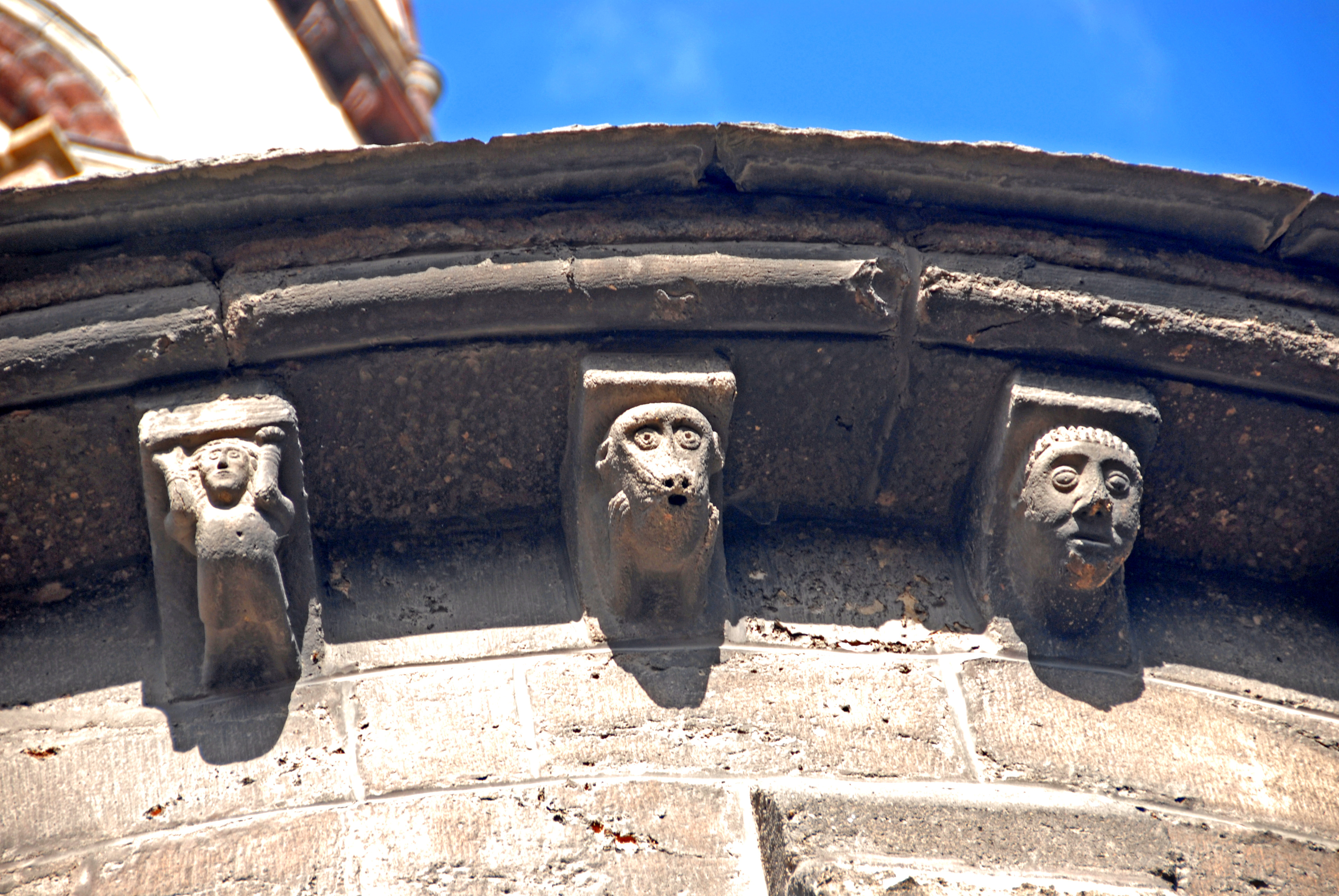
Traufgesims, südöstliche Kapelle
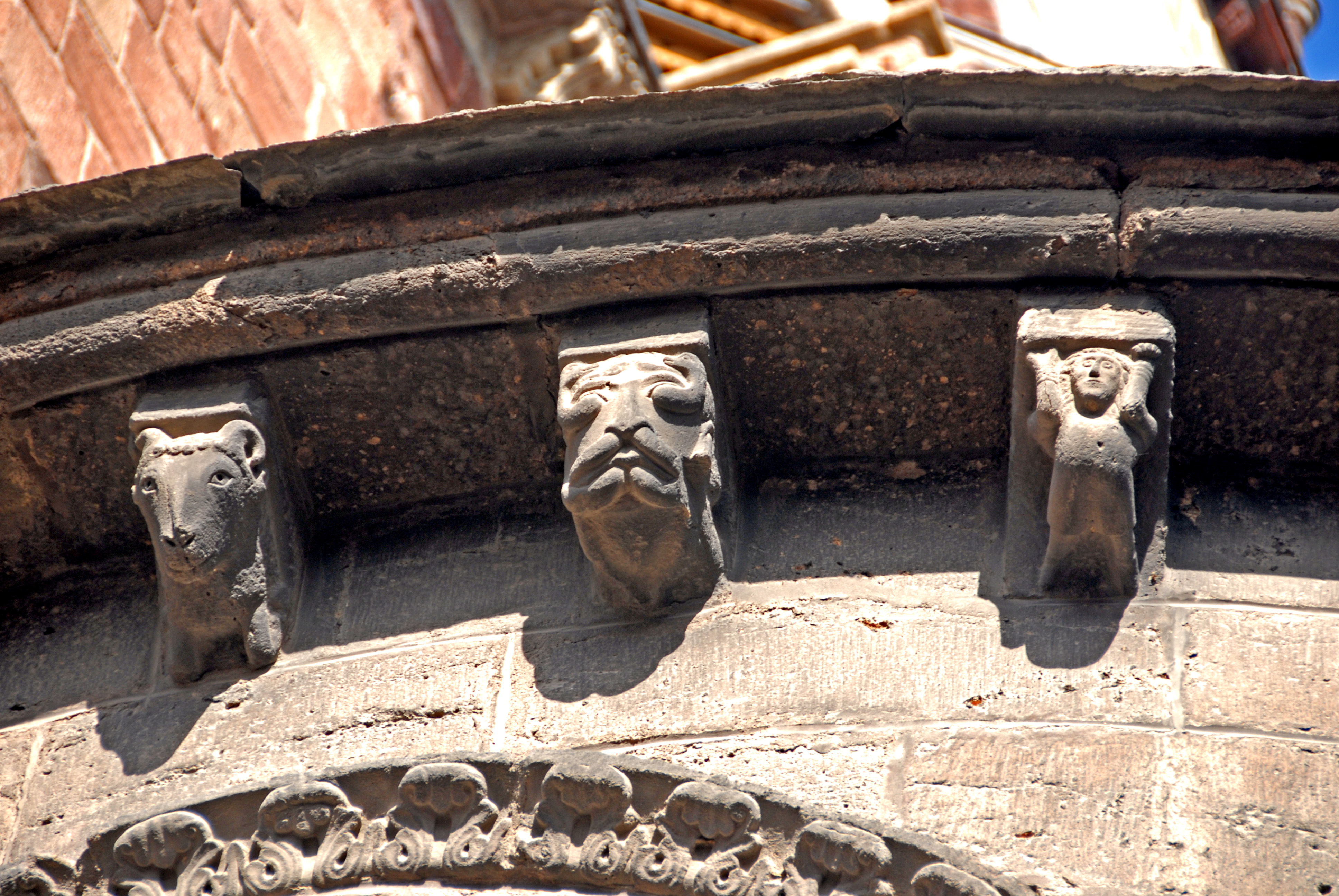
Traufgesims, südöstliche Kapelle
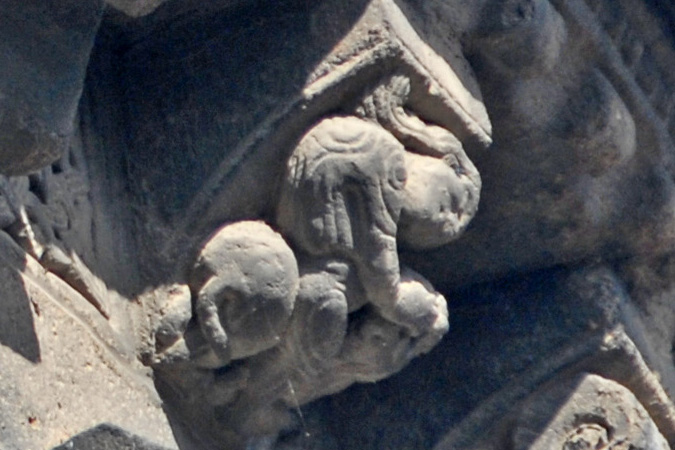
Kragstein, David mit dem Löwen
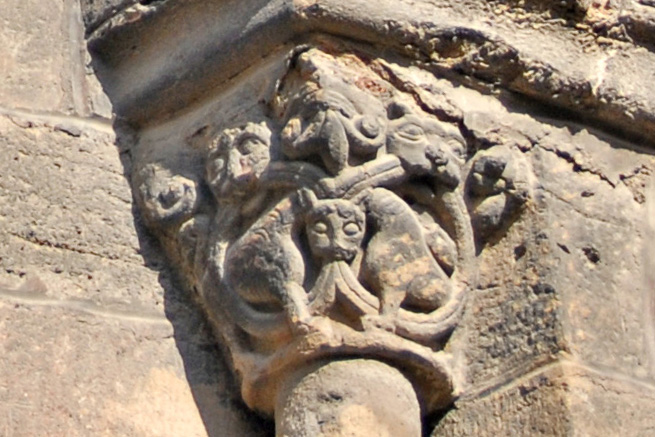
Kapitell, Monsterköpfe, mit Ranken aus den Mäulern
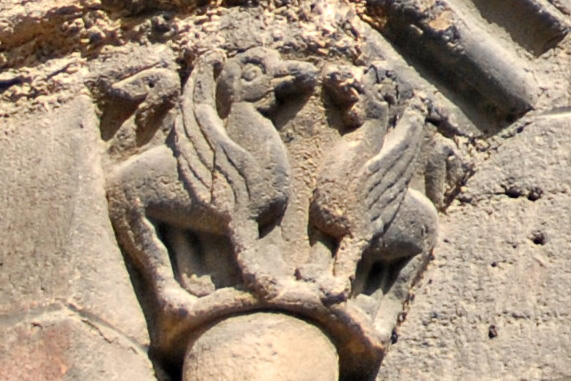
Kapitell, Greife mit Kelch

### Kapitelle

Lage Langhauskapitelle, Handskizze

Kapitell, Narthexpfeiler, Blattkapitelle

Die Skulptur der Kapitelle ist noch weniger einheitlich, als die Architektur. Ohne wieder verwendete Stücke hat man sechs verschiedene Werkstätten identifiziert. Eine Zahl, die nicht überraschen kann, wenn man die lange Bauzeit berücksichtigt. Die Arbeiten jeder Werkstatt lassen sich in genau definierbaren Abschnitten gruppieren. Man hat dadurch wesentliche Anhaltspunkte zur chronologischen Einordnung entdeckt.

Kapitell 15, Auf Löwen reitenden Genien

Hinsichtlich der Ikonographie überrascht, dass sich kein Kapitell des Langhauses mit Themen der Bibel, der Evangelien oder gar des Heiligen Julianus beschäftigt. Nur ein einziges solches Kapitell findet man im Chor. Es handelt sich vermutlich um eine Anspielung auf Wilhelm von Oranien, dessen Wappenschild in der Kirche aufbewahrt wurde. Die übrigen Szenen stellen lediglich Themen dar, die dem gängigen Repertoire der romanischen Skulptur in der Auvergne entstammen, wie auch die charakteristischen Motive, etwa „der Schafträger“, „der Schausteller mit einem Affen“ oder „die Höllenqualen des Wucherers“. Man vermisst gänzlich fortlaufende Zyklen, wie etwa in Saint-Nectaire oder Saint-Austremoine in Issoire.
Die Lage der Kapitelle des Langhauses können dem Grundrissausschnitt entnommen werden.

Kapitell 30, Nixen, mit geteiltem Schweif aus Blattwerk

#### Narthex und Vorhallen (Erdgeschoss)
Werkstatt A: (Ohne Bezifferung) Von ihr wurden ausschließlich Blattkapitelle hergestellt, die in zwei Arten unterteilt werden können: Die eine stellt karge, grob ausgearbeitete Wasserpflanzen dar, die andere solche nach demselben Schema, jedoch erheblich dekorativer. Die ersten findet man etwas versteckt an den Wänden, die zweiten schmücken zum Langhaus weisende Pfeiler. Die Wasserpflanzen wurden dort zu kaum hervortretenden Akanthusblättern ausgearbeitet. Die erste Art der Kapitelle weisen vorgetäuschte Deckplatten auf, unter denen drei Würfel angebracht sind. Man findet dort kleine Voluten an den Rändern, und Blumen oder kleine Kartuschen mit Flechtwerk, einem Frauenkopf, oder einer antik anmutenden Tragödienmaske in der Mitte.
Diese Kapitelle wurden hier nicht wiederverwendet, sondern alle für diesen Ort geschaffen. Es ist ihnen gemeinsam, dass der Astragal nicht Teil des Korbes ist. Er ist mit der obersten Steinlage der halbrunden Säule skulptiert worden. Dieses Merkmal steht in der Regel für ein hohes Alter, es findet sich hier jedoch mehrfach an eindeutig jüngeren Kapitellen des Langhauses. Die Kapitelle im Erdgeschoss der nordwestlichen Vorhalle gleichen denen der oben beschriebenen schmuckloseren völlig.

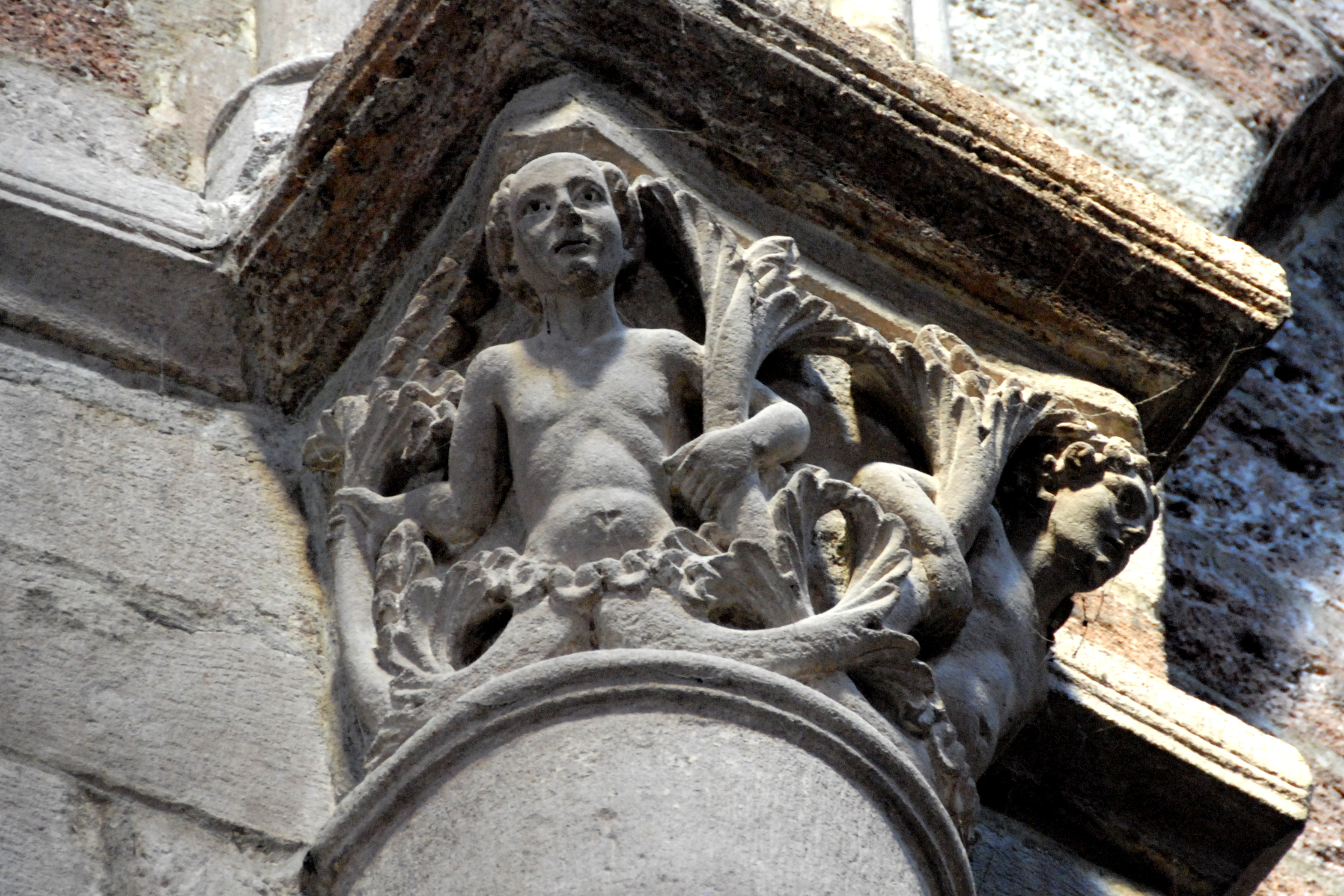
Kapitell 32, Tritonen, mit geteiltem Schweif aus Blattwerk

#### Narthexobergeschoss und 1. Langhausjoch
Werkstatt B: Die Blattkapitelle 1, 2,5 und 7 sind wesentlich tiefgründiger plastisch skulptiert. Die sorgfältig detailliert herausgearbeiteten Blätter heben sich, hintereinander zunehmend, vom Untergrund ab, und ihr Aderwerk wird von kommaförmigen Einschnitten durchzogen.
Häufiger sind hier die Figurenkapitelle wie Schafträger 4, 8 und 17, Blumen pflückende Kentauren 10, Löwen reitende Genien 15 und 23, am Gängelband geführter Affe 20, Evangelistenengel 19, inmitten von Blattwerk erscheinende Gesichtsmasken.
Die Skulpturen zeugen von sehr unterschiedlicher Begabung ihrer Bildhauer. Die Haltung der Figuren ist häufiger starr und manchmal recht unbeholfen, Zeugnisse geringerer Begabung. Interessant sind die Varianten der Ausführung gleicher Themen.

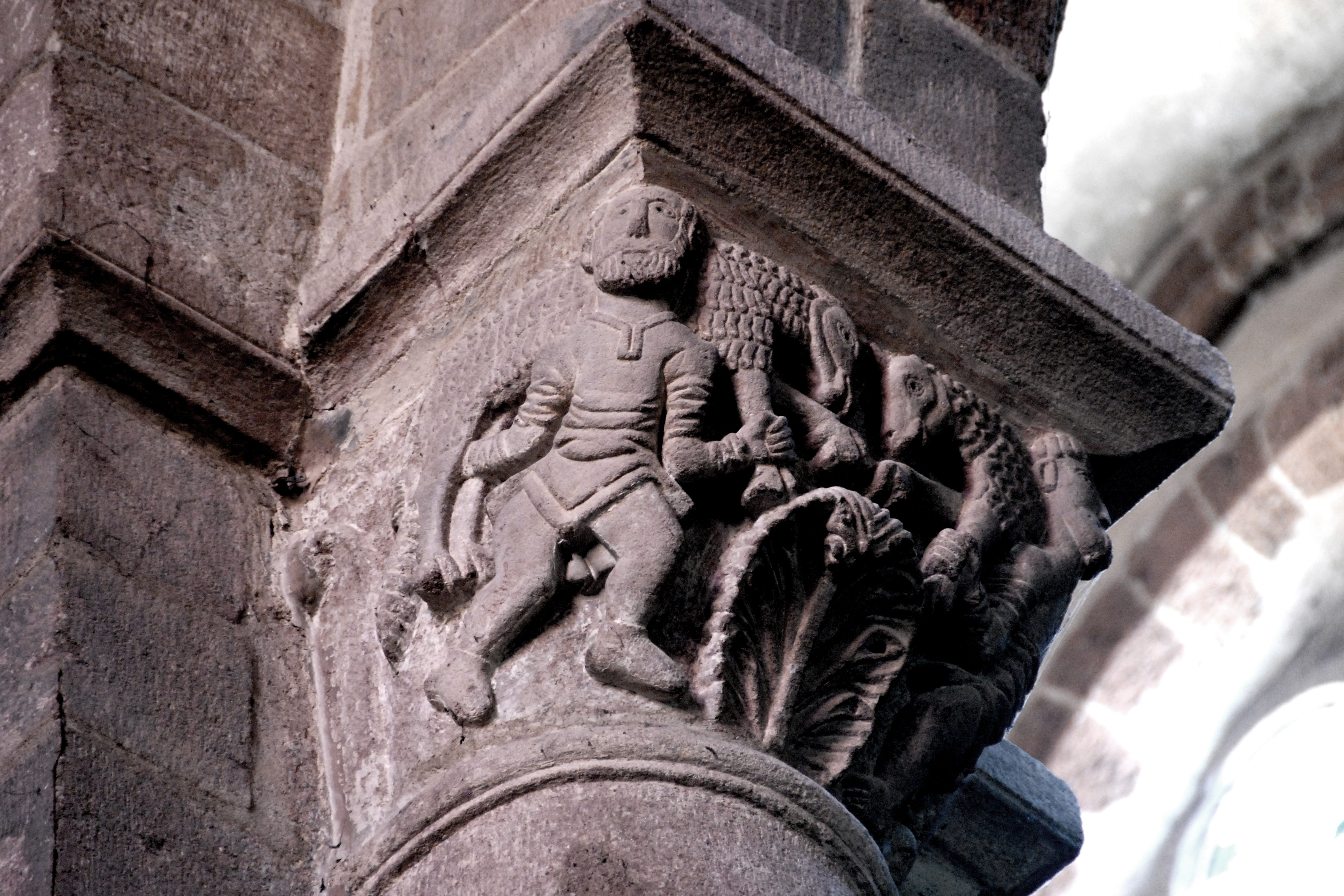
Kapitell 17, bärtiger kahlköpfiger Schafträger

Das Thema Schafträger ist dreimal zu finden. Auf dem Kapitell 17 sind es Hirten unterschiedlichen Alters, der eine ist kahlköpfig und Bartträger, der andere, sichtlich jüngere, streckt die Zuge heraus. Zwischen seinen Füßen liegt auf dem Boden ein abgeschlagener Kopf. Auf dem Kapitell 8 liegen statt der Schafe Esel auf den Rücken der Träger. Beide spielen, wohl in Anlehnung an die Phaidrasage, auf der Panflöte. Seltsam erscheint die merkwürdige Idee der Verbindung der beiden Themen, das des Leier-spielenden Esels, antikes Symbol der Dummheit, mit dem des Schaf-tragenden Hirten.

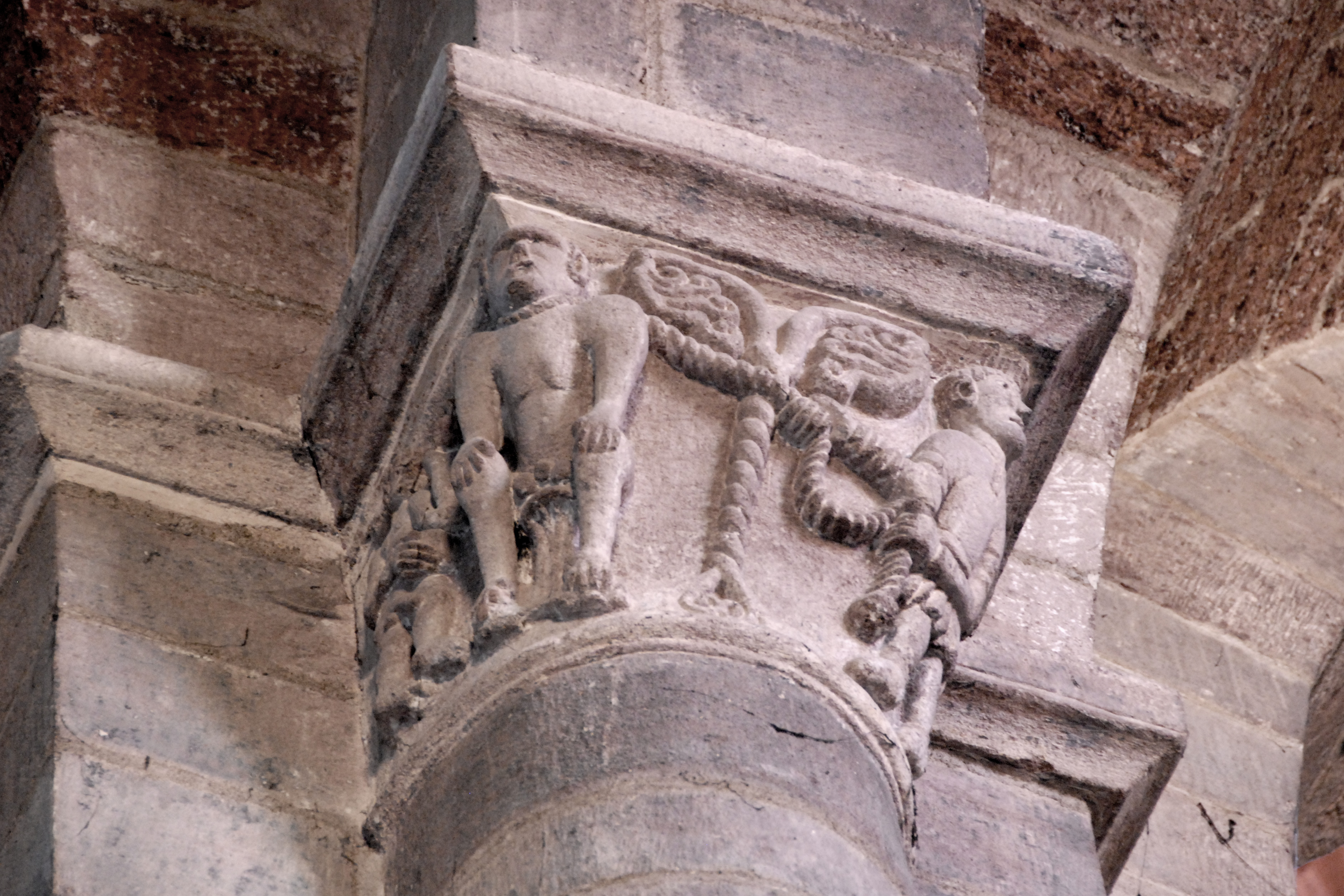
Kapitell 20, Schausteller mit Affen, links/Mitte

Kapitell 20, Schausteller mit Affen, Mitte/rechts

Die Darstellung eines Schaustellers mit dem Affen auf dem Kapitell 20 zeugt eher von mittelmäßiger Fertigkeit des Steinmetzen. Der Affe ist mit einem überdimensional dicken Strick um den Hals gefesselt, der vom Schausteller locker gehalten wird. Der Affe ist hingehockt noch größer als sein Führer. Zwischen beiden Figuren und hinter dem Seil steht der spiralförmig gewundene Stamm einer Pflanze, aus dem sich zwei große gefächerte Blätter beidseitig ausbreiten. Die Szene wird links und rechts von je einer kleineren Figur flankiert. Auf der linken Seite steht ein Mann und hebt seinen Arm, möglicherweise eine Geste der Anbetung oder auch Angst. Auf der anderen steht ein kleiner geflügelter Vierbeiner auf einer Stele mit einem Kapitell, vermutlich handelt es sich um ein Götzenbild.
Auf dem Kapitell 9 sieht man Schriftbänder ; die man wie folgt entziffert hat: MILE ARTIFEX SRISPI (sic) TU P(E)RI(ISTI) USURA. Beim Vergleich dieses Motivs mit einem Kapitell im Chorumgang von Notre-Dame du Port, der dasselbe Motiv behandelt, erkennt man die besondere Originalität der Skulptur von Brioude. In Notre-Dame du Port sieht man den verdammten, mit Stricken gebundenen Wucherer in der Hölle. In Saint-Julien von Brioude hält dagegen nicht der Wucherer, sondern ein Teufel mit menschlichem Gesicht, erkennbar an seinen Flügeln, das Schriftband, dessen Text übersetzt wird mit: „Ich, der Mileartifex – der tausendlistige Teufel – habe geschrieben: Du bist am Wucher zugrunde gegangen“.
Die Evangelistenengel auf dem Kapitell 19 sind nicht stehend oder als Büste dargestellt, sondern im Fluge. Sie schweben über aufgereihten Akanthusblättern. Bréhier behauptete, auf einem der Schriftbänder das Wort Juliani lesen zu können. Es müsste aber richtig heißen: SCS (verkehrt herum) MARCUS und SCS MATEUS: die Buchstaben A,T und E sind ineinander verschlungen.
Auf dem Kapitell 14 stehen sich zwei mit Harnisch und Helm gekleidete Ritter gegenüber. Hierzu kann man Emile Mâle zitieren: „Wen stellen diese beiden mit Panzerhemd bekleideten Ritter, die den Kampf mit der Lanze aufnehmen, dar? Ist der eine von ihnen nicht der berühmte Wilhelm von Gellone, der Held des Epos aus dem Sagenkreis des Garin de Montglaine?“ In der Tat war Wilhelm laut Legende nach Brioude gekommen und hatte seinen Schild auf dem Altar von Saint-Julien niedergelegt, bevor er ins Kloster von Gellone eintrat. Davon hatten die Wallfahrer, die auf der antiken Via Regordana nach Brioude pilgerten, Kenntnis.

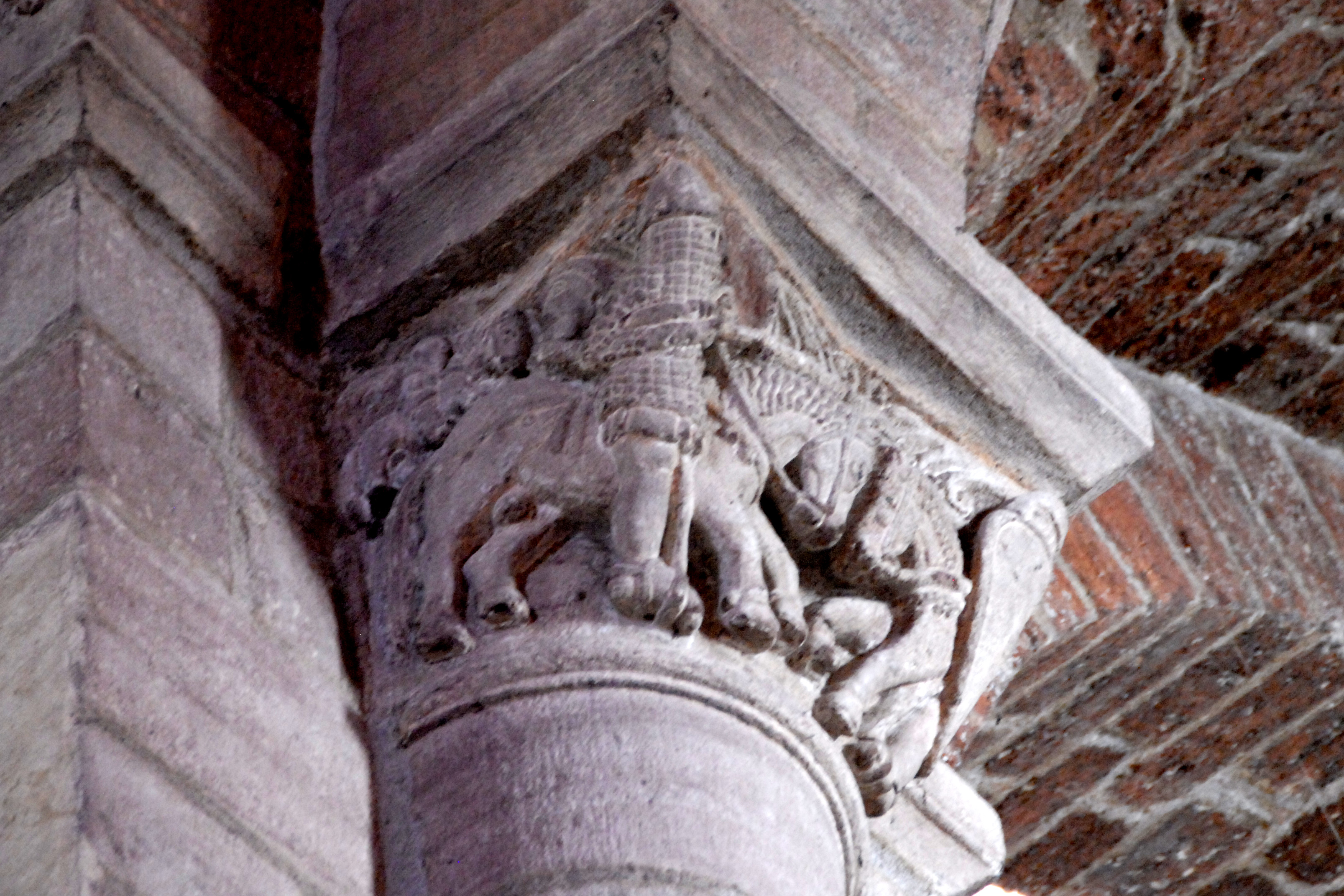
Kapitell 14, 2 Ritter kämpfen mit Lanzen

#### 2. Langhausjoch
Werkstatt C, des Giraldus : Die neun Kapitelle, alle mit der gleichen Kämpferplatte, stammen aus derselben Werkstatt, deren Formgebung etwas von den vorher beschriebenen abweicht. Typisch für die Werkstatt des Giraldus sind zwei parallele Rillen statt einer über der Schrägkante des Kämpfers, wie auch die Vortäuschung konkaver Deckplatten mit gekappten Ecken, die allseitig sichtbar ist. Die Motive dieser Werkstatt sind: Adler, mit ausgebreiteten Schwingen 26, zwei Greife stehen beidseitig einem Kelch gegenüber 25, Drachen 28 und 29, und Tritone 32. In der niederen Auvergne kann man diese Motive häufig antreffen.

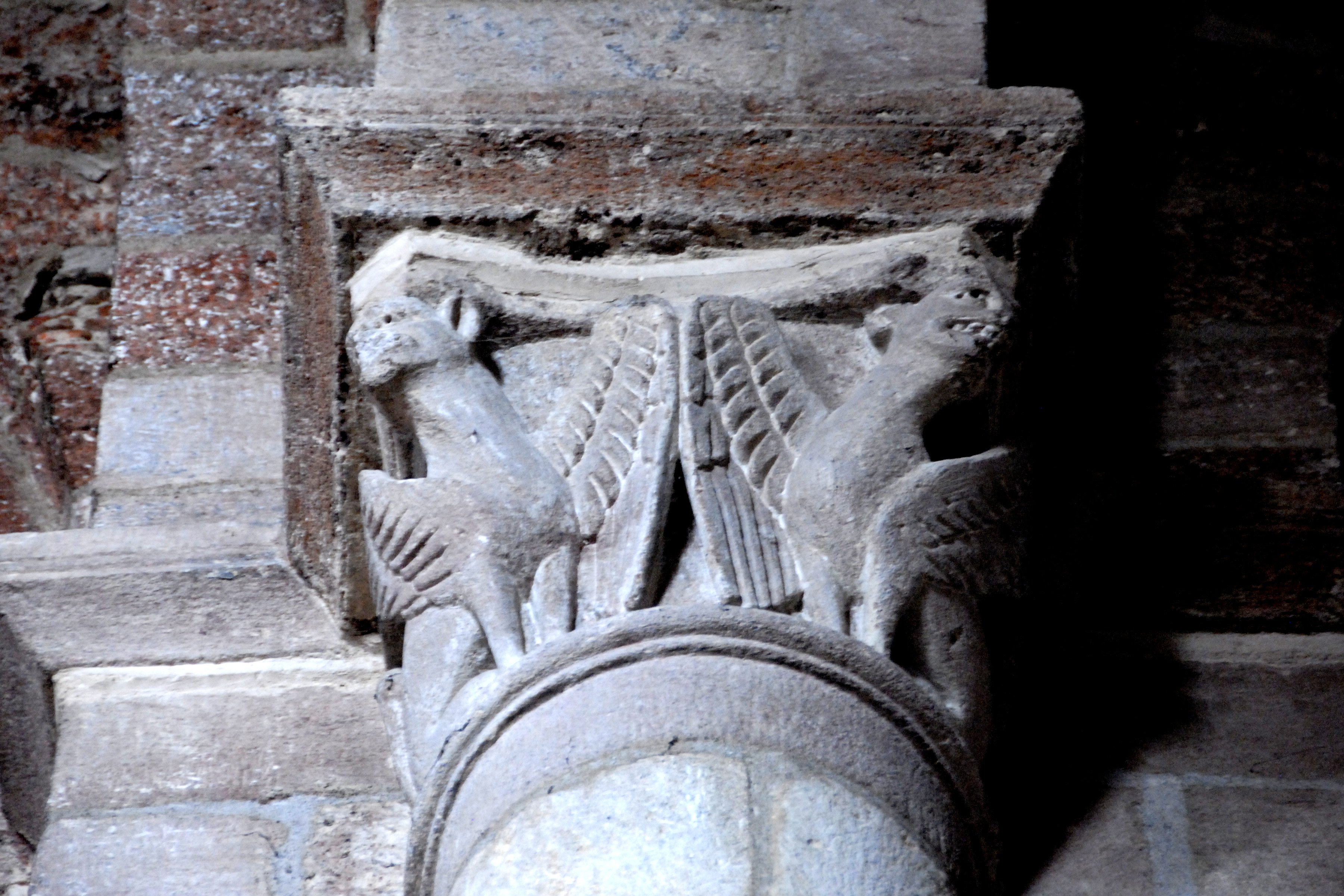
Kapitell 25, geflügelte Drachen

Bemerkenswerte dekorative Formensprache und geschickter Umgang mit dem Meißel zeichnen die Werkstatt des Giraldus aus. Der Bildhauer versteht sein künstlerisches Handwerk. Die menschliche Gestalt wird von ihm nicht stilisiert, sondern weitgehend naturgetreu dargestellt. Die Sirenen 30 und Tritonen 32 stehen sich auf beiden Seiten des Mittelschiffs gegenüber. Sie wurden mit einer großen Kunstfertigkeit skulptiert, die über plastische Ausformungen und Feinheiten verfügt, die die vorherige Werkstatt vermissen ließ. Vergleiche mit ähnlichen Kapitellen in Chanteuges lassen durchaus den Schluss zu, dass in beiden Kirchen dieselben Bildhauer gearbeitet haben. Die Kapitelle von Brioude scheinen um 1140 gefertigt worden sein.
Es gibt auch eine Hypothese, dass die Kapitelle der Werkstatt C ebenfalls von jenem Giraldus gefertigt worden sind, der die bronzenen Türklopfer der südöstlichen Vorhalle signiert hat. Die Ähnlichkeiten des affenähnlichen Kopfes des Teufels auf dem Türklopfer mit denjenigen der Drachen des Kapitells 28 überraschen. Warum sollte nicht derselbe Giraldus in Stein wie auch in Bronze gearbeitet haben?

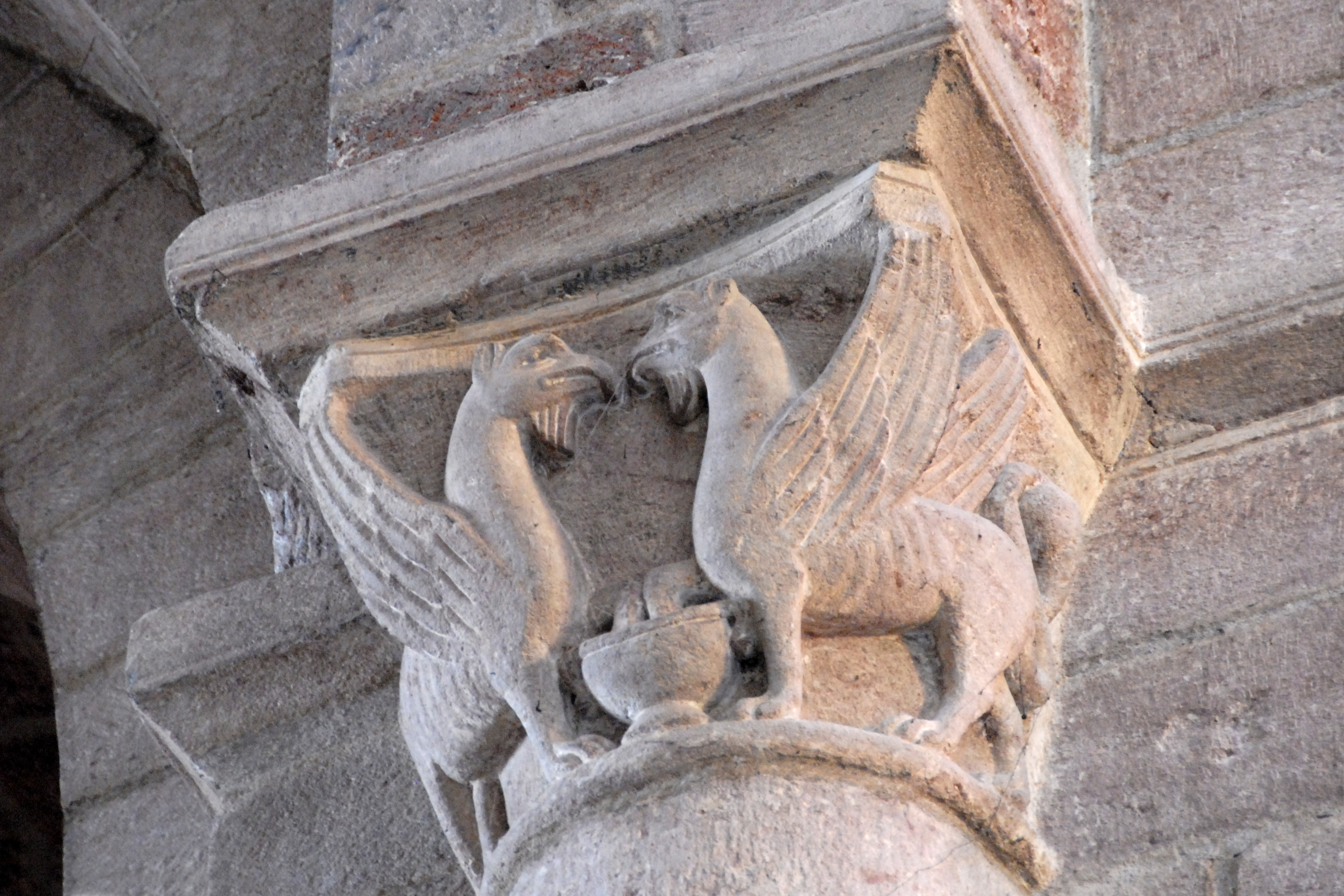
Kapitell, 2 vierbeinige Greife an einem Kelch

Auf den Kapitellen 34, 35 und 36, alle am NO-Pfeiler, sind nackte männliche Figuren dargestellt. Auf einem tragen zwei geflügelte Genien im Flug je einen nackten Mann in den Armen. Diese merkwürdige Darstellung wurde mit gewissen römischen Skulpturen verglichen, im Zusammenhang mit der Kaiserapotheose, was durchaus als zutreffend erscheint. Abwegig ist jedoch die Deutung als „Himmelfahrt der Auserwählten“. Bei diesem Kapitell ist lediglich die erstaunliche Ikonographie von Interesse, nicht jedoch die sehr bescheidene Qualität der Ausführung.
Vergleichbare nackte Gestalten sind auf dem Kapitell 36 an der Nordwestwand zu finden. Das dargestellte Ungeheuer, dessen Kopf die Mitte des Korbes einnimmt, ergreift zwei nackte Männer an ihren Beinen. Soeben vom Ungeheuer ausgespien, lecken ihnen eingerollte Schlangen den Kopf. Deutlich sichtbares Geschlecht, Schlangen und Höllensymbole weisen möglicherweise auf die naheliegende Erklärung: „Die Bestrafung der Unzucht“.

Kapitell 19, Evangelistenengel mit Schriftbändern

Auf dem Kapitell 35 ist eine Schlachtaufstellung in Reih und Glied dargestellt. Die Szene ist überladen von Soldaten, mit Helm und Kettenhemd bekleidet, die sich offensichtlich um den gefesselten, nackten Körper eines Mannes streiten. Rechts im Hintergrund bläst eine Frau auf einem Horn, derweil sie sich auf einem Schild abstützt. In Motiv und Ausführung erinnert das Kapitell an das mit Nummer 14, mit Darstellung kämpfender Ritter. Vermutlich handelt es sich um noch eine Episode des „Heldengedichts“, das zum Sagenkreis um Wilhelm von Oranien gehört.

#### 3. und 4. Langhausjoch

Kapitell 35, Soldaten ergreifen nackte Person (links/Mitte)

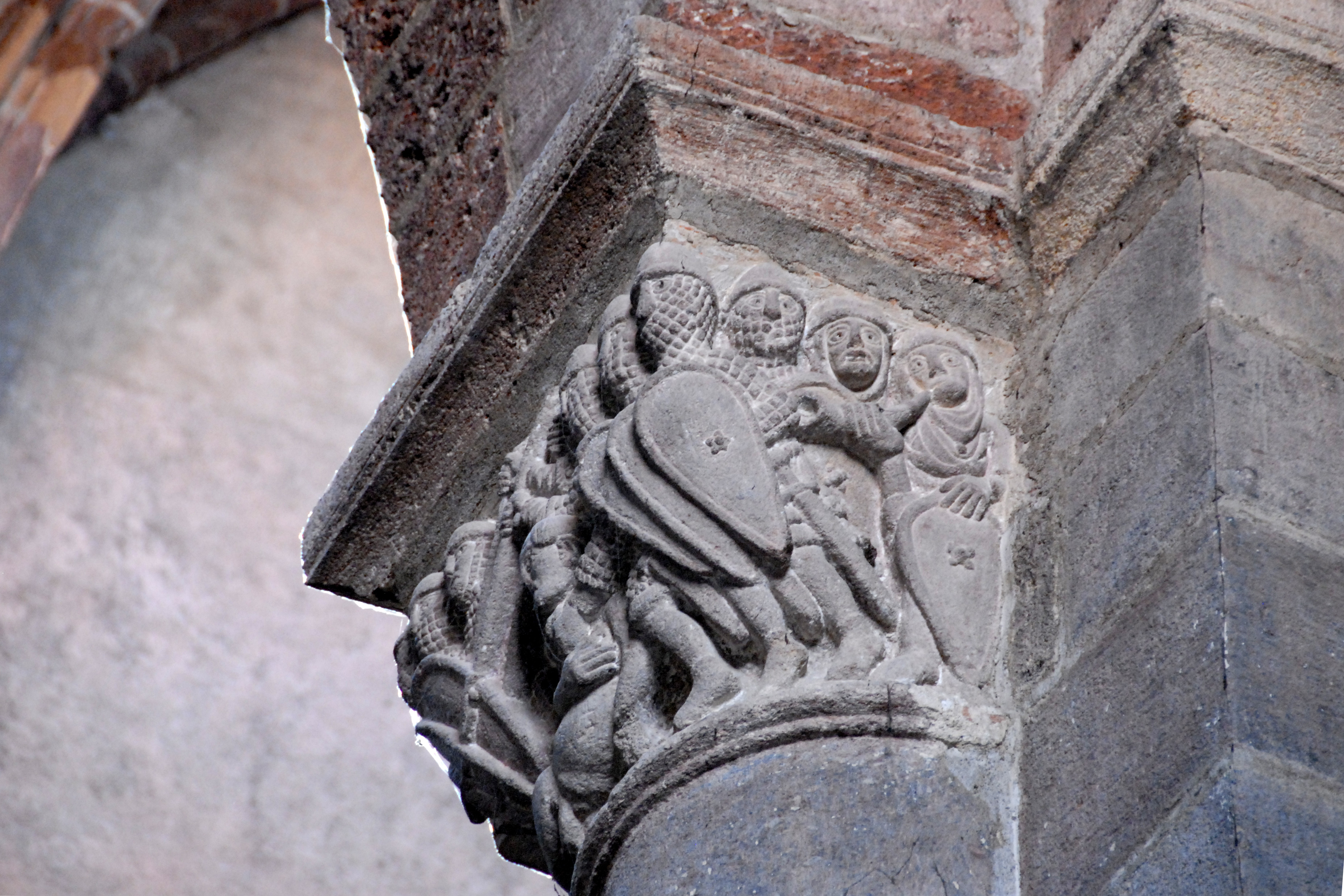
Kapitell 35, Soldaten ergreifen nackte Person (Mitte/rechts)

Werkstatt D: Diese Werkstatt skulptierte wieder nur Blattwerkkapitelle. Einige sind sehr schlicht mit glatten Blättern. Ihr kräftiges Relief und die Geschlossenheit ihrer Linien verleihen eine monumentale Erscheinung. Die anderen, allesamt auf der Nordwestseite, sind hingegen differenziert ausgebildet. Über zwei Reihen Akanthusblättern nehmen realistische Masken die Korbmitte ein, die von Palmetten in den Ecken flankiert werden. Diese Kapitelle gehören zu den schönsten der Kirche. Zwei Kapitelle unterscheiden sich deutlich von dieser Gruppe. Es könnte sich um wiederverwendete Teile handeln, sie befinden sich auf dem dritten Südwestpfeiler nebeneinander. Das Kapitell 48 stellt zwei Sirenen dar, das Kapitell 47 einen Minotaurus zwischen zwei Musikanten. Das Kapitell 54 zeigt einen thronenden Christus und ist neuzeitlichen Ursprungs.

#### Chor, Chorumgang und Kranzkapellen
Die vier Kapitelle der halbkreisförmigen Apsis sind gesondert zu betrachten, da sie vermutlich aus der Vorgängerkirche stammen. In ihrer Wuchtigkeit, gleichsam angeschwollen, mit kaum aus dem Korb hervortretenden Blattwerk, zeigen sie bei weitem nicht die Leichtigkeit und Geschmeidigkeit der Werke der Vierung, bei denen die Bildhauer mit großer Virtuosität die Technik des Steinbohrers zu handhaben wussten. Das dem Besuch der Frauen am Grab Christi gewidmete Kapitell auf der Nordseite des Chorjochs lässt keinen Bezug zu irgendeinem anderen Kapitell der Kirche, insbesondere nicht des Chors stellen. Es ist das einzige Kapitell der Kirche mit einem erzählenden Motiv. Auch sein etwas steifer Stil ist einzigartig, ganz in der herkömmlichen Linie der romanischen Auvergne, vielleicht eine Wiederverwendung?
Es verbleiben die über 125 Kapitelle kleiner Volumina im Umgang und in dessen Kranzkapellen. Sie werden von einer Vielzahl von Fabelwesen bevölkert, etwa von geflügelten Löwen, Drachen, Greifen und Bogen spannenden Kentauren. Dieses Bestiarium, seine Auswahl und Formen sind durch und durch romanisch.

#### Vierung

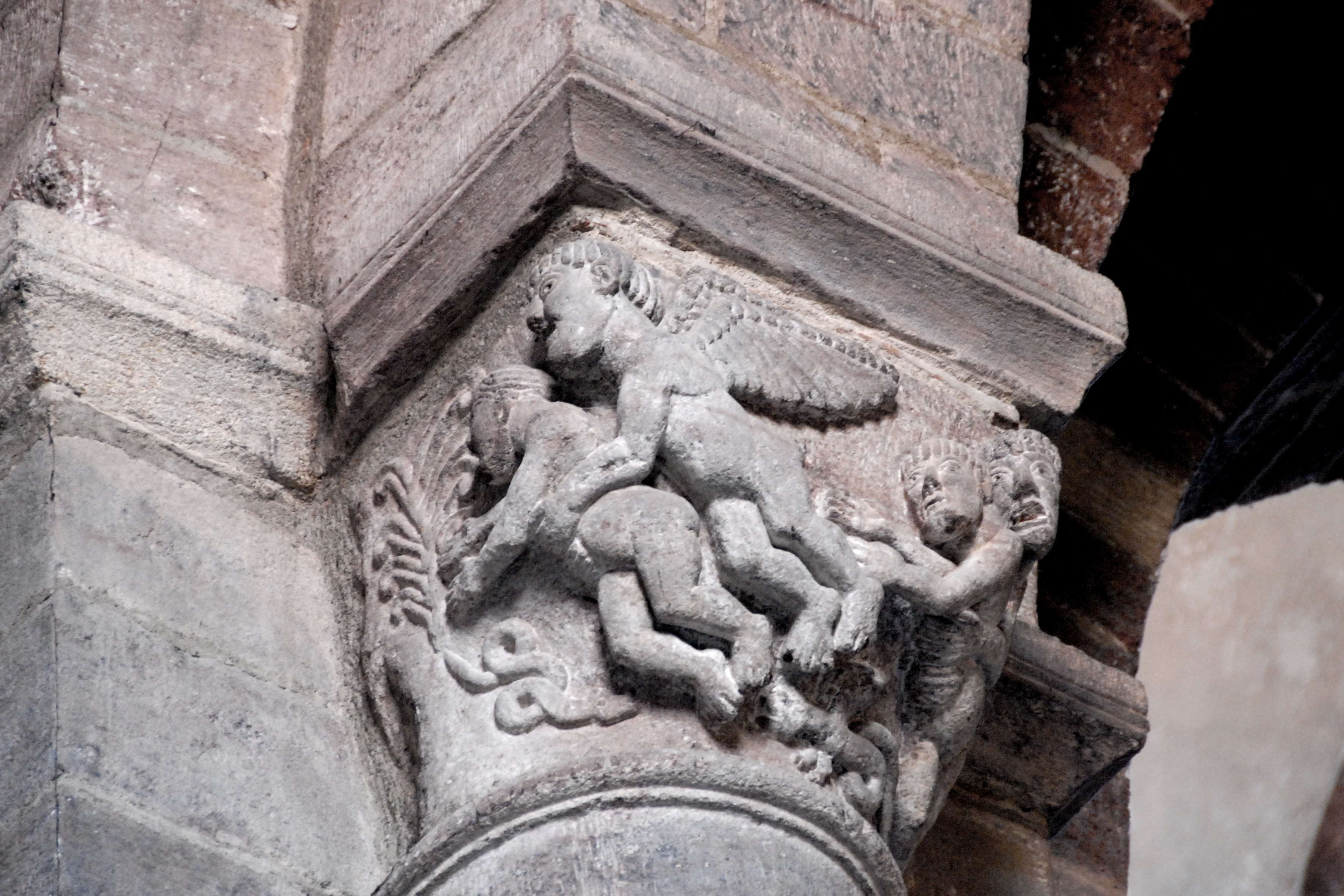
Kapitell 34, Genien tragen schwebend nackte Personen (links/Mitte)

Eine offenbar andere Werkstatt hat in der Vierung gearbeitet. Sie zeichnet sich durch einen umfassenden Gebrauch des Steinbohrers aus. Das Blattwerk besitzt nur wenig Relief. Die gerippten Blätter zeichnen parallel laufende Rillen, zwischen denen sorgfältig gearbeitete Einschnitte angebracht sind, die im Blattinnern Palmetten formen. Gelegentlich sieht man sehr expressive, mit größter Sorgfalt gearbeitete Menschenköpfe. Zu erkennen sind auch kleine Masken und einige phantastische Motive, wie ein bärtiger Kopf, dessen Ohren von zwei Nagetieren angefressen werden.

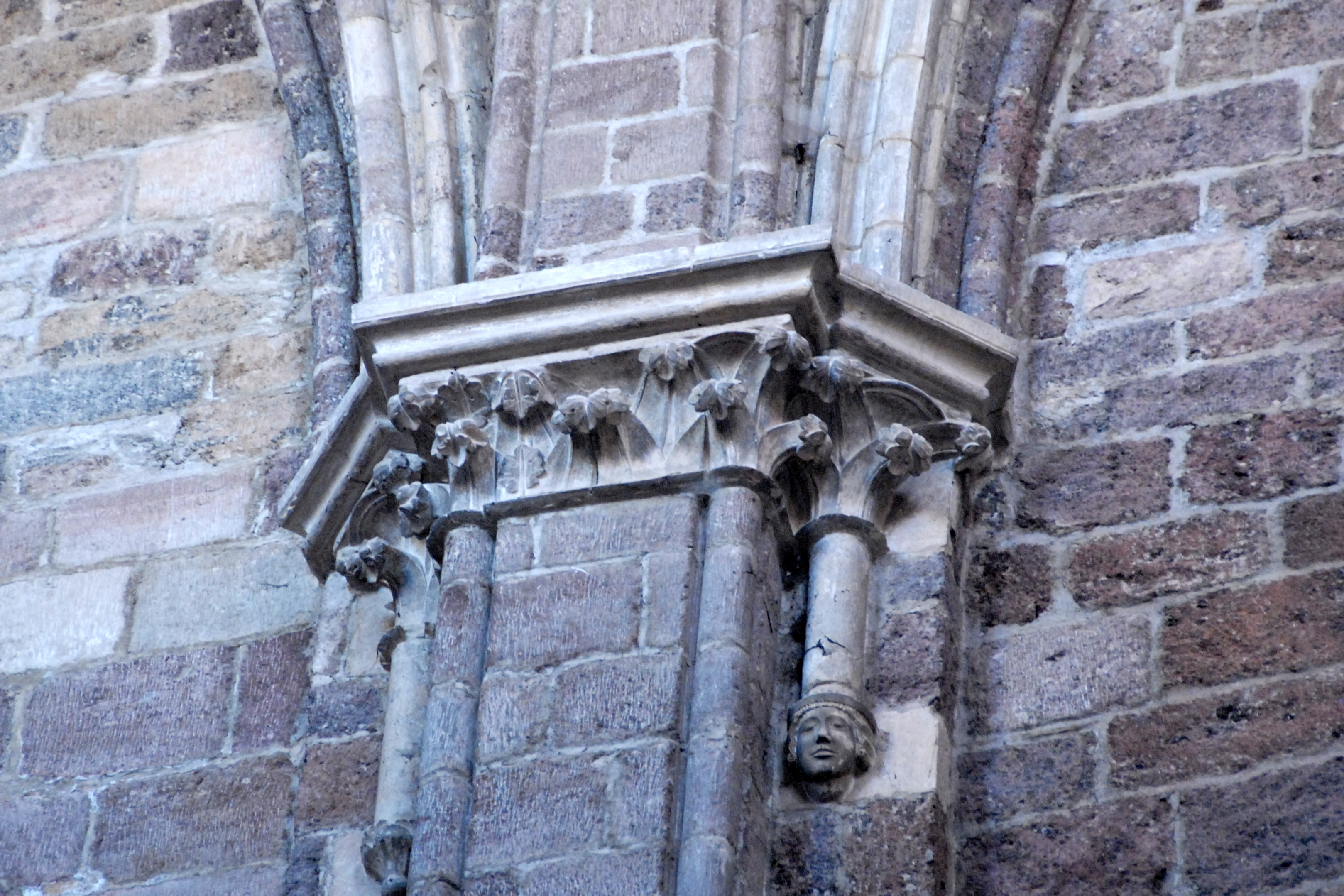
Kapitell auf Pilaster, Mittelschiff
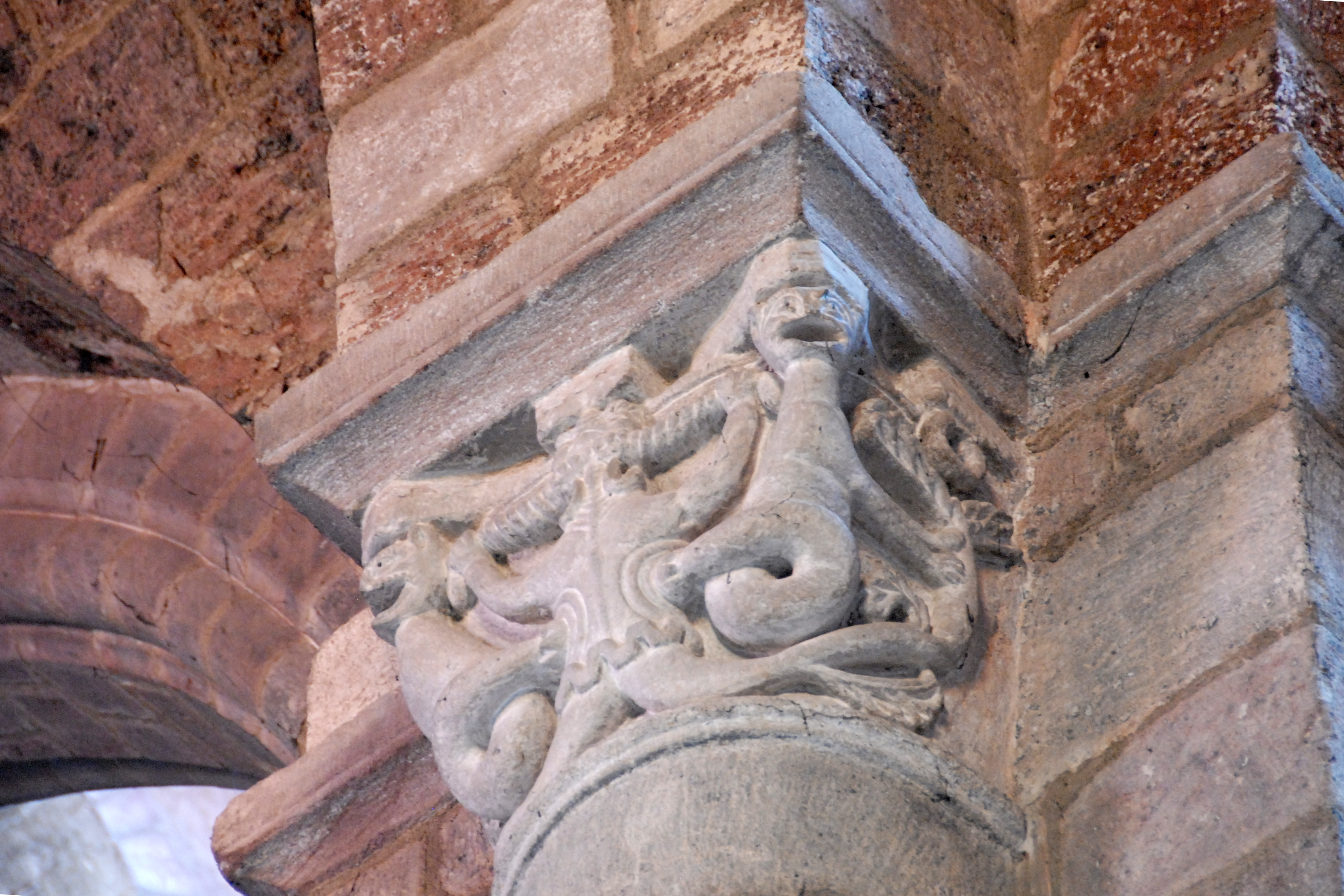
Kapitell, gewundene Monster(?)
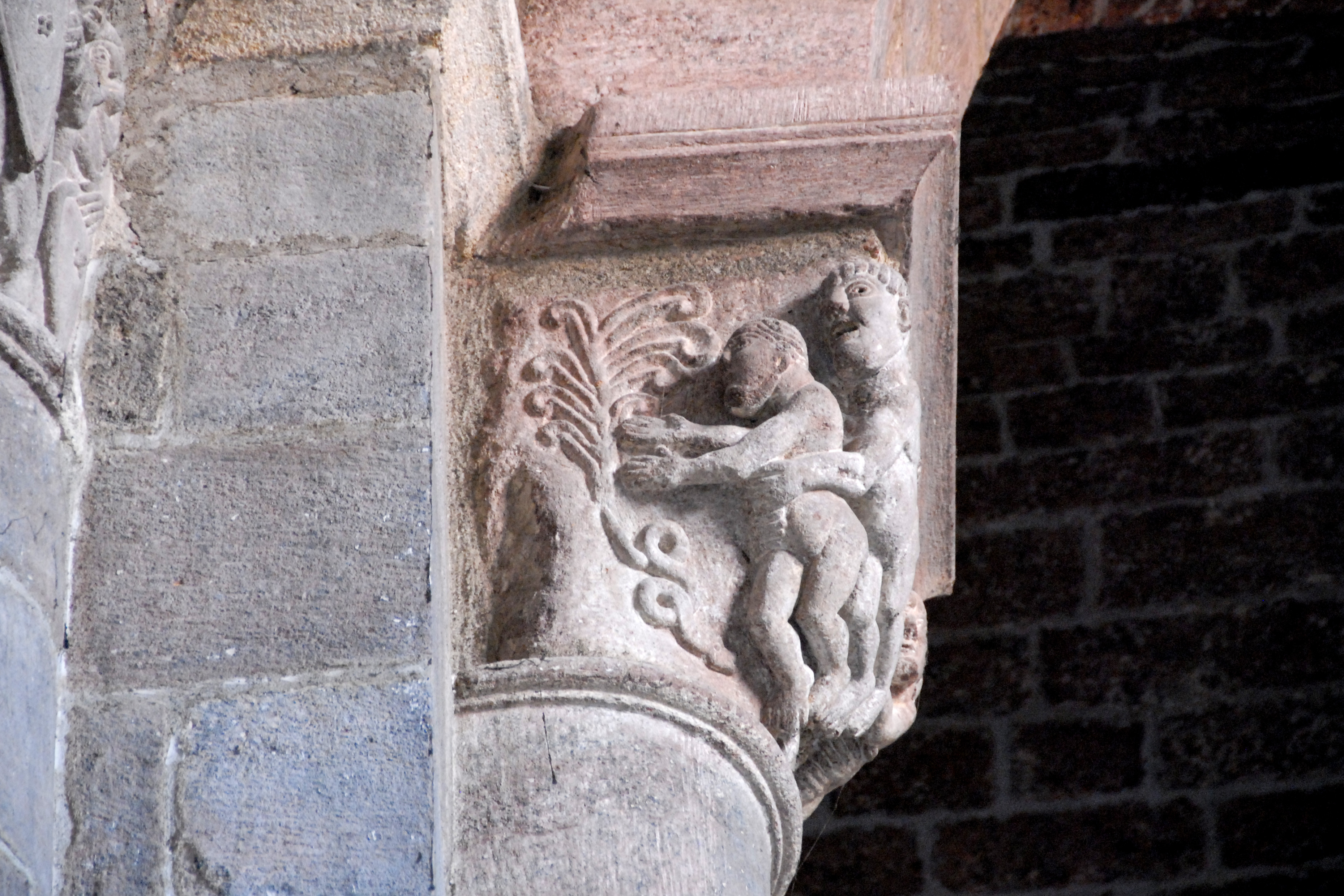
Kapitell 34, Genien tragen schwebend nackte Person(links)
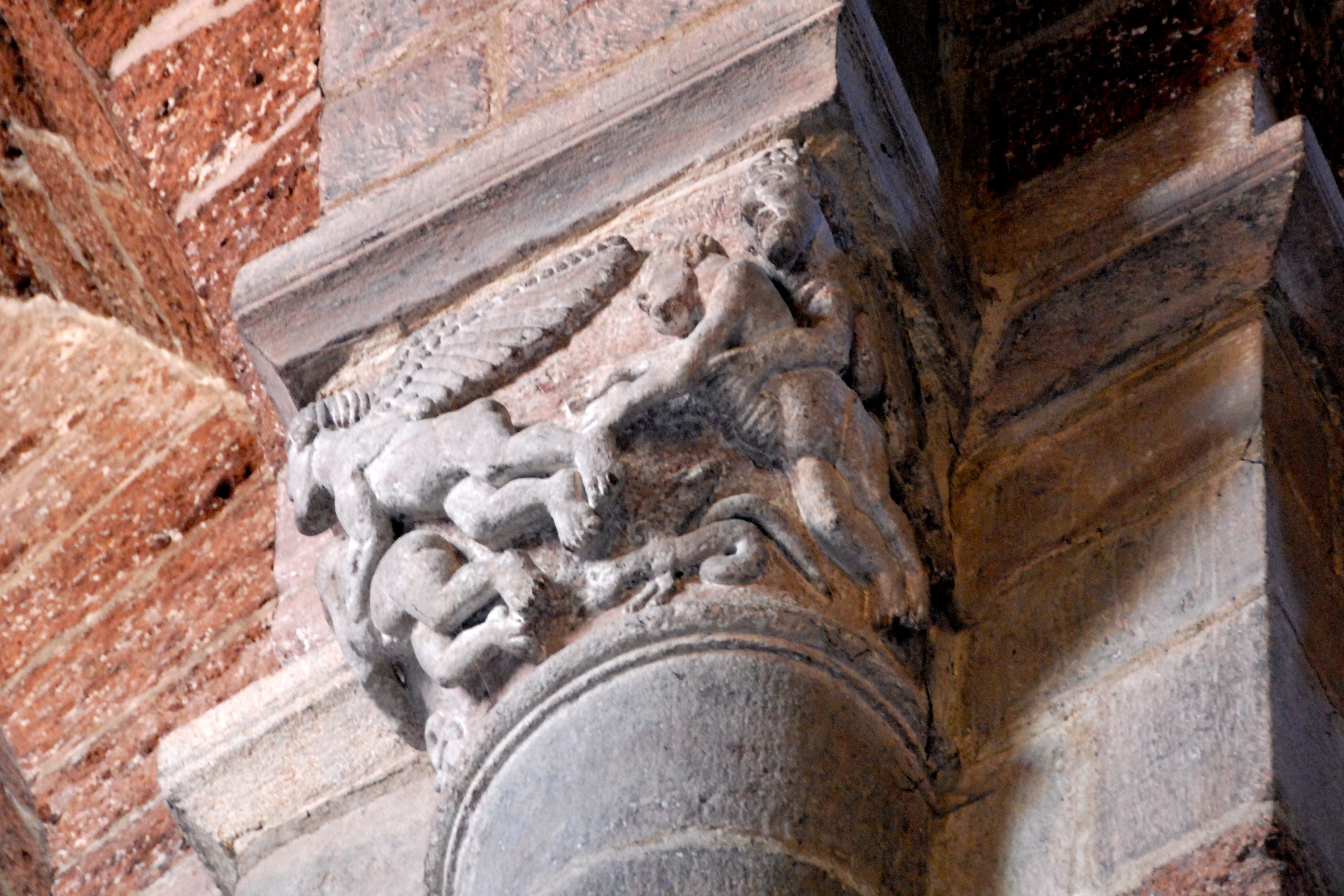
Kapitell 34, Genien tragen schwebend nackte Person (rechts)

### Wandmalereien/Fresken
Das Innere von Saint-Julien war – zumindest teilweise – bemalt. Unsere Vorfahren konnten das heute als schön empfundene Natursteinmauerwerk, seine warmen, lebendig zusammengestellten Farbtöne und seine sorgfältig gefügten Mauerwerksverbände, nicht sonderlich beeindrucken. Schon früh nach dessen Fertigstellung, wurde deshalb das Mauerwerk mit einem mit Malereien bedeckten Verputz verdeckt.
1957 waren allein die bedeutenden und umfassenden Fresken in der Michaelskapelle, im Obergeschoss des südöstlichen Narthexjochs, sichtbar. Die Fresken haben unter den weniger fachgerechten Sanierungsarbeiten des 19. Jahrhunderts gelitten. Ebenfalls 1957 legte man durch professionelles Abbeizen der Wände etwa 140 Quadratmeter weiterer Fresken frei, allerdings weitgehend bruchstückhaft. Diese Teile haben aber keine weiteren Schäden erlitten und die ganze Frische ihrer ursprünglichen Farbigkeit bewahrt.

#### Kapelle des Erzengels Michael

Fresko Michaelskapelle, aus Seitenschiff

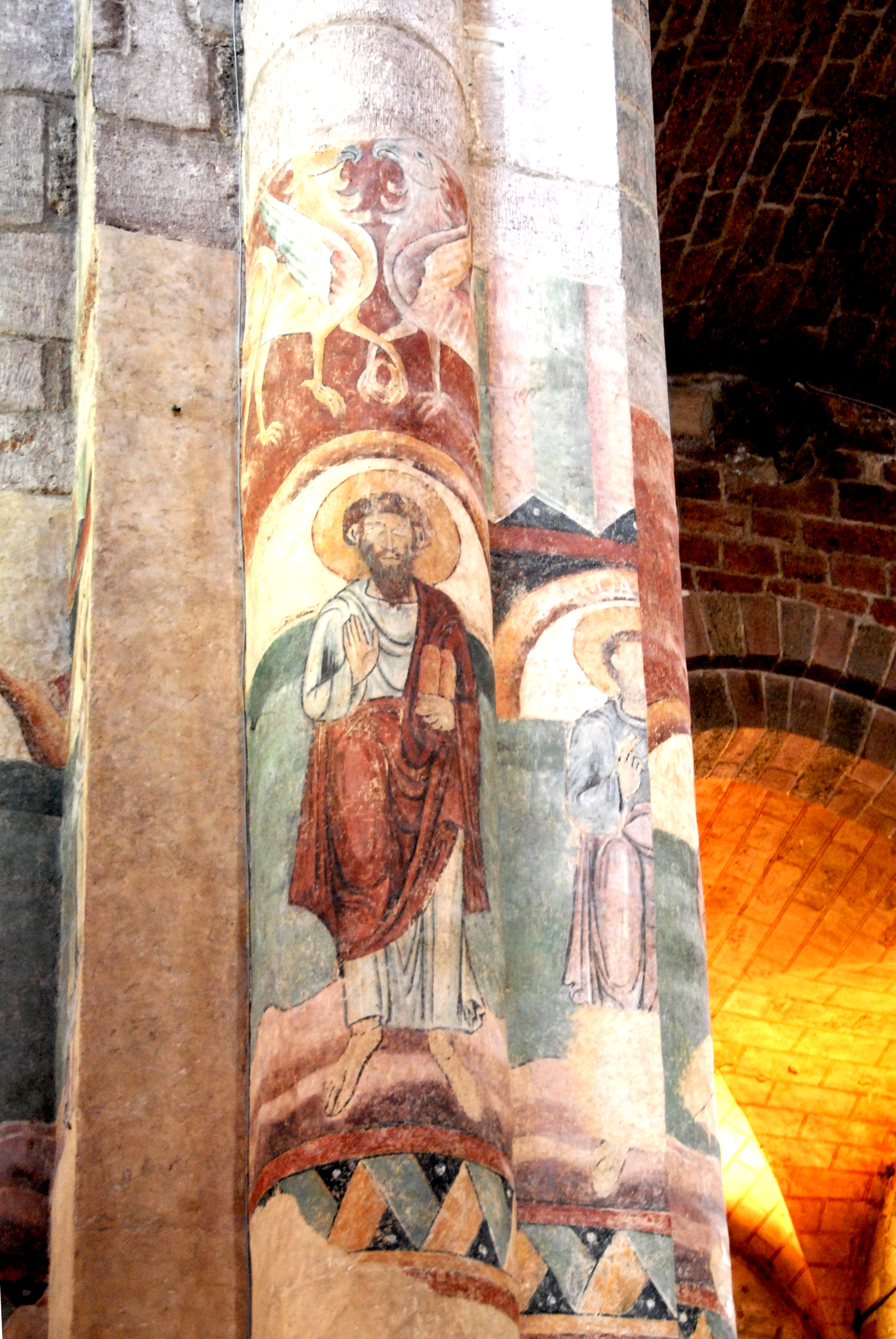
Fresko, oben zwei vierbeinige Greife, unten Heiliger mit zwei Schriftrollen(?)

Die Michaelskapelle wurde erst etwa hundert Jahre nach Erbauung des Emporengeschosses eingerichtet. Sie entstand durch den Einzug einer Trennwand, in Verlängerung der südwestlichen Mittelschiffwand. Ihre Wände und Decke hat man mit Fresken lückenlos ausgemalt. Die Kapelle diente seitdem zur Aufbahrung der gräflichen Kanoniker nach ihrem Tode.
Zentral auf dem Gewölbe thront ein majestätischer Christus in einer Mandorla, die von den vier Evangelistensymbolen umgeben wird. Auf beiden Seiten haben sich nahezu einhundert Engel versammelt. Die über den Vollzug der Gottesurteile wachenden Erzengel Michael und Gabriel heben sich von den anderen ab. Auf die nordwestliche Trennwand malte man eine furchterregende Hölle, in deren züngelnden roten Flammen sich der Satan aufhält, in einer dramatischen Gestalt eines aschfahlen, blassgrünlichen Riesen. Dem Maler ist hier die Darstellung des soeben stattgefundenen Fall Satans vortrefflich gelungen, der danach gehässig seinen bestialischen Kopf erhebt. Des Teufels Niederlage hält in keiner Weise seine Handlanger davon ab, das Feuer mit neuen Verdammten zu schüren.
Auf den Fensterbänken ist der Kampf der Tugenden gegen die Laster nach der Psychomachia des Prudentius dargestellt. Die Tugenden sind als friedfertige Frauen in fußlangen Gewändern dargestellt.
Um das Südostfenster nimmt der Betrachter an dem offensichtlich leichten Sieg der Demut über den Stolz, der Geduld über den Zorn und der Liebe über die Begierde teil. Um das Südwestfenster sieht man den Glauben, die Hoffnung und wahrscheinlich die Barmherzigkeit. Nicht alle Inschriften sind zu entziffern.
Ein äußerst seltenes Thema ist dargestellt, auf der Südwestwand, beidseitig des Fensters: Zwei prunkvoll gewandete Personen erhalten die Krone der Auserwählten.
Eine Art Fries zieht sich über die Länge der Kapelle, mit Darstellungen von Atlanten, Balken und werkzeugtragenden Arbeitern.

Fresken, südöstl. Mittelschiffpfeiler

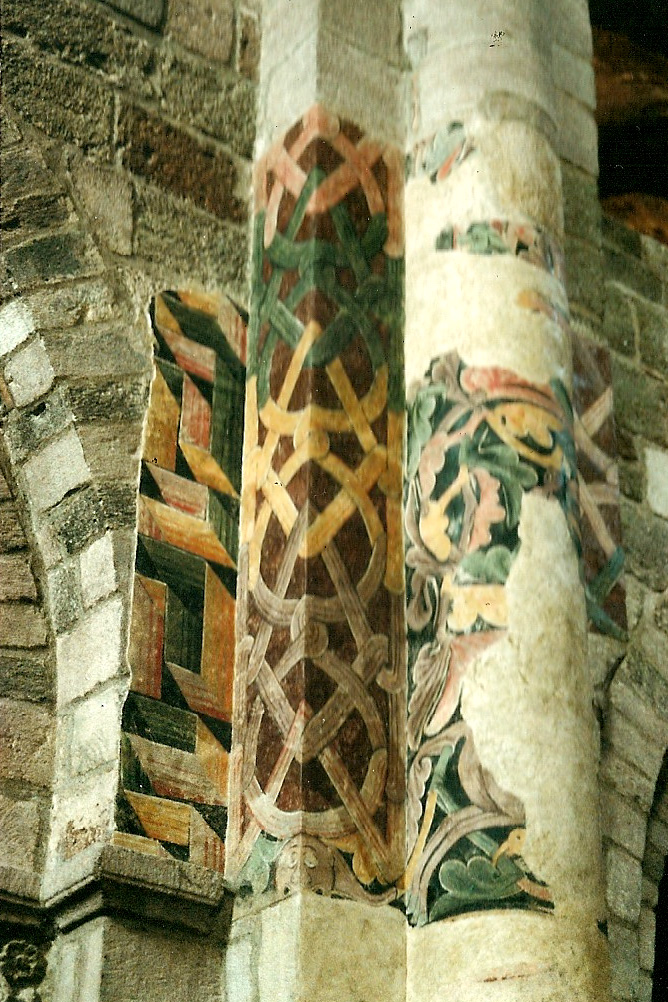
Fresko, Narthexpfeiler

#### Erste Joche des Langhauses
Die 1957 entdeckten Reste der wesentlich umfangreicheren Ausmalung haben die Frische ihrer Farbgebung und die besondere Klarheit ihrer Linienführung bewahrt und sind überwiegend von hohem künstlerischen Wert.
Die Nordwestwand des ersten Jochs war vollständig bemalt. Ganz oben, beidseitig des Fensters schließt eine breite Zierleiste an, auf nachtblauem Grund, mit einem Muster aus Blättern in lebendigen, warmen Farben. Die ockerfarbenen Blätter sind weiß gerändert und getüpfelt. Die frischen Farbtöne überraschen in ihrer fast modernen Art. Ohne den Ort ihrer Herkunft zu kennen, würde man diese Malerei kaum der Romanik zurechnen.
Knapp darunter sind zwei großformatige Figuren mit ausgebreiteten Flügeln dargestellt, von denen nur die Oberkörper erhalten sind, zur Linken der Erzengel Michael und zur Rechten ein weiterer Engel. Das schöne Gesicht weist hierarchische Züge auf, von großer Reinheit. Auch die Farben muss man bewundern, besonders die der Flügel in sanftem Grau und gedämpftem Rot.
Das Feld darunter wird durch eine Zierleiste abgetrennt. Hier fällt vor allem auf schwarzem Grund ein gefaltetes Band auf, in meisterlich beherrschten Farbkontrasten und perspektivischer Darstellung. Das untere Feld besitzt nur noch fragmentarisch erhaltene Darstellungen, es war mit großen Pferden ausgefüllt, die sich gegenüberstanden. Das rechte spielte Harfe. Vom linken ist sein außergewöhnlich gestalteter Kopf noch recht gut erhalten. Hals und Kopf sind in rosa Farbtönen gehalten, die großen, weit geöffneten, mandelförmigen Augen strahlen in Weiß, mit einer großen blauen Pupille. An der flatternden Mähne ist Bewegung zu erkennen.
An drei Pfeilerreihen, die des Narthex eingeschlossen, sind ebenso bedeutende Malereifragmente erhalten. Die kräftige Gliederung der Pfeiler ließ allerdings jede großformatige Dekoration nicht zu. Dieses Problem hielt die Maler nicht davon ab, eine Vielzahl von dekorativen Motiven zu präsentieren, wie etwa Bänder, Flechtwerk, Ranken und Draperien. Die Kompositionen werden erst etwa in Drittelhöhe der Pfeiler umfassender. Die Künstler sahen sich völlig frei in ihrer Themenwahl. Das Thema „Bestiarium“ ist häufig vertreten. Die SW-Seite des SW-Pfeilers gehört zu den besterhaltenen Fresken. Hier waren seitlich der halbrunden Säule insgesamt sechs schlanke, hohe Streifen des Pfeilerkerns zu bemalen. Alle zeigen ein üppiges Dekor von Ranken und Bändern, die in vielfältigen geometrischen Figuren mit verblüffenden perspektivischen Effekten geformt worden sind. Die Falten der Bänder wechseln von ockerfarben, über rosa, blau bis hin zu grau. Die Ranken beginnen oberhalb der Kämpferplatte des Kapitells. An den Kanten wachsen sie aus dem gewaltigen Maul einer teuflischen Maske. Die halbrunde Säule zeigt ein außergewöhnliches Motiv: zwei große, sich gegenüber stehende Mantelpaviane mit auberginefarbenen Mänteln auf weißem Grund. Ein kleines Hinweisschild zwischen beiden trägt den Schriftzug: B(RIV)AS, Brioude (?).

Fresken, südöstl. Mittelschiffpfeiler

Die Gegenseite des Pfeilers, knapp unter dem Kapitell des mittleren Gurtbogens, präsentiert ein karikaturhaftes menschliches Profil, nicht modelliert, nur virtuos gezeichnete schwarze Linien skizzieren eindrucksvoll das Gesicht. Das übergroße weiße Auge, mit schwarzer, versetzter Pupille, ist trotz der Profilansicht frontal dargestellt und so unrealistisch wie möglich. Letzteres gilt auch für die schnabelartig zusammengekniffenen Lippen und das eigensinnige Kinn. Die Darstellung kennt nur vier Farbtöne: grauer Ocker für die Haut, Schwarz für die Konturen, Weiß für das Auge und Braun für das Haar.
Der erste Nordwestpfeiler des Mittelschiffs trägt rundum einen Fries mit acht Heiligen unter einer Blendarkatur. Je eine Figur bedeckt eine halbrunde Säule oder beide Seiten der Pfeilerkernkanten, die über Körper- und Gesichtsmitte der Figuren verläuft. Von den ehemaligen Inschriften sind nur die von Aaron und Jesaia lesbar erhalten.
Dieser Pfeiler besitzt außerdem noch schön gestaltete Chimären.
Auf dem ersten Südwestpfeiler des Mittelschiffs zeigt die rätselhafte Szene einen vom Pferd gestürzten Reiter. Hier könnte die Bestrafung des Stolzes gemeint sein (?).
Die Fresken in den beiden ersten Jochen des Mittelschiffs und die der Michaelskapelle sind jedenfalls von verschiedenen Werkstätten geschaffen worden. Die Bemalung der Kapelle datiert vermutlich auf Ende des 12. Jahrhunderts, hingegen sind die Fresken des Mittelschiffs wahrscheinlich etwa 50 Jahre älter.

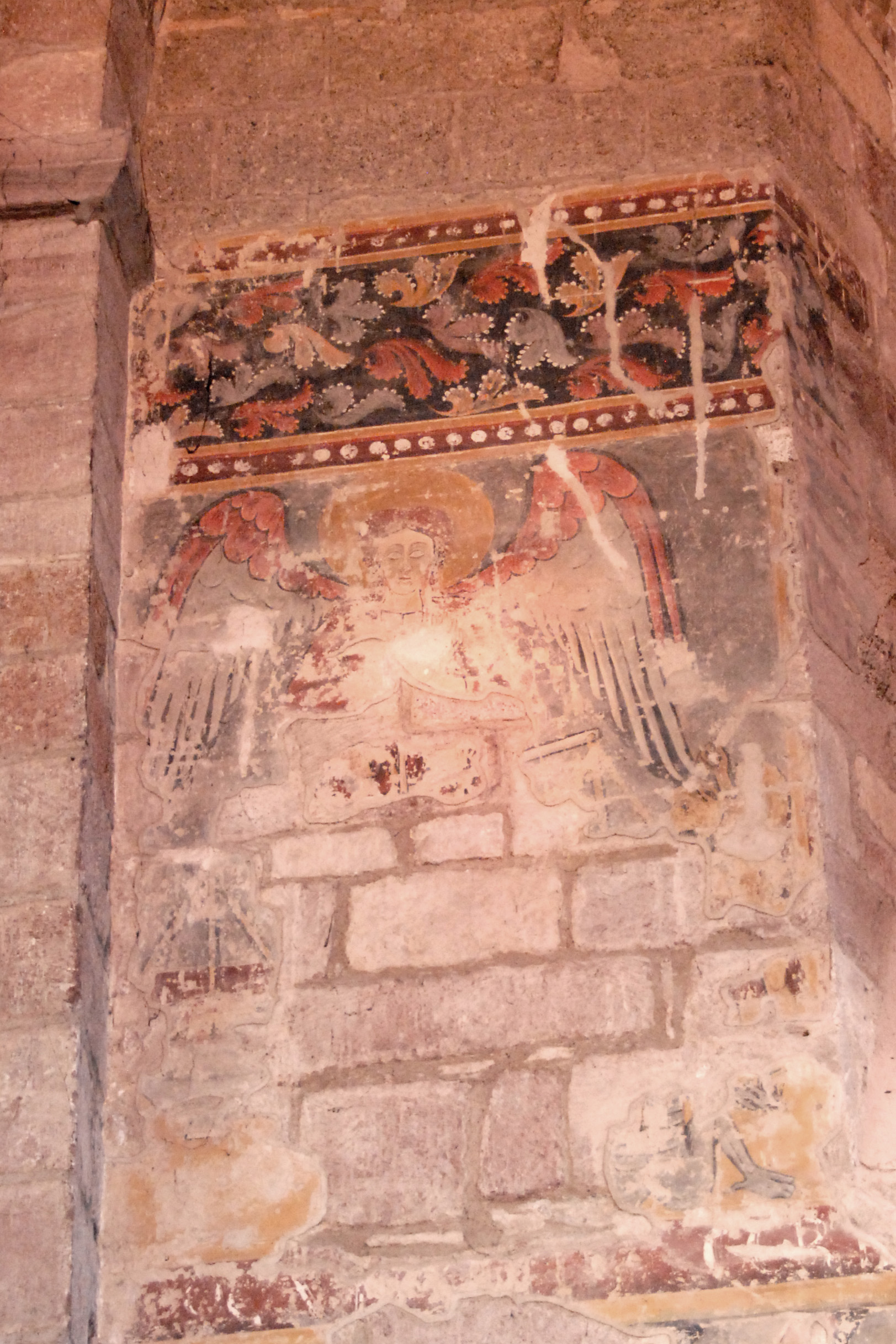
Fresko, Schmuckband und Engel
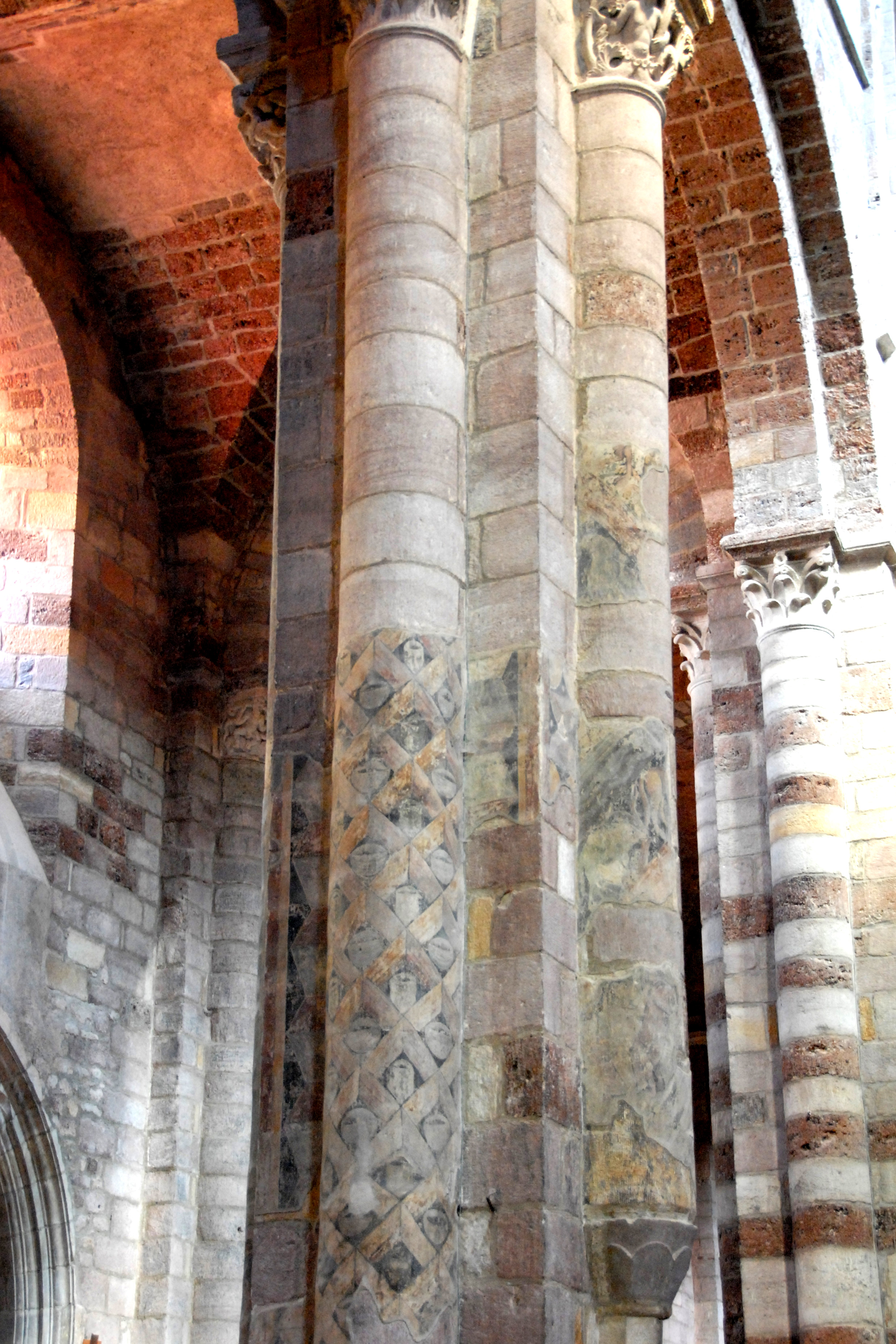
Fresken, nordwestl. Mittelschiffpfeiler
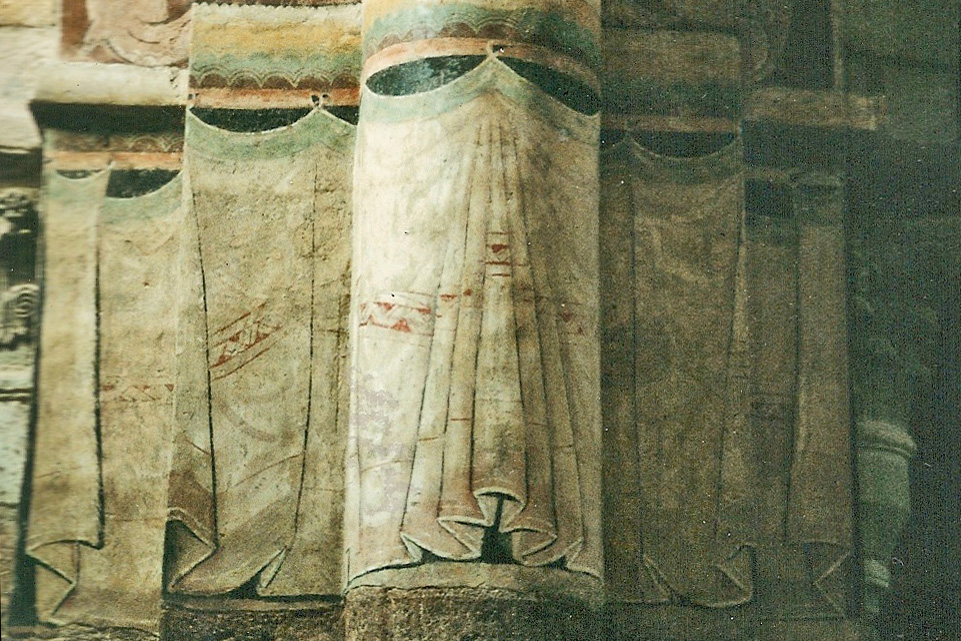
Fresko, Vorhänge

## Ausstattung der Kirche
Das Kapitel von Saint-Julien in Brioude, Bewahrer der Wallfahrten zum Grab des Heiligen, hatte im Laufe der Zeit unermessliche Reichtümer zusammengetragen, wie Bildnisse des Märtyrers aus Gold, wertvolle Reliquienschreine aus Gold und Elfenbein, kostbare Seidenwaren, Tapisserien und andere. All diese Werte gingen im Laufe der Revolution verloren.
Übrig blieben einige künstlerisch wertvolle Ausstattungsstücke aus nachromanischen Epochen:
Dazu gehört das große, eindrucksvolle Kruzifix aus dem 15. Jahrhundert. Es ging aus der Leprose von La Payasse hervor, was zeitweilig zu dem Namen „Christ lépreux“ („Der aussätzige Christus“) geführt hat. Es ist seit einigen Jahren im südwestlichen Seitenschiff ausgestellt. Es handelt sich offensichtlich um eine einheimische Arbeit, in der Tradition der großen Holzkreuze seit der Romanik in der Auvergne.
Der Epoche der Gotik ist die „Madonna mit Kind“ zuzuordnen, aus vergoldetem Holz, aufgestellt im nordwestlichen Seitenschiff, neben der Sakristei. Eine weitere Madonna ist eine „gebärende Jungfrau“, ein seltenes ikonographisches Thema.
Der Hochaltar steht seit 1854 an seinem heutigen Platz im Chor. Sein „Grab“ erinnert an die Wallfahrt Karls VI. nach Brioude. Er ist damals vergrößert und restauriert worden. Sein ursprünglicher Platz war eine der Umgangskapellen, in der ihn Hugo IV. von Collonges, der Dekan des Kapitels (gestorben 1713) aufstellen ließ.
In der Kreuzkapelle am nordwestlichen Seitenschiff ist eine schöne Passionsszene zu sehen, aus einer Gruppe von Holzstatuen aus dem 17. Jahrhundert. Es handelt sich um eine hochwertige Skulptur des Bildhauers Vanneau, die nach ihrer Entfernung in der Revolution, 1821, wieder am alten Standort aufgestellt worden ist.

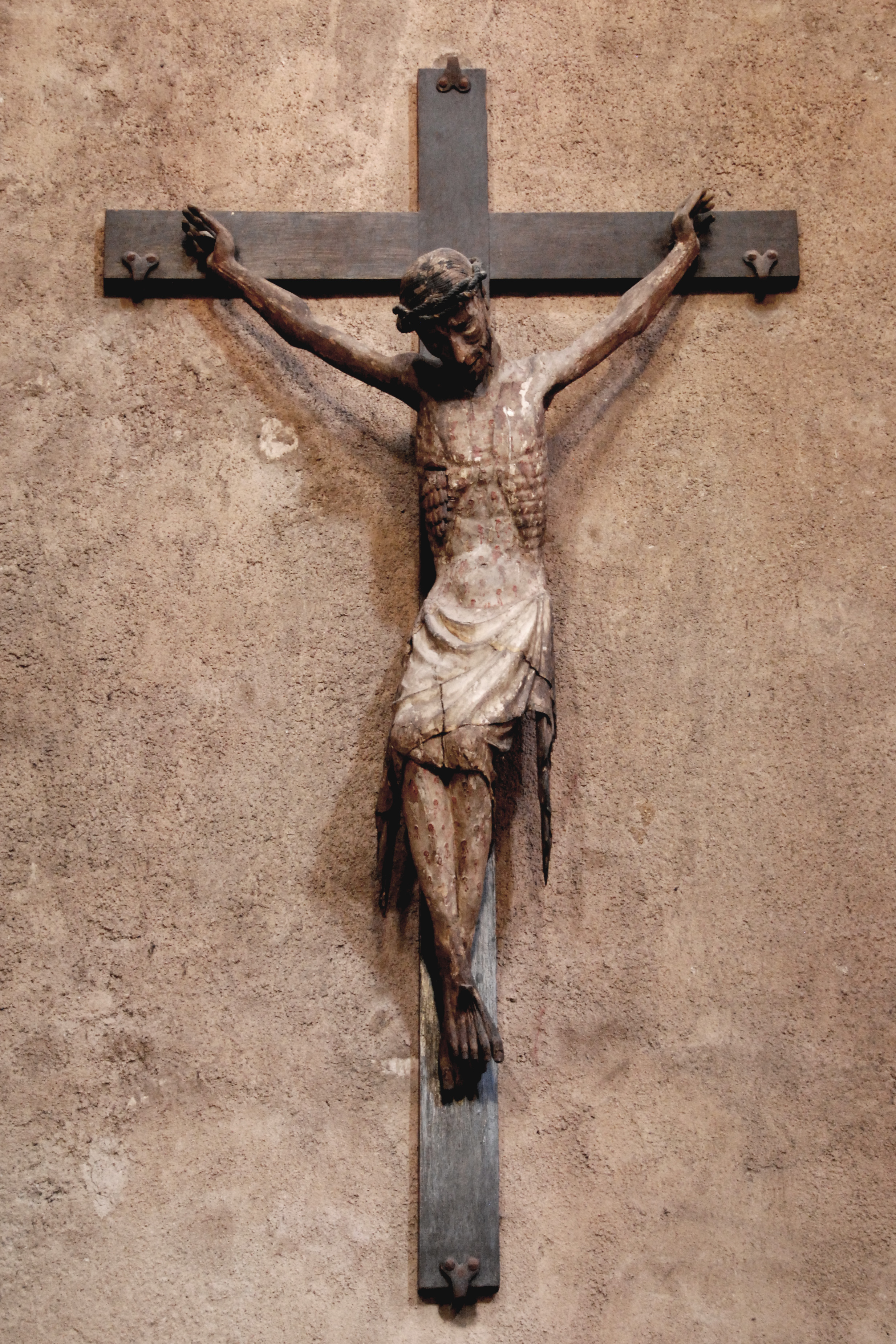
Kruzifix 15. Jh.
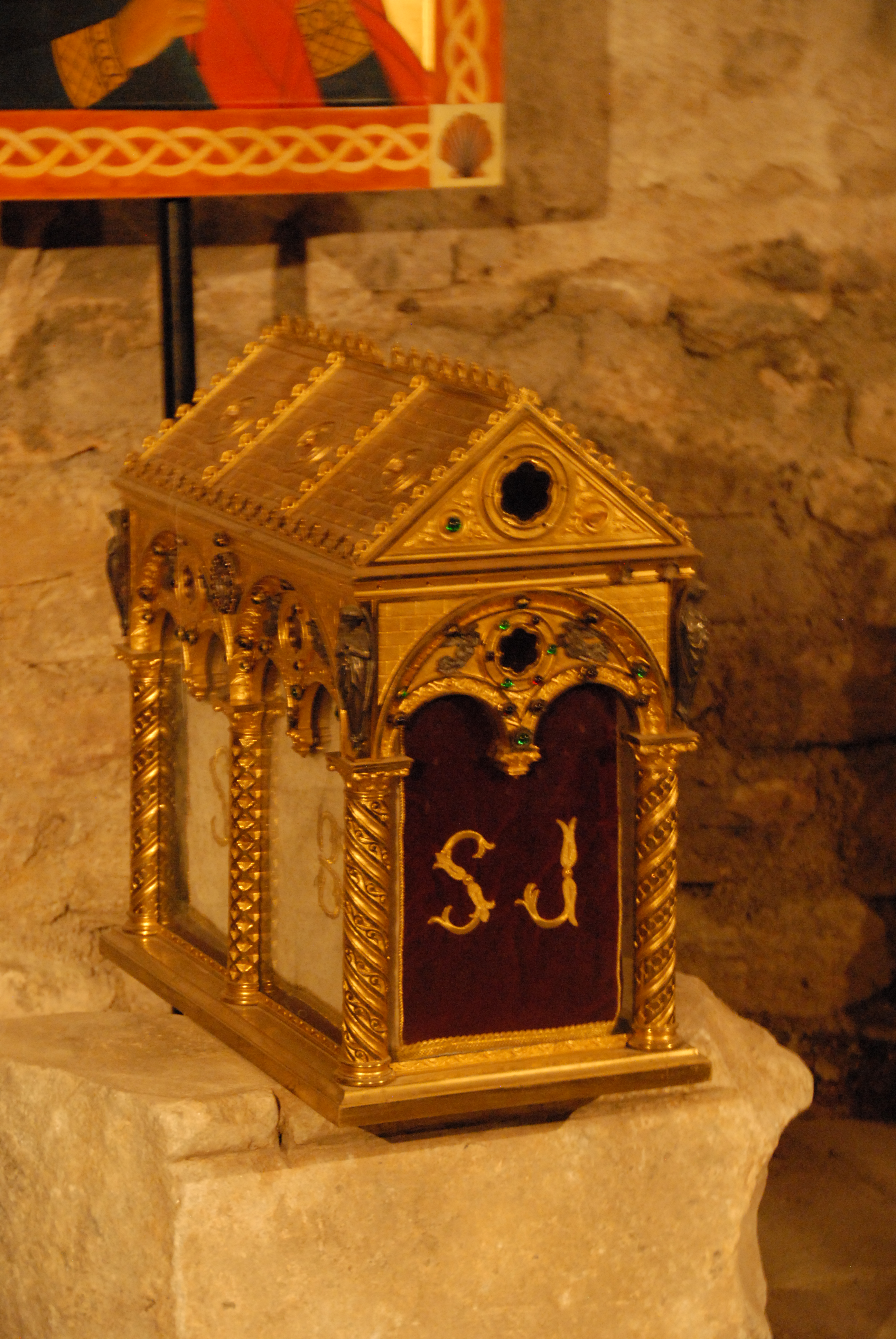
Schrein des Saint-Julien
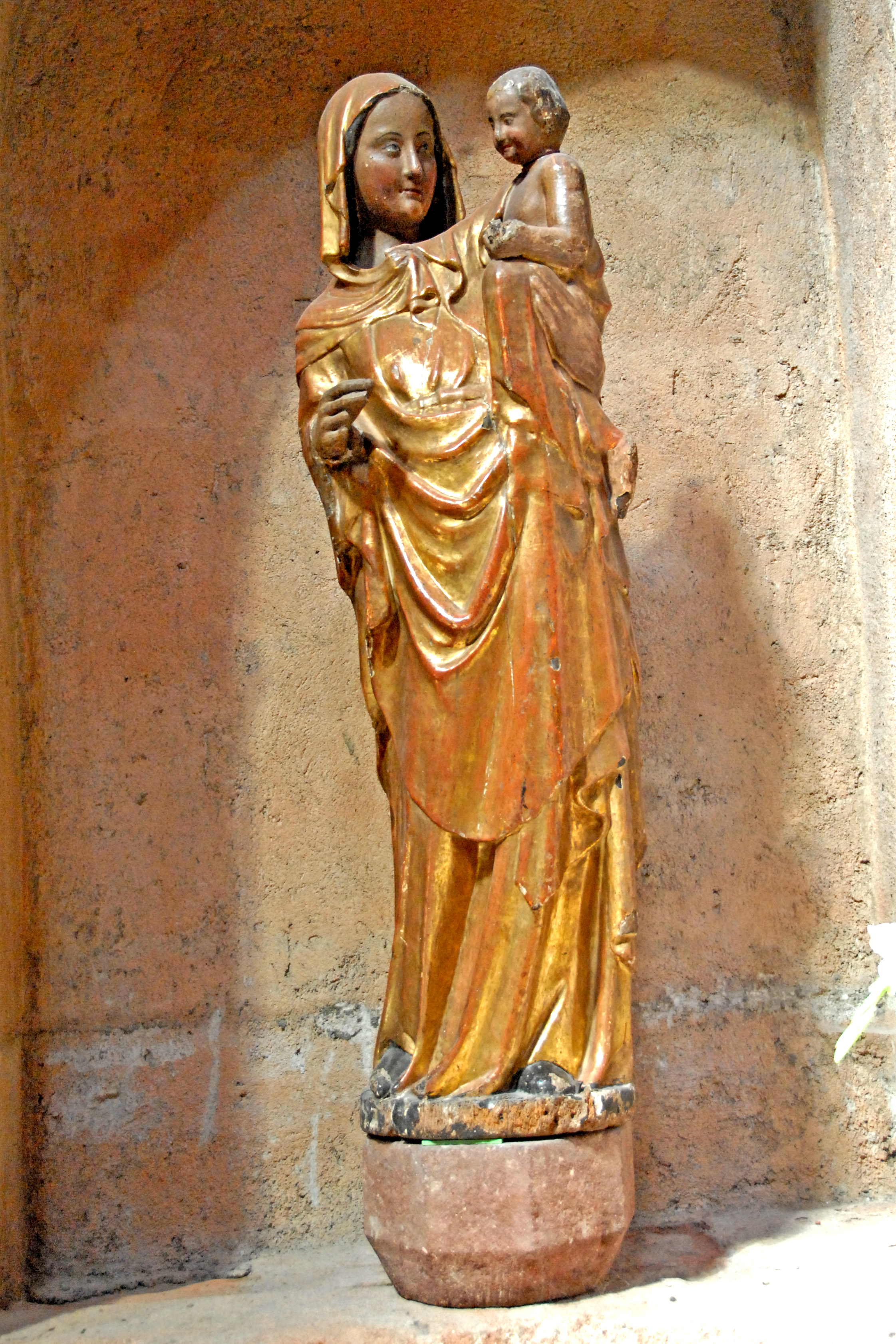
Madonna mit Kind
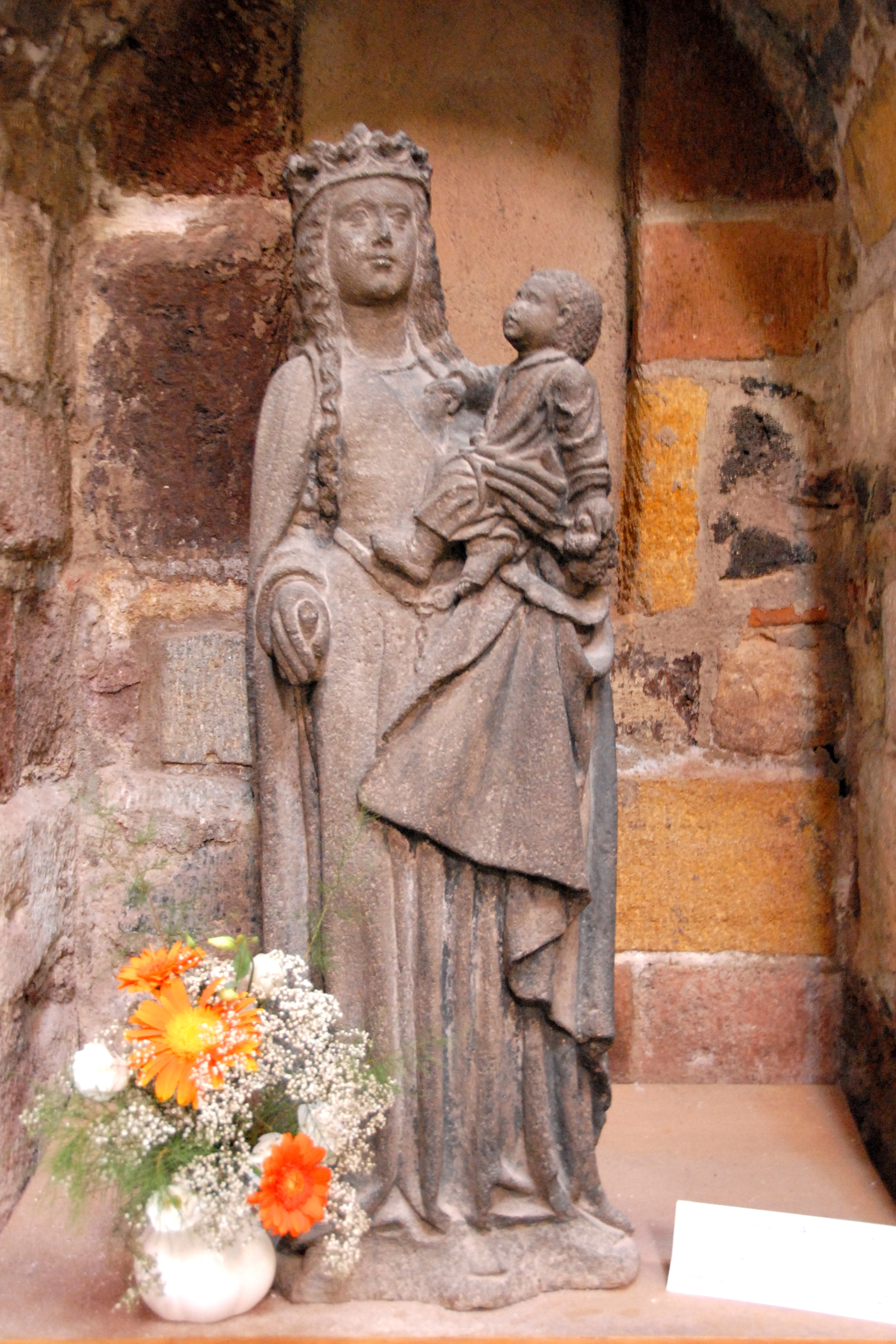
Madonna mit Kind